# Geschichte des Alten Ägypten
Die Geschichte des Alten Ägypten reicht von der vordynastischen Zeit des vierten Jahrtausends v. Chr. bis zum Jahr 395 n. Chr., dem Ende der griechisch-römischen Zeit. Dem griechisch schreibenden Historiker Manetho folgend wird die ägyptische Geschichte heutzutage in 31 Dynastien unterteilt, wobei Manetho mit Dynastie wahrscheinlich nicht eine zusammenhängende Herrscherfamilie meinte, sondern eine Phase, die durch die Wahl der Hauptstadt oder durch kulturelle Gegebenheiten definiert war. Die moderne Forschung unterteilt die Dynastien in drei Epochen staatlicher Einheit: Altes Reich (3. bis 6. Dynastie), Mittleres Reich (11. und 12. Dynastie) und Neues Reich (18. bis 20. Dynastie). Die dazwischen liegenden Epochen, in denen Ägypten kein vereintes Land war, werden als Zwischenzeiten bezeichnet. Eine letzte Epoche großer Eigenständigkeit erlebte Ägypten in der sogenannten Spätzeit. Danach gelangte das Land unter die Herrschaft der Perser, Griechen und Römer.
Absolute Jahreszahlen für das dritte und zweite Jahrtausend v. Chr. sind in der Forschung teilweise stark umstritten. Aus dem Alten Ägypten sind nur wenige Annalen und Königslisten erhalten, deshalb ist es nur bedingt möglich, eine politische Geschichte zu schreiben.

## Vordynastische Zeit

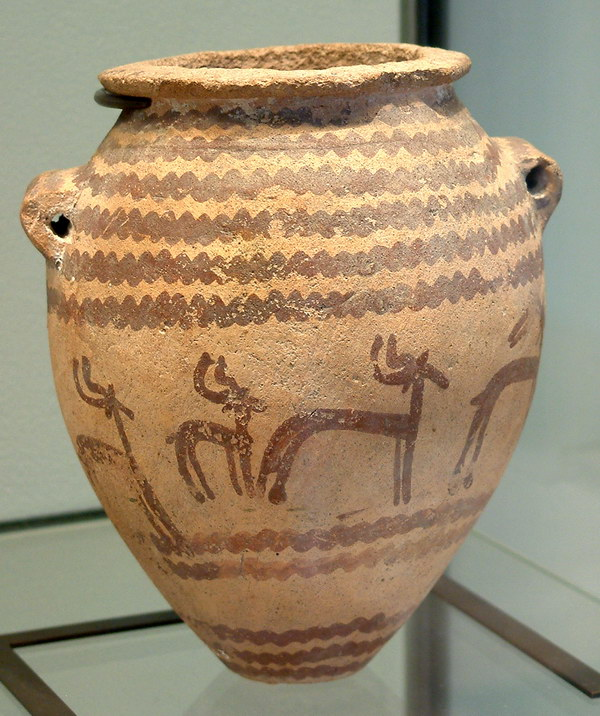
Gefäß der Negade-Kultur

Ab etwa 5000 v. Chr. gab es jungsteinzeitliche Kulturen auf dem Boden des heutigen Ägyptens. Die frühesten sind vor allem aus dem Fayyum-Becken und dem Nildelta bekannt (Fayum-A-Kultur, Merimde-Kultur). Es gibt Anzeichen für Ackerbau und es wurde eine einfache, undekorierte Keramik produziert, während Werkzeuge aus Stein und Knochen hergestellt wurden. In der Merimde-Kultur wurden auch kleine Keramikfiguren produziert. Die Toten wurden meist ohne viel Beigaben innerhalb der Siedlungen beigesetzt. Ab etwa 4500 v. Chr. gab es in Oberägypten die Badari-Kultur. Es gab offensichtlich Anfänge der Kupferverarbeitung. Die Toten wurden in speziellen Friedhöfen beigesetzt und teilweise reich mit Beigaben ausgestattet. Die Badari-Kultur wurde in Oberägypten von der Negade-Kultur abgelöst. Diese wird in drei Phasen unterteilt (Negade I–III). In ihrem Verlauf gibt es Hinweise für die Herausbildung städtischer Zentren und stärkerer sozialer Differenzierungen. Die Keramik wurde zum Teil figürlich bemalt und Kupfer wurde verarbeitet. Es wurden Steingefäße produziert. Auf Friedhöfen fand man einzelne größere Gräber, die offensichtlich einer Führungsschicht gehörten. Im Norden herrschte zur gleichen Zeit die Maadi-Kultur, die starke kulturelle Verbindungen zu Palästina zeigt, im Lauf der Zeit aber von der Negade-Kultur abgelöst wurde. Um 3200 v. Chr. fand sich die Negade-Kultur in allen Teilen des Landes, wobei es ungewiss bleibt, ob diese kulturelle Einigung auch eine politische Einigung des Landes widerspiegelt. Am Ende der Negade-Kultur gibt es die ersten Belege für Schrift.

## Frühdynastische Zeit

### 1. Dynastie
Die Frühdynastische Periode beginnt mit der Vereinigung Ober- und Unterägyptens unter dem mythologischen Pharao Menes. Der Bewertung als „erster Reichseiniger“ steht entgegen, dass sich bereits seine Vorgänger im Rahmen des Vereinigungsfests als Herrscher von Ober- und Unterägypten verstanden. Zudem stammt der erste Beleg für den Namen „Menes“ erst aus der Zeit Königin Hatschepsuts in der 18. Dynastie. Ein Skarabäensiegel zeigt den Namen „Meni“ (Mnj) im Ring, darunter die Namen der Königin und des Königs Thutmosis III. Auch in der Königsliste von Abydos aus der Zeit von Sethos I. leitet er als erster Kartuschenname die Königsliste ein. Im Königspapyrus Turin taucht er als vergöttlichter Ahnherr und als Name für einen verstorbenen Herrscher auf. In der Königsliste von Sakkara erscheint er hingegen nicht.

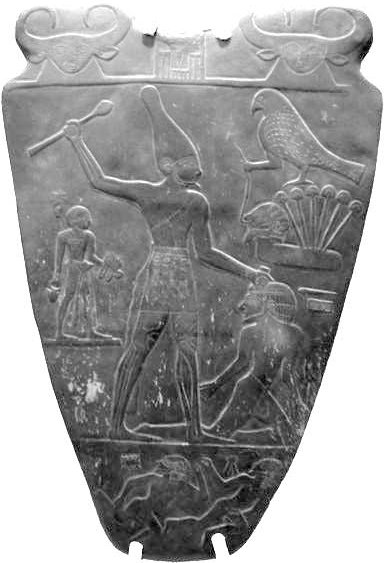
Prunkpalette des Narmer

Erster König der 1. Dynastie (vielleicht auch letzter der 0. Dynastie) war Narmer, letzter Herrscher war Qaa. Ein Teil der Ägyptologie bevorzugt König Ka, während der andere Teil König Skorpion II. als Vorgänger ansieht. Insgesamt werden der Dynastie acht Herrscher zugeordnet. Sie ließen sich in Abydos bestatten. Bis zum Ende der 1. Dynastie war es Tradition, dass die engste Verwandtschaft sowie hochrangige Bedienstete dem König in den Tod folgten. Sie wurden in kleinen, fast quadratischen Nebengräbern am Königsgrab beigesetzt.
Gefäßaufschriften und Tonritzungen aus Girga, Tarchan und Abydos gehören zu den frühesten Belegen für schriftliche Dokumente aus dem rituellen oder Tauschhandel, der nur über eine zentrale Verwaltung funktionieren konnte. Im Südwesten Israels (Tel Arad, En Besor, Rafah, Tel Erani) fanden sich Gefäße mit Narmers Namen. Die ältesten bekannten Textfragmente entstanden in hieratischer Schrift, sie sind älter als die ältesten bekannten Hieroglyphen. Aus dieser frühen, eng an die Hieroglyphen gebundenen kursiven Schrift entstand das seit der 4. Dynastie belegte Althieratische. Später entstanden hieraus eine Kanzleischrift und eine Buchschrift.

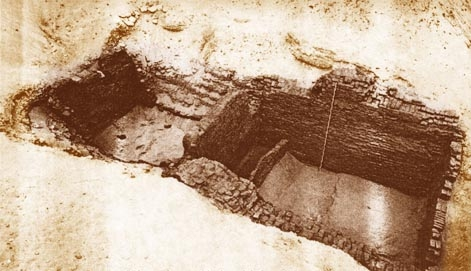
Das Grab des Narmer (B 17/18). Das Grab besteht aus zwei aus Lehmziegeln gemauerten Kammern mit einer Fläche von jeweils 10 × 3 m. Darin fanden sich Siegelabrollungen des Narmer, Elfenbeinobjekte mit seinem Namen und die ältesten Jahrestäfelchen eines ägyptischen Herrschers.

Die Steuerung des Staats erfolgte durch einen Gottkönig aus der jungen Gründung Memphis, dessen Machtbereich sich bis zur Insel Elephantine ausdehnte, wo zuvor nubische Gruppen nachzuweisen sind. Abydos blieb ein bedeutendes Kultzentrum, zudem die Grablege der Herrscher, das stark ausgebaut wurde. Schriftlichkeit spielte für die Herrschaftsvermittlung von Anfang an eine bedeutende Rolle, etwa durch Siegel. Auch bestand bereits ein einfaches Besteuerungssystem. Ökonomische Grundlage des ungewöhnlich weiträumigen Staats war die Getreidewirtschaft auf der Basis von Dorfsiedlungen. Unbehindert von Versalzung, die die jährlichen Nilfluten verhinderten, waren die Überschüsse so groß, dass sie die materielle Grundlage für einen reich ausgestatteten Staat lieferte. Dieser brachte sich vor allem durch monumentale Architektur als Symbole der kosmischen Ordnung zur Geltung, aber auch durch Bootsbegräbnisse, die möglicherweise die Überfahrt in die Totenwelt symbolisierten. Dazu unterhielt die Krone zahlreiche Handwerker, die dem Totenkult zu künstlerisch-rituellem Ausdruck verhalfen. Die höchsten Beamten nutzten diese Ressourcen und symbolischen Formen ebenfalls, um sich Grabmäler errichten und Bootsbegräbnisse durchführen zu lassen (vor allem in Nord-Sakkara, Elephantine). Hingegen finden sich dort keine Monumente der mittleren und unteren Beamtenschaft. Ihre einfachsten Gräber entsprachen den traditionellen Gruben und kamen ohne Sarkophag und Grabbeigaben aus.
Es erscheinen erstmals Titel wie Hatia, Adj-mer und Iripat für hohe Beamte und Angehörige des Königshauses. Jeder Herrscher der ersten Dynastie ließ eigene Residenzen errichten. Gegen das im Westen gelegene Libyen und gegen Nubien ging Ägypten wiederholt militärisch vor, wie Inschriften auf Elfenbeintäfelchen aus Abydos belegen. So nennt ein Jahrestäfelchen unter Aha „das Schlagen der Nubier“. Er entsandte außerdem mehrere Expeditionen in den Libanon und nach Palästina. Bei En Besor im Südwesten Israels fand sich die Ruine einer Bastion, die aufgrund von Keramik- und Elfenbeinfunden in die frühe 1. Dynastie datiert werden kann. In Ahas Grab wiederum wurden Gefäßfragmente mit palästinischem Dekor gefunden.
Unter Aha wurde die Nekropole von Sakkara begründet. Aus seiner Regierungszeit stammt die erste Mastaba (41,6 m × 15,5 m) von dort. Im Norden der von einer Ziegelmauer umschlossenen Anlage befanden sich drei sogenannte Talbezirke. Es handelt sich um eine rechteckige, festungsartige Anlage, in der die Andachtsfeiern für den verstorbenen König stattfanden.
Djer gründete die Domäne Semer-netjeru sowie die neue Residenz Hor-sechentj-dju. Zudem ordnete er mehrere Expeditionen in den Sinai an. In seinem 70 mal 40 m messenden Grabkomplex fanden sich Schmuckstücke aus Türkis, der aus dem Sinai stammt. Er war zugleich der Pharao, dem mit 338 „Begleitern“ für das Jenseits die meisten sogenannten Nebenbestattungen dargebracht wurden.
Wadji regierte als Nachfolger von Djer, doch war seine Regierungszeit anscheinend nicht sehr lang. Er ist vor allem von seiner Grabstele bekannt, die als eines der wichtigsten Kunstwerke der 1. Dynastie gilt.
Königin Meritneith übernahm zu Beginn der Regierungszeit des Königs Hor-Den eine Zeit lang die Regierungsgeschäfte für den König, da dieser wohl noch zu jung für das Amt war. Diese Interpretation gründet auf Tonsiegeln aus ihrem Grab in Abydos sowie auf der außergewöhnlich großen Grabanlage mit eigenem Kultbezirk und eigener Grabstele königlichen Formats. Ähnliches ist auch für die Königinnen Nofrusobek (12. Dynastie) und Hatschepsut (18. Dynastie) belegt.

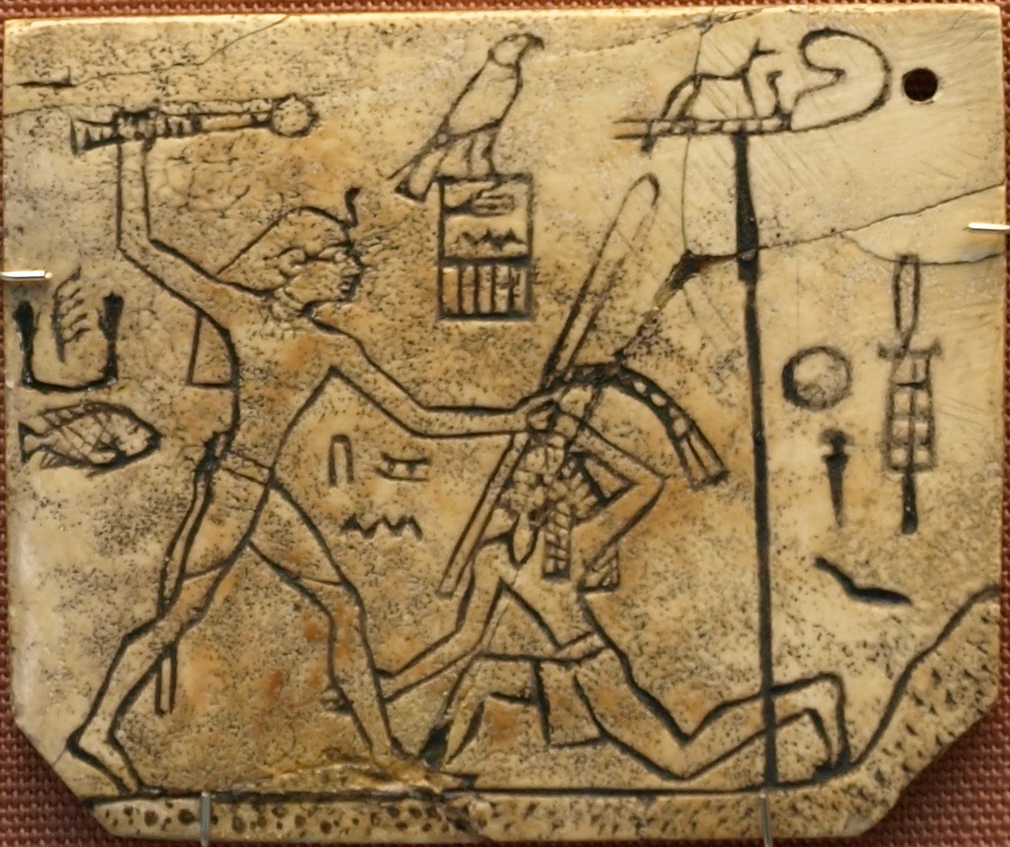
MacGregor-Plakette aus Elfenbein mit König Den beim „Erschlagen des Feindes“ (aus seinem Grab in Abydos).

Den führte den Königstitel Nisut-Biti ein. Damit legitimierte er sich als „Herr über Ober- und Unterägypten“. Aus seiner Regierungszeit stammt das erste Felsenrelief mit Königsfigur im Sinai, das außerdem die älteste bekannte Darstellung des Gottes Asch enthält. Zudem fand sich in seinem Grab die erste Darstellung eines Pharaos mit Doppelkrone. 136 Menschen folgten ihm in den Tod. Sein Nachfolger Anedjib ergänzte den neu eingeführten Thronnamen mit dem weiteren Epitheton die beiden Herren (Nebui). Der Zusatztitel, der die beiden Gottheiten Horus und Seth jeweils mit einer Falkenstandarte darstellte, symbolisierte die Regionen der roten und der weißen Krone, die später für Unter- und Oberägypten standen. Mit dem Nebui-Titel verfügte Anedjib über die göttliche Legitimation durch die beiden Herren. Gegen Ende seiner Regierung vermerkte Anedjib den ersten Lauf des Apis-Stieres. Das Horusgeleit in Verbindung mit einer zweijährlichen Steuererhebung kann allerdings erst bei Anedjibs Nachfolgern nachgewiesen werden.
Auf mehreren Elfenbeinplaketten wurde der Sieg über eine fremde Streitmacht festgehalten, der in den Inschriften als „Erste Niederschlagung des Ostens“ bezeichnet wird. Besonders bekannt ist das sogenannte „MacGregor-Täfelchen“. Die Gegner wurden als Iuntiu („Bogenvolk“) bezeichnet. Diese waren Nomaden von der Sinai-Halbinsel, die in einer Reliefinschrift des Königs Sechemchet (3. Dynastie) erwähnt werden.

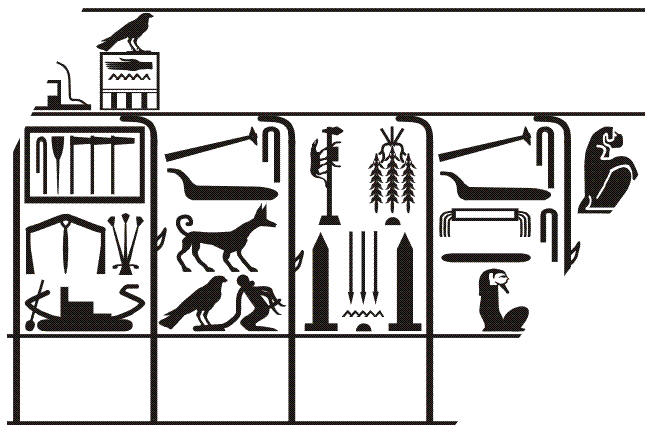
Jahr 18–22 auf der Rückseite des Kairostein-Fragments C5

Unter Qaa ist zum ersten Mal das Amt eines Tjati bezeugt. Doch ist die Deutung der Zeichen umstritten. Es gibt Anzeichen, dass das Ende von Qaas Regierungszeit bereits von Instabilität gekennzeichnet war. Der Königsfriedhof von Abydos wurde ein Opfer von Plünderern und Brandstiftern. Im Grab des Beamten Merka in Sakkara fand sich der Name eines sonst wenig bezeugten Herrschers namens Sneferka. Auf weiteren Gefäßfragmenten fand sich der Name eines gewissen Königs „Vogel“. Möglicherweise kämpften diese Herrscher nach Qaas Tod um den Thron, und Hetepsechemui, der erste Herrscher der 2. Dynastie, nutzte dies zur Gründung einer eigenen Dynastie.

### 2. Dynastie
Allgemeine Kenntnisse über die 2. Dynastie sind wesentlich geringer. Erster Regent war Hetepsechemui. Tonsiegelinschriften zufolge gründete der König eine Residenz nahe Thinis und nannte sie „Hor-chaj-seba“, zudem ließ er einen Tempel für die Gottheit Netjer-achti nahe Buto errichten. Die tatsächliche Dauer seiner Herrschaft ist nicht bekannt, der Turiner Königspapyrus bescheinigt dem Regenten 95 Jahre. Da für Hetepsechemui kein Sedfest belegt ist, dürfte er nicht länger als etwa 30 Jahre regiert haben.
Auf Hetepsechemui folgten die Könige Nebre und Ninetjer. Sie sind in Sakkara in gigantischen Galeriegräbern bestattet worden. Für Ninetjers Regierungszeit ist der Palermostein die wichtigste Quelle. Auf dem Kairostein sind dazu die Regierungsjahre 36 bis 44 erhalten. Ein möglicher Hinweis auf einen Feldzug nach Nubien fand sich bei Abu Handal in Unternubien. Unter Ninetjer wurde dauerhaft das Horusgeleit durch eine Viehzählung ergänzt, was auf eine neue Form der Steuereinziehung hindeutet, das Horusgeleit hingegen wurde in der 3. Dynastie aufgegeben.
Nach dem Tod des dritten Regenten könnte es abermals zu Thronwirren gekommen sein, möglicherweise kam es während der 2. Dynastie zu einer Reichsteilung. Könige wie Sened, Seth-Peribsen und Sechemib-Perenmaat regierten wohl nur in Oberägypten, wo sie ihr Machtzentrum in Abydos besaßen, während gleichzeitig Herrscher wie Sneferka, Neferkare/Aaka, Hudjefa und Neferkasokar in Unterägypten residierten und Memphis als Regierungssitz wählten. Die Königsliste von Sakkara und der Turiner Königspapyrus nennen für die zweite Dynastie mehr Kartuschennamen als die Königsliste zu Abydos. Grund für die Spaltung Ägyptens könnten staatsreligiöse und/oder wirtschaftspolitische Konflikte gewesen sein. Diese Vermutung wird durch Peribsens Entscheidung, das Seth-Tier über seinen Serech zu setzen, genährt, aber auch der Name des Königs Nebre gab Anlass zu Spekulationen, da dieser als erster Herrscher die Sonnenscheibe des (späteren) Gottes Re in seinen Namen integrierte.
Andere Forscher lehnen die Reichsteilungsthese ab und vermuten eher, dass die unmittelbaren Nachfolger von Ninetjer lediglich die Amtstitel von Würdenträgern und hohen Funktionären abänderten, um ihren bedenklich stark gewordenen Machteinfluss einzuschränken. Offenbar fürchteten die Könige um ihren Thron. Außerdem können viele ramessidische Königsnamen keinem zeitgenössischen König zugeordnet werden, was zu der Vermutung führte, sie seien fiktiv.

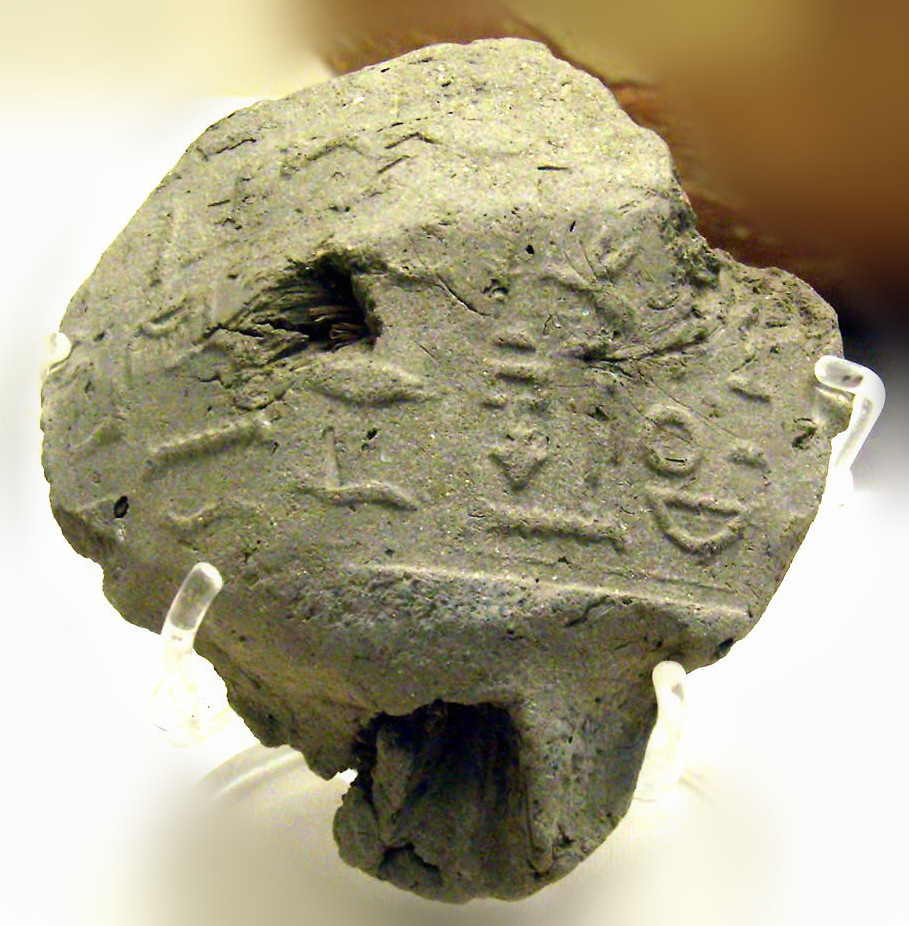
Tonsiegelinschrift des Peribsen mit dem ersten vollständigen Satz der ägyptischen Geschichte

Durch die archäologische Fundlage gilt für einen Teil der Forschung als gesichert, dass Peribsen nur in Oberägypten regierte. Sein Reich erstreckte sich bis hinauf nach Elephantine, wo sich seine Siegel fanden. Seine neue königliche Residenz „Schutz von Nubti“ (Nubti war die Bezeichnung für Naqada) verlegte Peribsen nach Kom Ombo, 150 km südlich von Luxor. Eine weitere, häufig erwähnte Domäne nannte sich „Herr der Barken“ (ägypt. Iti-meshemtiu), wichtige Städte waren Afnut („Kopftuchstadt“), Nebi („Unterstützerstadt“) und Hui-setjet („Asiatenstadt“). Inschriften auf Steingefäßen erwähnen Tributzahlungen der Bewohner aus Setjet (Sethroë), was darauf hinweisen könnte, dass Peribsen im Nildelta einen Kultort für Seth gründen ließ. Dies würde allerdings voraussetzen, dass er entweder über ganz Ägypten herrschte oder zumindest auch von Unterägypten als Herrscher anerkannt wurde. Weitere Tonsiegel belegen zudem Reformen der Beamtenschaft, die nun nach der von Peribsen regierten Landeshälfte ausgerichtet wurden: Man benannte althergebrachte Titel wie „Verwalter des Königs“ und „Siegler des Königs“ explizit in „Verwalter von Oberägypten“ und „Siegler von Oberägypten“ um.
Peribsen griff wieder auf Abydos als Begräbnisstätte zurück. Auch einer seiner Nachfolger, Chasechemui, ließ sich dort beisetzen. Grund für die Rückkehr dürften die thinitische Herkunft Peribsens und seiner Nachfolger sowie die auf den Süden beschränkte Herrschaftsgewalt gewesen sein.

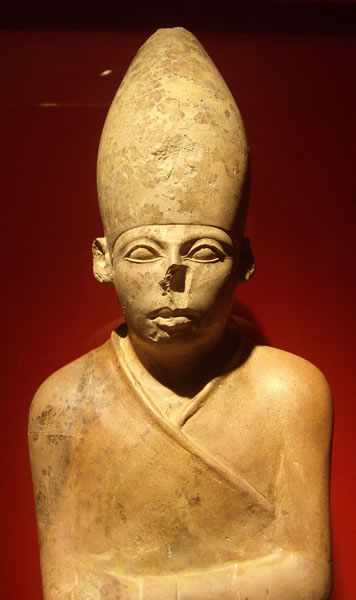
Chasechemui gelang die Wiedervereinigung Ägyptens

Auf einem der Tonsiegel, die in Peribsens Grab gefunden wurden, ist der erste bekannte vollständige Satz in Hieroglyphenschrift festgehalten. Die Inschrift lautet: „Der Goldene/Der von Ombos überreicht die beiden Länder seinem Sohn, dem König von Ober- und Unterägypten, Peribsen.“ Die Anrede „Der Goldene“ oder auch „Der von Ombos“ ist der ranghöchste und am häufigsten verwendete Beiname des Seth.
Inschriften berichten, dass es zum Zeitpunkt der Machtergreifung Chasechemuis zu Bürgerkriegen im Nildelta kam. Chasechemui besiegte die unterägyptischen Fürsten, worauf er in der Hauptstadt Nechen für deren „Himmels- und Kronengöttin“ Nechbet mehrere Siegesdenkmäler stiftete. Er bezog sich in diesen auf die Tradition der früheren Könige Skorpion II. sowie Narmer. Die „Reichseinigung“ soll nach den Inschriften des Chasechemui die Göttin Nechbet vollzogen haben, weshalb er an die alten Traditionen anknüpfte und damit verbunden das Vereinigungsfest feierte. In einer Beischrift gab Chasechemui dem Unterwerfungsjahr den Namen „Jahr des Kampfes und des Schlagens Unterägyptens“. Zusätzlich nannte er „47.209 erschlagene Rebellen“, die er während seiner Feldzüge getötet habe. Die Spaltung des Landes/der staatlichen Verwaltung endete mit Chasechemui, wo sie unter der neuen Zentralverwaltung „Haus des Königs“ zusammengefasst und wieder vereinheitlicht wurde. Seit Peribsen ist damit eine klare Verwaltungshierarchie belegt, die unter Chasechemui vervollkommnet wurde. Dem „Haus des Königs“ unterstand nun die „Versorgungsabteilung“ und ihr wiederum war das „Schatzhaus“ unterstellt. Darunter fanden sich Gutsanlagen. Außerdem waren dem Haus des Königs verschiedene Domänen abgabepflichtig.

## Altes Reich
Die Hauptquelle für das Alte Reich, also die Zeit der 3. bis 6. Dynastie, sind die Pyramiden und ihre Tempelanlagen. Vor allem in den Pyramidengrabkammern der 6. Dynastie fanden sich Texte, die eine umfangreiche Quelle zu den Glaubensvorstellungen darstellen. Daneben finden sich Friedhöfe der höchsten Beamten, doch Nekropolen in den Provinzen fanden in der Forschung bisher wenig Beachtung, Siedlungen sind bisher kaum ausgegraben. Eine Ausnahme stellt die Pyramidenstadt von Gizeh dar. Nur wenige Papyri haben überdauert, die wichtigsten fanden sich in Abusir und stellen Verwaltungsurkunden eines Pyramidentempels dar.

### Erste Monumentalgräber, Tjati als dynastisches Familienamt, Sonnenkult des Re

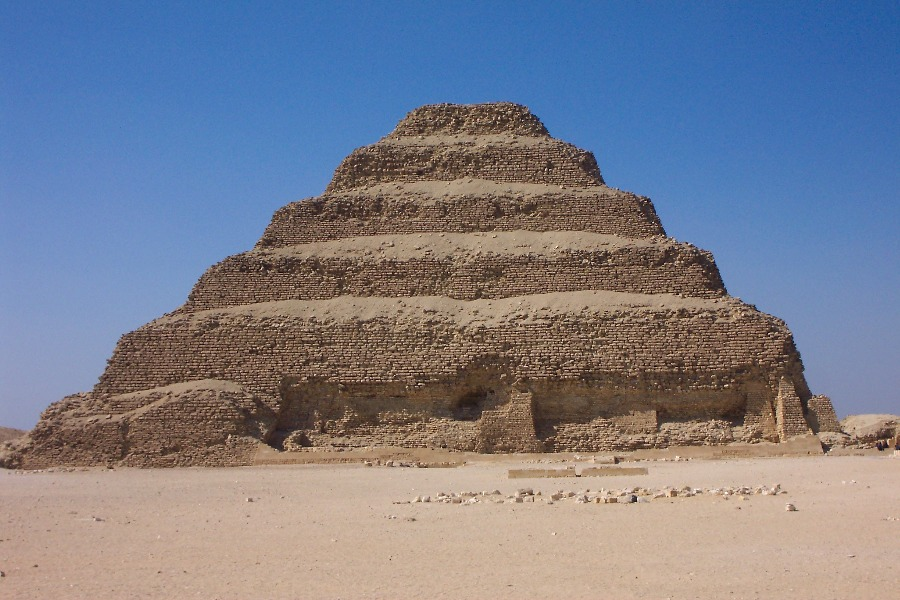
Djosers Stufenpyramide.

Die in der 2. Dynastie entstandenen Grabbauwerke wurden in der 3. Dynastie weiterentwickelt. Djoser war der erste, der sich in einer unterhalb des Bauwerkes gelegenen Grabkammer beisetzen ließ. Die nach ihm benannte Djoser-Pyramide in Sakkara, eine Stufenpyramide, ist zugleich die älteste. Sie bedeckt eine Grundfläche von 140 mal 118 m und ragt 60 m empor. Das von einer Mauer umgebene Gebiet maß 545 mal 277 m und barg eine Reihe weiterer Gebäude. Der Tradition nach war Imhotep der Baumeister der Anlage, Hohepriester von Iunu (Heliopolis, heute ein Teil Kairos am Ostufer des Nils).
Unter Djoser gelangten mehrere Beamte zu hohem Ansehen, allen voran Imhotep und Hesire. Während Imhotep in späterer Zeit sogar vergöttlicht wurde, zeugen vom Beamten Hesire Paneele aus wertvollem Zedernholz in seiner Mastaba. Wolfgang Helck vermutete, dass zunächst der Hauptsohn des Königs den Posten des „Tjet“ besetzte. Später löste sich das Amt aus der Herrscherfamilie und konzentrierte eine enorme Macht.
Der Sonnenkult, der mit einer erhöhenden Bedeutung des Königs verbunden war, erlebte einen weiteren Aufschwung. Mindestens seit der 1. Dynastie zeigte sich die Verbindung vom König als lebender Horus unter der Sonne im Beinamen Nebu, aber erst Djoser erhöhte den Königsstatus als lebender Horus auf Erden gleichrangig mit der Sonne.
In einer Inschrift aus dem Wadi Maghara (Sinai) erscheint Djoser, wie er einen Gefangenen erschlägt. Neben ihm steht eine Göttin, hinter dieser steht nach der Beischrift der Verwalter der Wüste Anch-en-iti, der diese Expedition durchgeführt hatte. In der Nähe befinden sich Türkisminen, die wohl das Ziel waren.
Der Grabbezirk von Djosers Nachfolger Djoserteti befindet sich in Sakkara beim Djoser-Komplex. Die geplante 7-stufige Sechemchet-Pyramide mit einer Seitenlänge von 120 m blieb mit einer Höhe von sieben Metern unvollendet. Auch die Pyramide seines Nachfolgers, der gleichfalls zu kurz regierte, um sein Grabmal vollenden zu können, blieb unfertig.

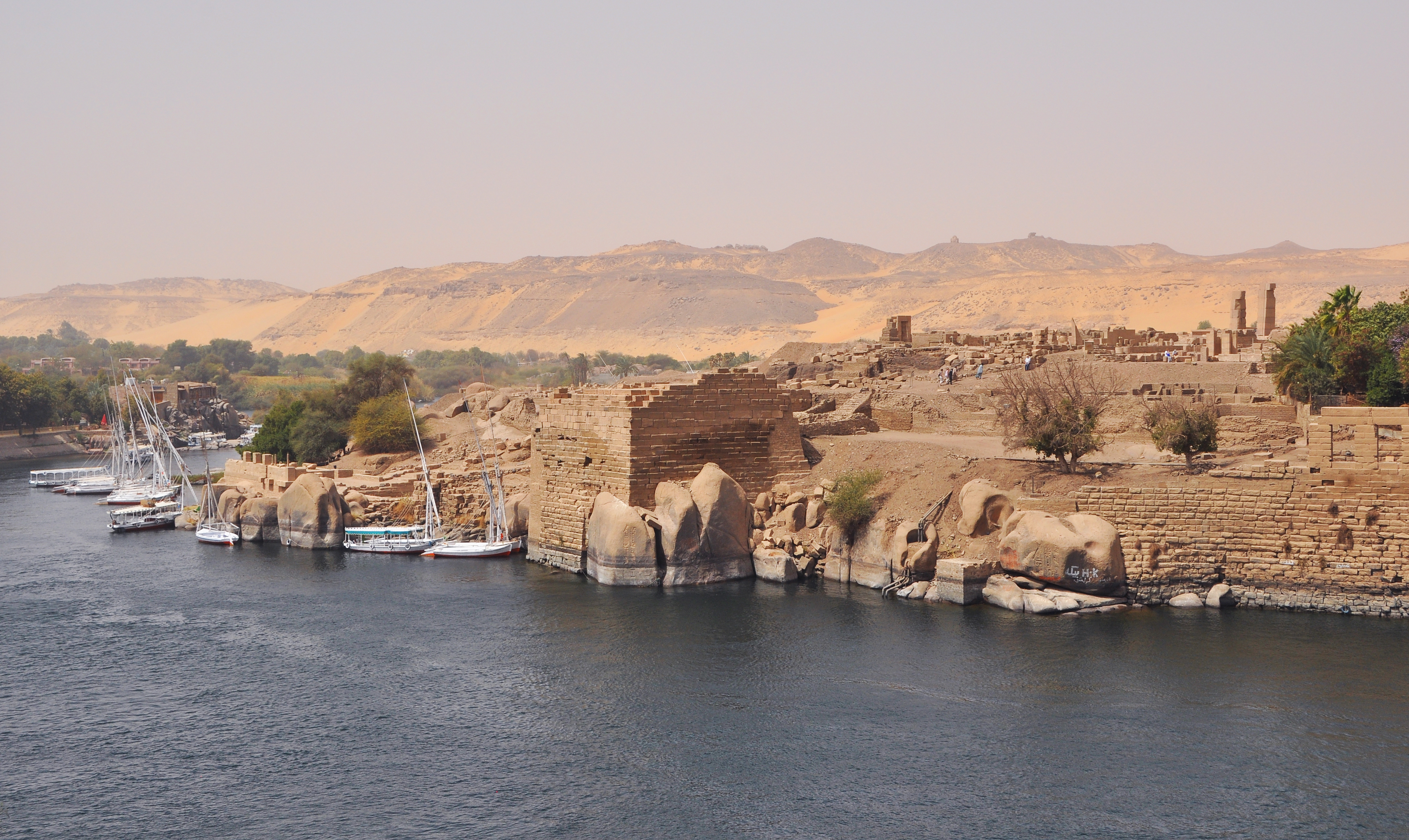
Die Insel Elephantine bei Assuan

Die letzten Könige der 3. Dynastie sind kaum zu fassen. Das einzige Monument, das sicher ihrem letzten Vertreter Huni zugeordnet werden kann, ist ein grauer Granitblock, der auf Elephantine gefunden wurde. In einem rechteckigen Fenster sind sein Kartuschenname sowie der Name eines Palastes eingraviert. In der Mastaba des hohen Beamten Metjen wird eine Domäne mit dem Palast „Hut-nisut-hu“ des Huni erwähnt.
Ab der 4. Dynastie wurde der Sonnengott Re endgültig zur wichtigsten Gottheit. Pharao Snofru erweiterte das Reich nach Westen und Süden. Die Rote Pyramide in Dahschur bei Sakkara wird ihm zugeschrieben. Die Regenten Cheops, Chephren und Mykerinos errichteten die Pyramiden von Gizeh. Zusammen stellen diese drei Viertel der gesamten Pyramidenmasse dar.
Die einzige bekannte Ehefrau Snofrus war Hetepheres I., die allerdings nicht den Titel einer Königsgemahlin trug und daher wohl nur als Nebenfrau anzusehen ist. Aus dieser Verbindung gingen zwei Söhne hervor, zum einen Snofrus Thronfolger Cheops und wohl auch Kawab, der lange als jung verstorbener Kronprinz des Cheops angesehen wurde.
Wohl gleich zu Beginn von Snofrus Herrschaft wurde in Meidum mit dem Bau der ersten Pyramide begonnen. Der Plan sah eine siebenstufige Pyramide vor, doch nach vier oder fünf Stufen sollte die Pyramide auf acht Stufen erweitert werden. Ein bis zwei Jahre nach Fertigstellung und unmittelbar nach dem Beginn der Bauarbeiten an Snofrus zweitem Großprojekt, der Knickpyramide, erfolgte ein letzter Umbau. Hierbei wurde das achtstufige Bauwerk mit einer glatten Verkleidung versehen und so zu einer echten Pyramide gemacht, mit einer Seitenlänge von 144 m und einer Höhe von knapp 92 m. Während bei älteren Pyramiden die Grabkammern stets sehr tief unter dem eigentlichen Pyramidenkörper lagen, wurde sie bei Snofru auf dem Niveau der Basis angelegt. Lediglich mit der nordsüdlichen Ausrichtung ihrer Längsachse blieb die Grabkammer noch den älteren Bautraditionen verbunden, während die Grabkammern späterer Pyramiden stets ostwestlich ausgerichtet wurden.
Der Totentempel der Pyramide wurde erstmals an deren Ostseite und nicht wie früher üblich an der Nordseite errichtet. Er gilt als der am besten erhaltene Tempel des Alten Reiches. An der Südseite der Pyramide stehen die Überreste einer kleinen, ursprünglich auch in Stufenform errichteten Kultpyramide, die als symbolisches Grab für das Ka des Pharao diente. Es handelt sich hierbei um die erste bekannte Nebenpyramide. An der Nordseite der Pyramide liegt eine Mastaba, die vielleicht als Königinnengrab diente. Alle drei Bauwerke sind von einer Umfassungsmauer umgeben.

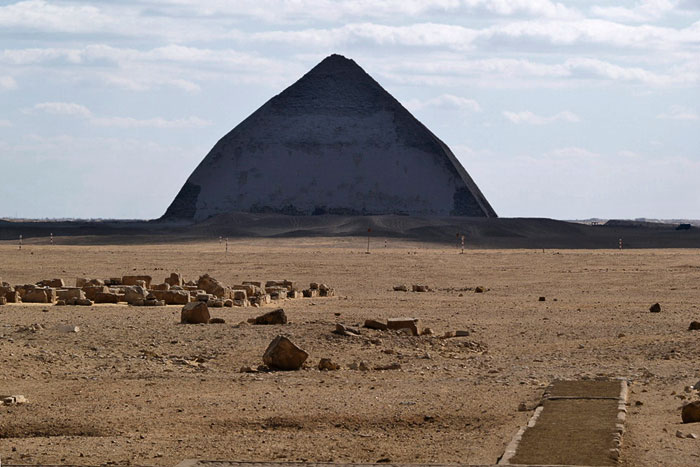
Die Knickpyramide in Dahschur

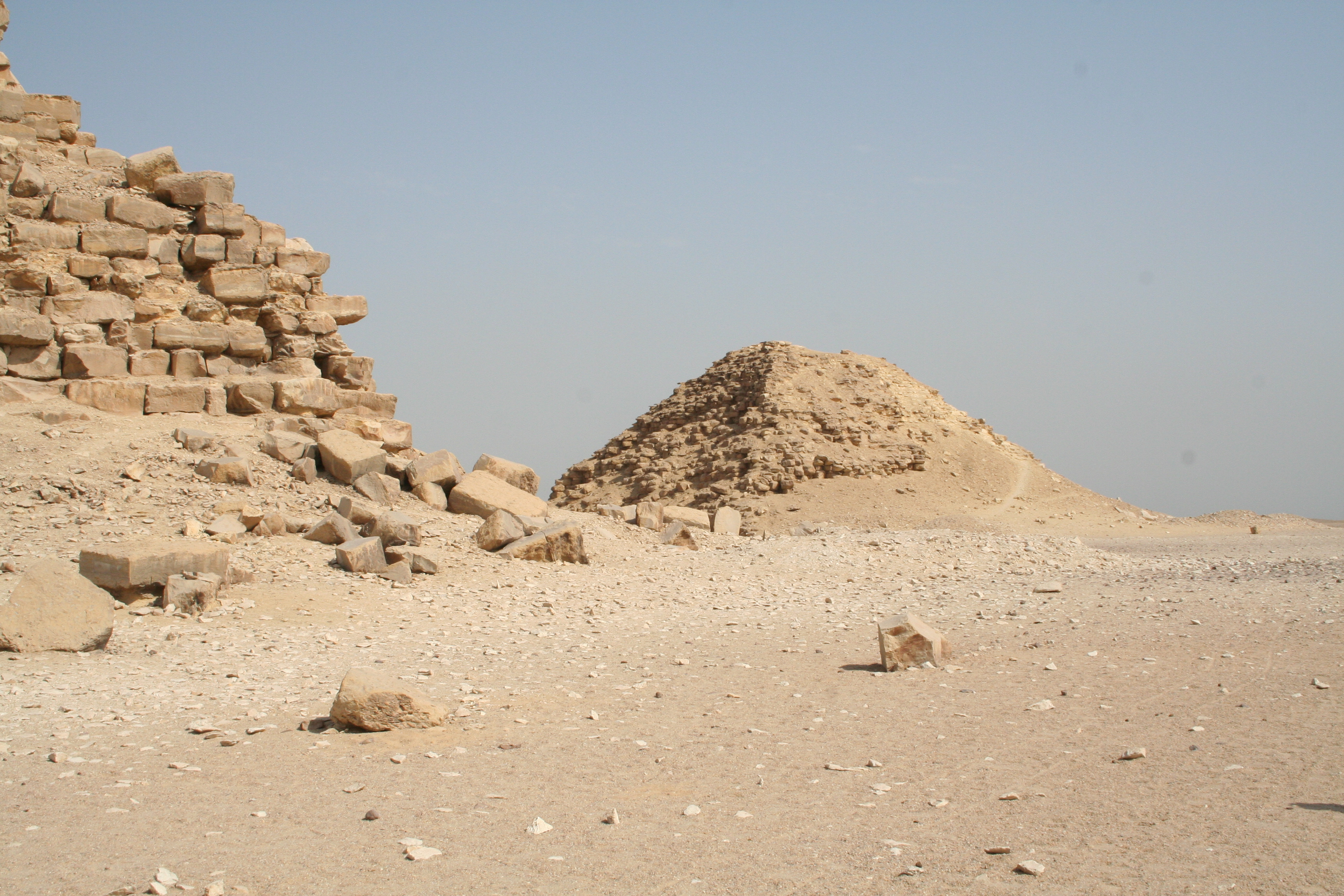
Die Kultpyramide in Dahschur

Die Knickpyramide in Dahschur wurde wohl von Anfang an als echte Pyramide geplant. Der Plan sah einen sehr steilen Neigungswinkel vor. Als dieser sich als zu steil erwies, wurde die Pyramidenbasis verbreitert und der Neigungswinkel von 60° auf 54° verringert. Als das Bauwerk schließlich eine Höhe von 45 m erreicht hatte, kam es erneut zu einer Planänderung: Bei allen höher liegenden Steinlagen wurde der Neigungswinkel nun auf nur noch 43° reduziert, wodurch die Pyramide ihre charakteristische Form erhielt. Nach ihrer Fertigstellung hatte sie schließlich eine Seitenlänge von 183 m und eine Höhe von knapp 105 m. An der Südseite wurde erneut eine Kultpyramide errichtet, dieses Mal allerdings nicht mehr in Stufenbauweise. Mit einer Seitenlänge von 52,5 m ist sie die größte Kultpyramide. Der gesamte Pyramidenbezirk wurde von einer Mauer aus Kalkstein umschlossen. Den Zugang bildete ein Aufweg, der von Osten kommend in die Nordseite der Umfassungsmauer mündete. Er verbindet den Komplex mit dem Taltempel, der das älteste bisher bekannte Exemplar dieses Gebäudetyps darstellt. Die Rote Pyramide, nur wenige Kilometer nördlich der Knickpyramide, erreichte schließlich eine Seitenlänge von 219 m und eine Höhe von 109,5 m. Der Abschlussstein des Bauwerks, das sogenannte Pyramidion, ist erhalten – der älteste Fund dieser Art.
Das einzige sicher belegte und in größeren Teilen erhaltene rundplastische Abbild des Snofru ist eine in Dahschur ausgegrabene, zwei Meter hohe Kalksteinstatue. Der König trägt die weiße Krone Oberägyptens, einen breiten Halskragen, ein Armband und einen kurzen Schurz.

### Einteilung in Gaue, gesteigerter Totenkult, Gottessohnschaft des Pharao

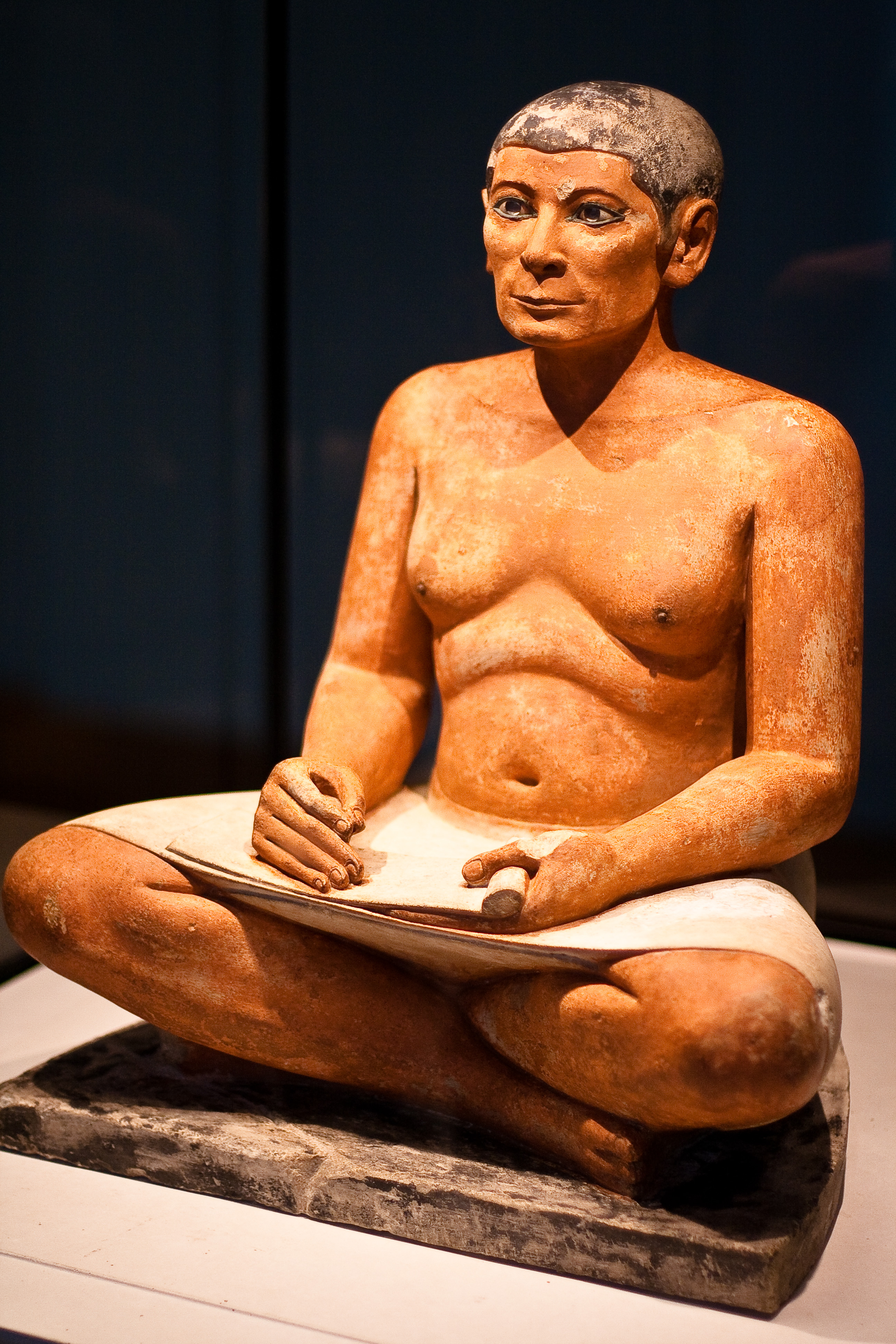
Sitzender Schreiber, wohl 4. Dynastie, seit 1850 im Louvre, Paris

Unter Snofru fand eine Umgestaltung der administrativen Gliederung statt. Während die Verwaltung sich bis dahin auf einzelne Landgüter gestützt hatte, wurde nun das ganze Land in Gaue eingeteilt. Bis zum Ende des Alten Reiches existierten 38 Gaue, deren Zahl sich durch Teilungen bis in die Römerzeit auf 42 erhöhte.
Die Außenkontakte waren einerseits friedlicher Natur. Der Palermostein berichtet vom Bau von Schiffen und der Ankunft von 40 Schiffsladungen Zedernholz aus dem Libanon. Andererseits führte Snofru Feldzüge gegen Nubien und Libyen. In Nubien wurden angeblich 7000 Gefangene und 200.000 Stück Vieh erbeutet. Zusätzliche Angaben zu diesem Feldzug liefern zwei Felsinschriften bei Khor el-Aquiba nördlich des zweiten Nilkatarakts. Die vom Beginn des Feldzuges stammende Inschrift beziffert die Stärke des Heeres auf 20.000 Mann, die zweite Inschrift wurde nach der Rückkehr angebracht und berichtet von 7000 gefangenen Nubiern. Die Folgen dieser auf völlige Entvölkerung hinauslaufenden Feldzüge lassen sich archäologisch darin ermessen, dass die A-Gruppe, eine lokale nubische Kultur, zwischen dem 1. und dem 2. Katarakt verschwindet.
Der zweite Feldzug richtete sich gegen Libyen und fand gegen Ende von Snofrus Regierungszeit statt. Dabei wurden 1.100 Libyer und 13.100 Stück Vieh erbeutet. Möglicherweise fand unter Snofru eine militärische Sicherung der Sinai-Halbinsel mit ihren Kupfer- und Türkisvorkommen statt. Die einzige Quelle hierfür ist eine Felsinschrift im Wadi Maghara, auf der Snofru einen Beduinen erschlägt.
Vor allem seinen Söhnen übertrug Snofru die wichtigsten Ämter. Sein Sohn Rahotep wurde zum General und Hohepriester in Heliopolis erhoben und zugleich „Erster der Großen der Halle“, „Vorsteher der Lastträger“ und als „Magazinältester“ der Leiter des großen königlichen Nahrungsspeichers. Nefermaat hatte als Tjati das höchste Amt inne. Beide wurden in großen Mastabas in Meidum begraben.
Snofru genoss einen umfangreichen Totenkult. Bis zum Ende der 6. Dynastie sind achtzehn Totenpriester und mit dem Totenkult in Zusammenhang stehende Beamte belegt. Offenbar war Dahschur das Zentrum seiner Verehrung. Für seinen Nachfolger Cheops sind sogar 73 und für Chephren 32 Totenpriester und Beamte bezeugt. Der Totenkult hatte große wirtschaftliche Bedeutung, da für die Versorgung mit Opfergaben Domänen eingerichtet wurden, von denen sich für Snofru 16 nachweisen lassen.
Chufu oder Chnum-chufu (‚der Gott Chnum schützt mich‘, Chnum war der Lokalgott von Elephantine), bekannter in der griechischen Namensform Cheops, folgte seinem Vater oder Stiefvater Snofru auf den Thron. Er war mit Meritites I., einer Tochter Snofrus, sowie mit Henutsen und weiteren namentlich nicht bekannten Frauen verheiratet. Die einzigen genauer datierbaren Ereignisse aus seiner Regierungszeit sind zwei Expeditionen, die er in die Oase Dachla in der Libyschen Wüste entsandte und die der Beschaffung von Pigment dienten. Durch Graffiti ist er in El-Kab und auf Elephantine, sowie in den Steinbrüchen von Hatnub und des Wadi Hammamat belegt. Auch außerhalb der Grenzen ist sein Name in den Diorit-Steinbrüchen westlich von Abu Simbel und im Wadi Maghara auf dem Sinai – dort als Beschützer der Minen – belegt. Auch Handelsbeziehungen mit der Stadt Byblos im Libanon lassen sich nachweisen.

Plan der Nekropole von Gizeh

Auffällig ist, dass auch während der Herrschaft des Cheops wieder die höchsten Ämter von Mitgliedern der königlichen Familie bekleidet wurden. Westlich der Cheops-Pyramide sind mehrere Beamte bestattet, der bedeutendste war Hemiunu, wohl ein Neffe des Cheops.
Cheops’ besondere Bekanntheit ist vor allem durch seine Pyramide in Gizeh begründet, die höchste Pyramide. Ihre Seitenlänge beträgt 230 m und sie war ursprünglich 147 m hoch. Insgesamt wurden 2,5 Millionen Steinblöcke verwendet. Als Baumaterial diente hauptsächlich örtlich vorkommender Kalkstein. Die Verkleidung der Pyramide bestand ursprünglich aus weißem Tura-Kalkstein.
An der Ostseite der Pyramide befindet sich der Totentempel, von dem heute nur noch die Fundamente erhalten sind. Der Taltempel konnte bisher nicht ausfindig gemacht werden, da sich auf seinem vermuteten Standort heute ein Dorf erstreckt. Östlich und westlich der Pyramide entstanden unter Cheops zwei große Friedhofsanlagen. Auf dem Ostfriedhof befinden sich drei Königinnenpyramiden für die Ehefrauen des Cheops. Eine vierte, kleinere Pyramide diente als Kultpyramide für den König. Ebenfalls im Osten wurden mehrere große Mastabas gebaut, in denen die nahen Verwandten des Cheops, vorwiegend seine Söhne und deren Ehefrauen, beerdigt wurden. Die westliche Friedhofsanlage besteht aus kleineren Mastabas, deren Besitzer hauptsächlich hohe Beamte waren. „Vorsteher aller Bauarbeiten des Königs“ war der Tjati Hemiunu, dessen Vater bereits Tjati unter Snofru gewesen war.

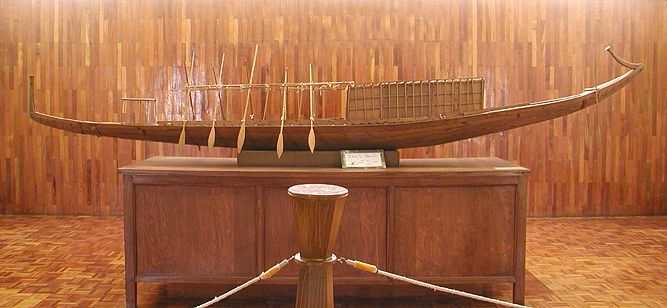
Modell der geborgenen Cheops-Barke. Insgesamt sieben Bootsgruben wurden im Pyramidenbezirk angelegt. Die beiden Gruben auf der Südseite enthielten noch zwei vollständige, auseinandergenommene Barken. Eines dieser Schiffe, das eine Länge von 43,4 m aufweist und aus Zedernholz bestand, wurde restauriert.

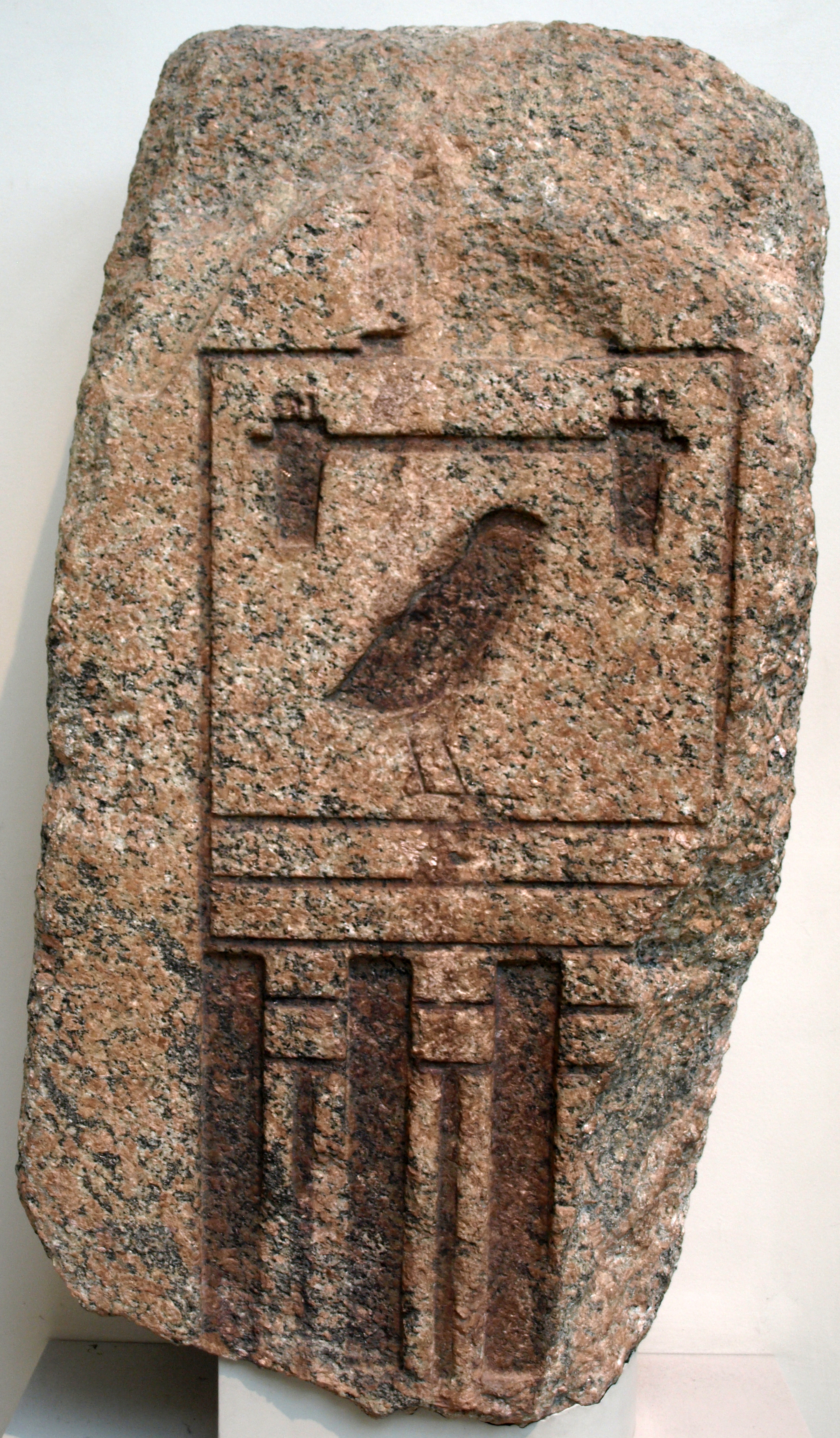
Granitblock mit dem Horusnamen des Cheops aus Bubastis

Durch Inschriften ist bezeugt, dass Radjedef eine Expedition nach Dachla entsandte, wie es bereits vor ihm sein Vater Cheops getan hatte. Ziel dieser Expeditionen war die Gewinnung von Pigmenten. Die inschriftlichen Zeugnisse hierfür stammen von einem Lagerplatz in der Wüste, etwa 60 km von Dachla entfernt. Dieser wurde offenbar als „Wasserberg des Radjedef“ bezeichnet.
Unter Radjedef wurde der Kult des Sonnengottes Re zur höchsten Staatsreligion erhoben. Die königlichen Eigennamen trugen nun bis auf wenige Ausnahmen bis zum Ende der 5. Dynastie den Namen des Re als Bestandteil. Passend dazu führte Radjedef das Epitheton „Sohn des Re“ (Sa-Re) ein, welches ab dem Mittleren Reich zum festen Titel des königlichen Eigennamens wurde. Der Pharao gilt als Verfasser der ältesten erhaltenen Sebayt, einer Belehrung über das rechte Leben. Galt der Pharao bisher als Verkörperung des Horus und somit selbst als höchster Weltgott, rückte nun das Konzept der Gottessohnschaft in den Vordergrund, wodurch die eigene Göttlichkeit des Königs vermindert und er den Göttern gegenüber in eine stärkere Verantwortungsposition gerückt wurde.
Nach Radjedef folgte ihm zunächst nicht einer seiner Söhne, sondern sein Bruder Chaefre, bekannter als Chephren, auf den Thron. Seine Pyramide errichtete Radjedef in Abu Roasch, nördlich von Gizeh. Mit einer Seitenlänge von 106,2 m und einer Höhe von 67,4 m war sie deutlich kleiner als die Grabanlagen seiner beiden Vorfahren Snofru und Cheops. Die Grabkammer wurde nun wieder wie bei den Pyramiden der 3. Dynastie unterirdisch angelegt und nicht mehr im eigentlichen Pyramidenkörper.

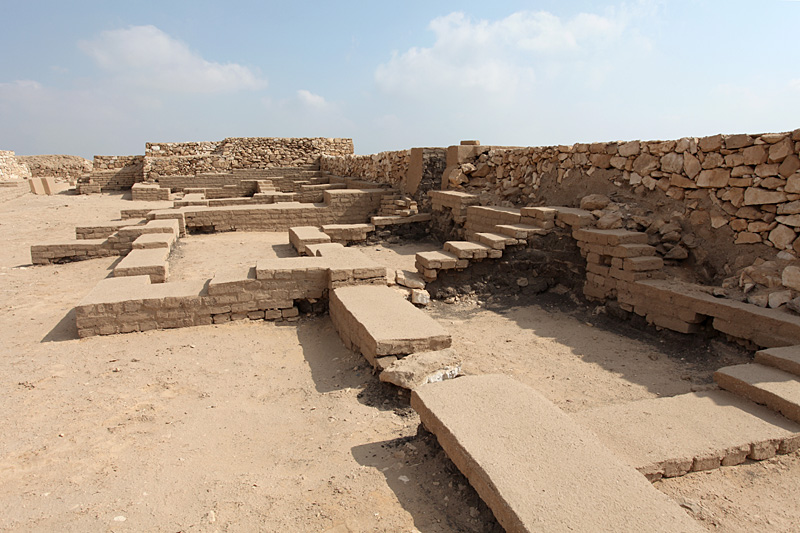
Rekonstruktion des südlichen Teils der Werkstätten, Djedefre-Pyramide, Abu Rawasch

Das größte und berühmteste Fundstück ist ein aus Sandstein gefertigter Kopf einer Sphinx des Radjedef (Louvre E 12626). Er ist 33,5 cm hoch, 28,8 cm breit und 26,5 cm lang. Der König ist mit Nemes-Kopftuch dargestellt. Auf den Augen sind noch die Reste einer schwarzen Bemalung erkennbar, welche die Iris darstellte. Der Louvre beherbergt außerdem den unteren Teil einer Sitzstatue des Radjedef (E 12627). Er misst 28 × 19,5 × 23 cm und nennt den Eigen- sowie den Horusnamen des Königs. Zur Linken des Herrschers ist deutlich kleiner eine kniende Königin dargestellt.
Chephren folgte seinem Bruder Radjedef auf den Thron. Der Königspapyrus Turin, der im Neuen Reich entstand und ein wichtiges Dokument zur ägyptischen Chronologie darstellt, ist an der entsprechenden Stelle beschädigt, so dass sich nur noch die Angabe 20 + x Jahre herauslesen lässt. Herodot nennt 56 Regierungsjahre, der im 3. Jahrhundert v. Chr. lebende ägyptische Priester Manetho 66. Das höchste zeitgenössisch belegte Datum ist ein „13. Mal der Zählung“. Problematisch hieran ist, dass diese Zählungen ursprünglich alle zwei Jahre stattfanden, später aber auch jährlich.
Durch ein Graffito ist eine Expedition in die Steinbrüche des Wadi Hammamat bezeugt, eine weitere Inschrift wurde in Bir Menih in der Ostwüste gefunden. Handelsbeziehungen mit dem syrischen Raum lassen sich durch eine Schale aus Ebla und einen Siegelzylinder aus Byblos belegen, die beide den Namenszug des Chephren tragen.
Das Amt des Tjati versahen während der 4. Dynastie ausschließlich Angehörige des Königshauses.
Chephren ließ seine Pyramide, die Chephren-Pyramide, gleichfalls bei Gizeh errichten. Sie hat eine Seitenlänge von 215 m und ist mit einer Höhe von 143,5 m lediglich drei Meter niedriger als die des Cheops. Die unterste Reihe der Verkleidung besteht aus Rosengranit, alle weiteren aus Tura-Kalkstein. Die Pyramide war ursprünglich größer geplant und sollte weiter nördlich stehen. Die Grabkammer liegt zentral am Boden der Pyramide.
Südlich des Totentempels erstreckt sich ein Steinbruch, aus dem sowohl Cheops als auch Chephren Baumaterial für ihre Pyramiden bezogen und in dem Letzterer für seine Frauen und Söhne Felsgräber anbringen ließ. Östlich des königlichen Friedhofes entstand das Central Field, auf welchem zahlreiche Beamtengräber errichtet wurden und das in den folgenden Dynastien massiv erweitert wurde.
Menkaure bzw. Mykerinos folgte seinem Cousin Bicheris auf den Thron, der nur für kurze Zeit regiert hatte. In einer Inschrift ist der Regierungswechsel im ägyptischen Kalender belegt; zugleich der Beweis eines schon verwendeten 365-Tage-Kalenders. Die Regierungsdauer des Mykerinos ist unbekannt. Manetho gibt ihm 63 Jahre. Das höchste zeitgenössisch belegte Datum ist ein „11. Mal der Zählung“, möglicherweise auch ein „Jahr nach dem 11. Mal der Zählung“, wobei sich die Problematik des ein- oder zweijährigen Zyklus ergibt. Der Name des Herrschers erscheint auf einem Objekt aus Byblos und von ihm sind zahlreiche Siegelabrollungen aus Buhen bezeugt.
Mykerinos war der Erbauer der dritten und letzten der drei Pyramiden von Gizeh. Mit einem Basismaß von 102,2 × 104,6 m und einer ursprünglichen Höhe von 65,55 m ist sie deutlich kleiner. Erst sein Nachfolger Schepseskaf vollendete beide Tempel sowie den Aufweg, verwendete dafür aber die zeit- und kostensparende Ziegelbauweise statt der aus Stein. Bootsgruben, wie sie bei den Grabanlagen von Cheops und Chephren gefunden wurden, konnten in der Umgebung der Mykerinos-Pyramide nicht ausfindig gemacht werden.
Der siebente und letzte zeitgenössisch belegte König der 4. Dynastie war Schepseskaf. Die einzigen bekannten Ereignisse aus seiner kurzen Regierungszeit sind die eilige Vollendung der Tempelanlage der Mykerinos-Pyramide und der Bau seiner eigenen Grabanlage in Sakkara-Süd, deren Basis 100 mal 72 m maß. Er war der einzige Pharao des Alten Reiches, der auf den Pyramidenbau verzichtete.
Der Übergang zur 5. Dynastie ist noch größtenteils unklar. Zwischen ihm und Userkaf scheint für lediglich zwei Jahre ein König geherrscht zu haben, den Manetho Thamphthis nennt, der aber sonst nicht belegt ist. Auch Chentkaus I. wird teilweise als kurzzeitige Herrscherin oder Regentin in Betracht gezogen.

### Pyramiden bei Abusir, Aufstieg von Adel und Beamtenschaft, Tjati nicht mehr in Dynastiehand

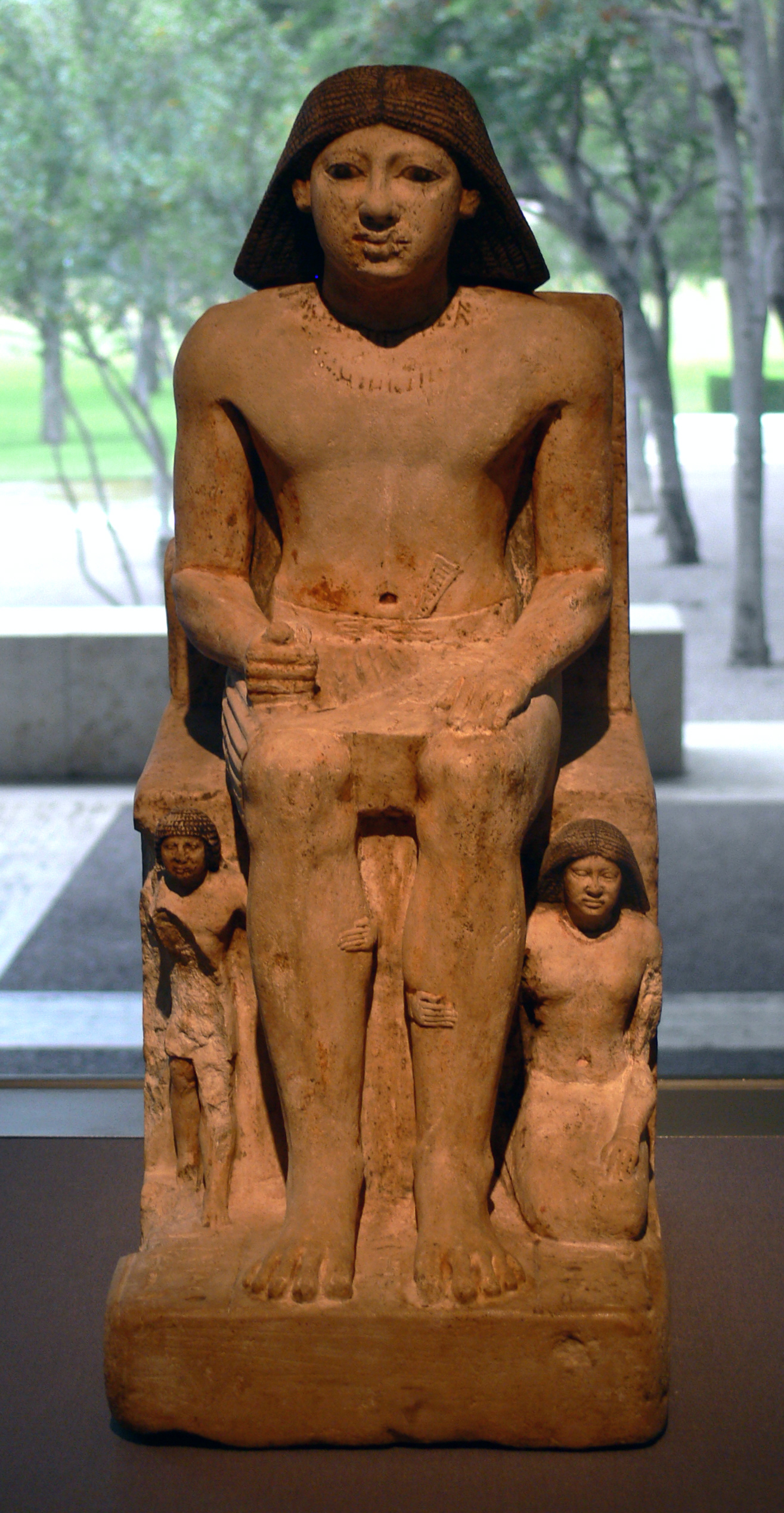
Statue des Ptah-Priesters Ka-nefer und seiner Familie; 5. Dynastie, wahrscheinlich Sakkara; Höhe: 35,6 cm, Kalkstein mit Farbresten, Kimbell Art Museum, Fort Worth im US-Bundesstaat Texas

Die Herrscher der 5. Dynastie sind besser überliefert als die der vorangegangenen Dynastien. Ihre Zeit ist durch kleinere Pyramiden, oft bei Abusir gelegen, und Tempel des Sonnengottes Re gekennzeichnet. Die Pharaonen mussten ihre absolute Macht mit dem aufstrebenden Adel und einer wachsenden Bürokratie teilen. Letzterer verdanken wir viele der erhaltenen Texte.
Userkaf gilt als erster Herrscher der 5. Dynastie. Unklar ist dabei das Verhältnis zur Königsfamilie der 4. Dynastie und zu seinen Nachfolgern. Eine Erzählung aus dem Papyrus Westcar, in dem Userkaf und seine beiden Nachfolger Sahure und Neferirkare als Brüder und Söhne einer Rudj-Djedet bezeichnet werden, ist die einzige Quelle. Rudj-Djedet wird meist mit Chentkaus I. identifiziert, die als „Stammmutter“ der 5. Dynastie gilt und den einmaligen Titel „Mutter zweier Könige von Ober- und Unterägypten“ trug. Durch Reliefblöcke bei der Pyramide von Sahure ist mittlerweile gesichert, dass die Gemahlin von Userkaf eine Königin namens Neferhetepes war. Sie ist auch die Mutter von Sahure, dem Nachfolger von Userkaf.

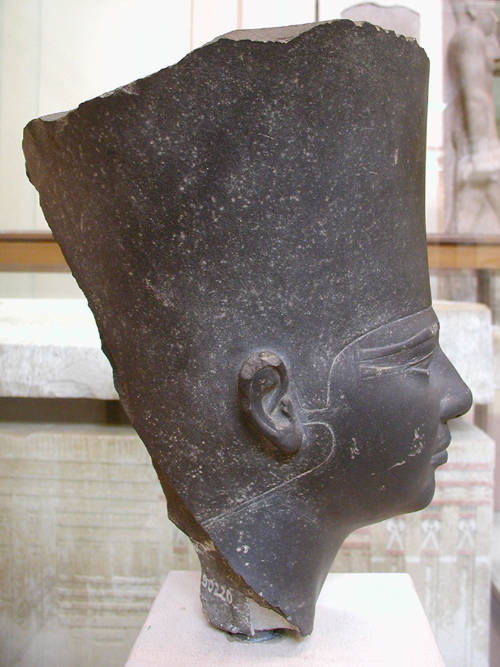
Kopf einer Statue des Userkaf aus seinem Sonnenheiligtum, Ägyptisches Museum, Kairo

Unter Userkaf setzte sich der Re-Kult endgültig durch. Er gilt als Erbauer eines Sonnenheiligtums bei Abusir und ist damit der erste Pharao, der ein solches Heiligtum errichtete. Es gilt als sicher, dass zu seiner Zeit bereits Expeditionen zum Libanon und nach Punt durchgeführt wurden, das wahrscheinlich am Horn von Afrika lag.
In der Unas-Pyramide (Seitenlänge 73,3 m, ursprüngliche Höhe 49,4 m) fanden sich erstmals die so genannten Pyramidentexte, die ältesten religiösen Texte der Menschheit. Die Tradition der Anbringung von Jenseitsliteratur in Königsgräbern wurde im Mittleren Reich mit den Sargtexten und im Neuen Reich mit den verschiedenen Unterweltsbüchern, wie Amduat, dem Höhlenbuch oder dem Pfortenbuch fortgeführt. In nicht-königlichen Gräbern des Neuen Reiches fand man Papyri mit dem Totenbuch.
Unter Sahure standen der Spitze der Verwaltung mindestens zwei Tjati vor, nämlich Sechemkare und Werbauba. Mit Werbauba setzte Sahure die seit Beginn seiner Dynastie verfolgte Politik fort, hohe Staatsämter zunehmend mit nicht der Familie angehörenden Männern zu besetzen. Ihre Entlohnung erfolgte in Form von Domänen, was jedoch auf die Dauer die königlichen Ressourcen erschöpfen musste. Zudem erhielten die Pyramiden, an denen ein ausgedehnter Kult unterhalten wurde, reiche Zuwendungen.
Der einzige Feldzug, der als gesichert gilt, richtete sich gegen Beduinen auf dem Sinai, wovon der König auf einem großen Relief berichten ließ. Von einem Feldzug gegen Libyen berichten Reliefs im Totentempel der Sahure-Pyramide. Da sich jedoch eine beinahe identische Abbildung auch in der Pyramidenanlage von Pepi II. fand, ist unklar, ob wirklich ein Ereignis dargestellt ist oder eher ein symbolisches Schlagen der Feinde Ägyptens, das von jedem neuen König wiederholt werden musste.
Der Palermostein nennt für das letzte Regierungsjahr Sahures die Ankunft von Handelsgütern aus dem Land Punt. Weitere Handelsbeziehungen sind mit Vorderasien bezeugt. So wurde in Byblos ein Gefäß gefunden. Unterstrichen werden die Handelsbeziehungen in diese Region außerdem durch ein Relief im Totentempel der Sahure-Pyramide, auf dem Schiffe abgebildet sind, deren Besatzungen aus Syrern bestehen. Des Weiteren sind durch Siegelabdrücke aus Buhen Beziehungen nach Nubien belegt. Zwei Expeditionen sind durch Inschriften überliefert, eine führte zu den Diorit-Steinbrüchen bei Abu Simbel, eine weitere zu den Goldminen des Wadi al-Gidami in der Ostwüste.

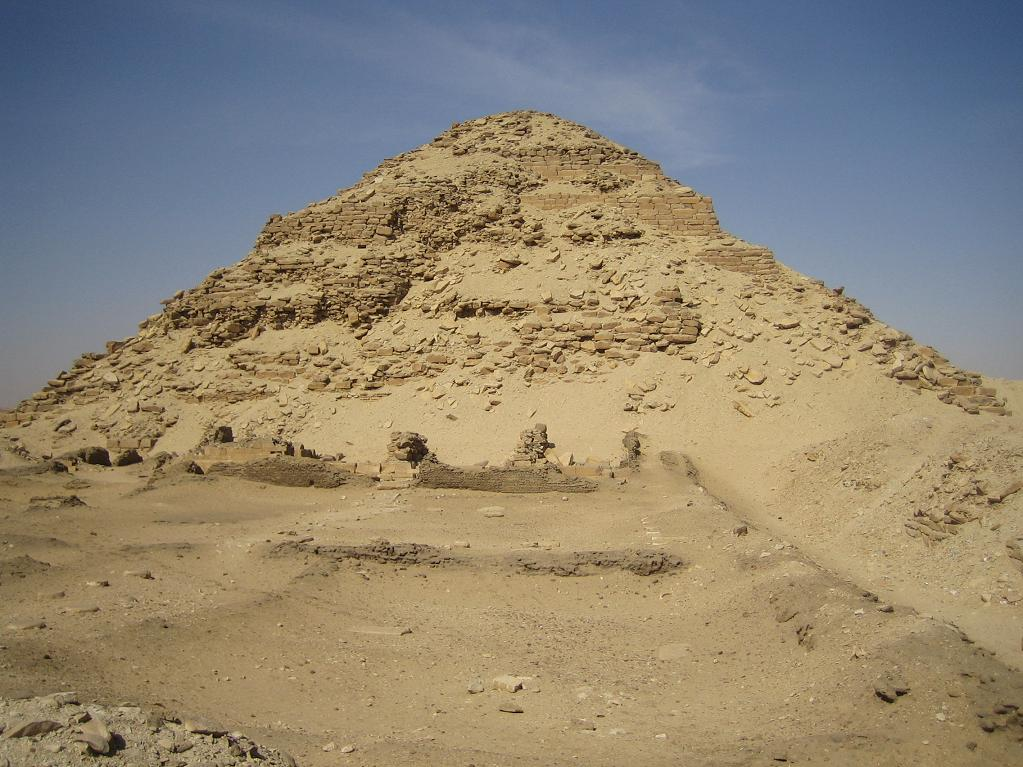
Die Neferirkare-Pyramide in Abusir

Unter Sahures Nachfolger Neferirkare entstand der Annalenstein der 5. Dynastie, eines der wichtigsten Dokumente für die ägyptische Chronologie. Als Mutter der Brüder kann Sahures einzige bekannte Gemahlin und leibliche Schwester Meretnebty angesehen werden. Neferirkares Große königliche Gemahlin war Chentkaus II. Sie brachte den ältesten Königssohn zur Welt, der unter dem Namen Raneferef den Thron bestieg, und einen weiteren Sohn namens Niuserre, der nach dem frühen Tod seines Bruders ebenfalls König wurde.

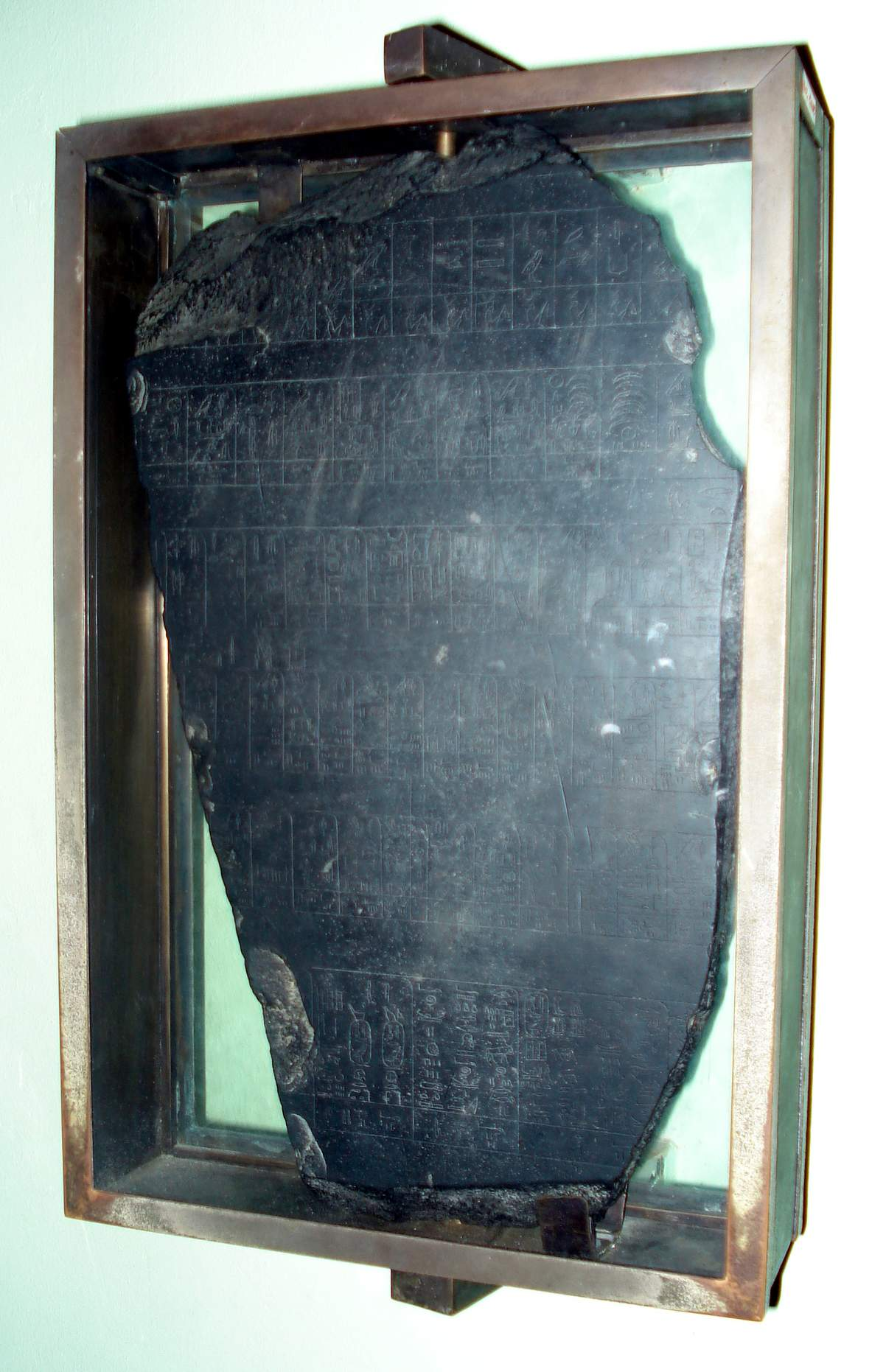
Der Palermostein, das größte Bruchstück des Annalensteins der 5. Dynastie. Mit Neferirkares Regierungszeit enden die Aufzeichnungen des Annalensteins, er scheint also unter seiner Herrschaft in Auftrag gegeben worden zu sein. Doch beschränken sich die Angaben auf das Datum der Inthronisation, Stiftungen an sein Sonnenheiligtum oder den Erlass eines Dekrets für den Tempel des Chontamenti in Abydos.

Die ritualisierten Umgangsformen zwischen dem Pharao und den Spitzen der Verwaltung scheinen gelegentlich in Inschriften auf, die sich in Bauwerken hoher Beamter fanden. So sah es Ptahschepses, der Hohepriester des Ptah von Memphis, als große Ehre an, dem König die Füße küssen zu dürfen, statt lediglich den Boden. Wichtigster Beamter Neferirkares war Waschptah, der das Amt des Tjati bekleidete und außerdem oberster Richter und Baumeister war.
Aus der Festung Buhen am zweiten Nilkatarakt sind Siegel und Ostraka mit seinem Namen bekannt. In Byblos wurde eine Alabasterschale mit dem Namenszug Neferirkares gefunden.

### Wachsende Macht des Tjati, Osiriskult
Seine Nachfolger regierten nur kurz, über ihre Regierungszeit ist wenig bekannt. Unter Djedkare, dem 8. König der Dynastie, der, wie sich anhand einer Mumie ermitteln ließ, etwa 50 bis 60 Jahre alt wurde, und der vielleicht 30 Jahre regierte, kam es zu bedeutenden Reformen in der Verwaltung, aber auch im religiösen Bereich.

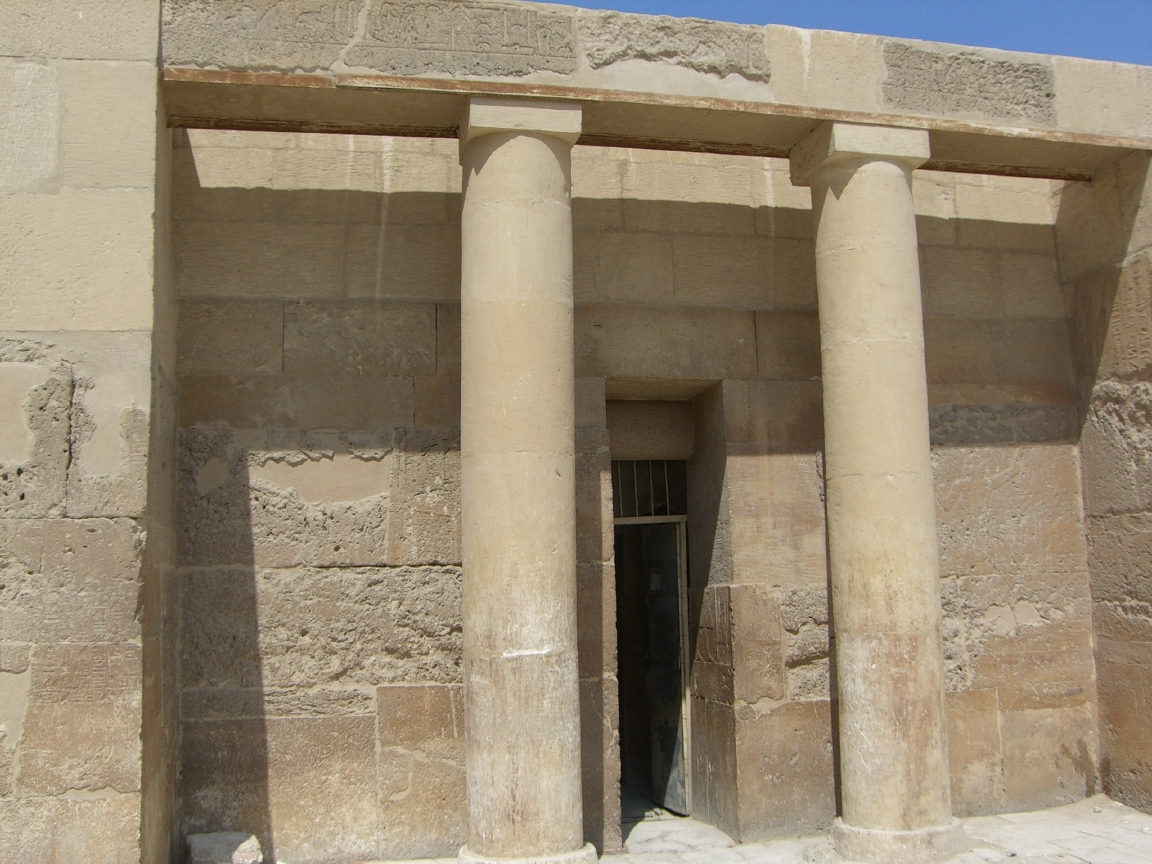
Mastaba des Tjati Senedjemib Inti, eines Grabtyps, der bis in die 12. Dynastie gebräuchlich war

Djedkares Ziel war es, viele Kompetenzen in einem Amt, nämlich dem des Tjati, zu bündeln. So wurden die Ämter des „Vorstehers der Beiden Schatzhäuser“, des „Vorstehers der Beiden Scheunen“ und des „Vorstehers der Schreiber der königlichen Dokumente“ ausschließlich von ihnen bekleidet und weiterhin das Amt des „Vorstehers aller Arbeiten des Königs“ eng mit dem des Schreiber-Vorstehers verknüpft. Gleichzeitig wurde das Tjatiamt nun nicht mehr mit einem, sondern mit zwei Würdenträgern besetzt, von denen einer für die Residenz- und der andere für die Provinzverwaltung zuständig war. Die Anzahl der mittleren Verwaltungsämter wurde hingegen reduziert. Unter Djedkare war Senedjemib Inti Tjati und Oberbaumeister.
Die Verehrung des Sonnengottes Re ging zurück, stattdessen übernahm der Totengott Osiris eine bedeutende Rolle, der während Djedkares Regierungszeit zum ersten Mal belegt ist. Daher errichtete Djedkare kein Sonnenheiligtum. Osiris wurde ursprünglich im östlichen Nildelta verehrt und war mit den Naturzyklen und der Bodenbearbeitung verbunden. Er symbolisierte die Wiederauferstehung nach den jährlichen Nilfluten aber auch den Tod. Wer von ihm „geehrt“ (imachu) wurde, erfüllte zugleich moralische Verpflichtungen, die die inzwischen extremen sozialen Gegensätze ausgleichen sollten. Dazu gehörte die Verpflichtung, sich wie ein Vater um die ärmeren Glieder der Gesellschaft zu kümmern.
Ein goldbeschlagenes Siegel eines Beamten aus der Zeit Djedkares deutet auf Handelsbeziehungen mit der Ägäis hin. Mehrere Felsinschriften berichten von den üblichen Expeditionen in die Türkis-Minen im Wadi Maghara, und ein in Byblos gefundenes Alabastergefäß mit der Nennung eines Sedfestes des Königs belegt Handelskontakte dorthin. Ein Kriegszug nach Vorderasien ist durch eine bildliche Darstellung im Grab des Inti in Deschascha belegt.
Expeditionen nach Nubien belegen Siegelabdrücke aus Buhen, eine Stele in den Diorit-Steinbrüchen von Toschqa sowie Inschriften auf dem Karawanenweg zwischen den Oasen Dachla und Dungul. Aus der 6. Dynastie stammt außerdem eine autobiografische Inschrift des Expeditionsleiters Harchuf, in der in einem kopierten Brief des Königs Pepi II. eine Expedition erwähnt wird, die während der Regierungszeit Djedkares stattgefunden hatte. Ziel dieser Expedition war das Land Punt.

### Aufstieg regionaler Zentren, Niedergang der Zentralherrschaft
Als letzter König der 5. Dynastie gilt Unas, obwohl er nicht aus königlichem Hause stammte und er in Heliopolis residierte. Doch bestanden verwandtschaftliche Beziehungen zur nachfolgenden Dynastie. Dabei ist zu bedenken, dass die Einteilung in Dynastien an der Residenzstadt hängt, weniger an der Frage der Abstammung.

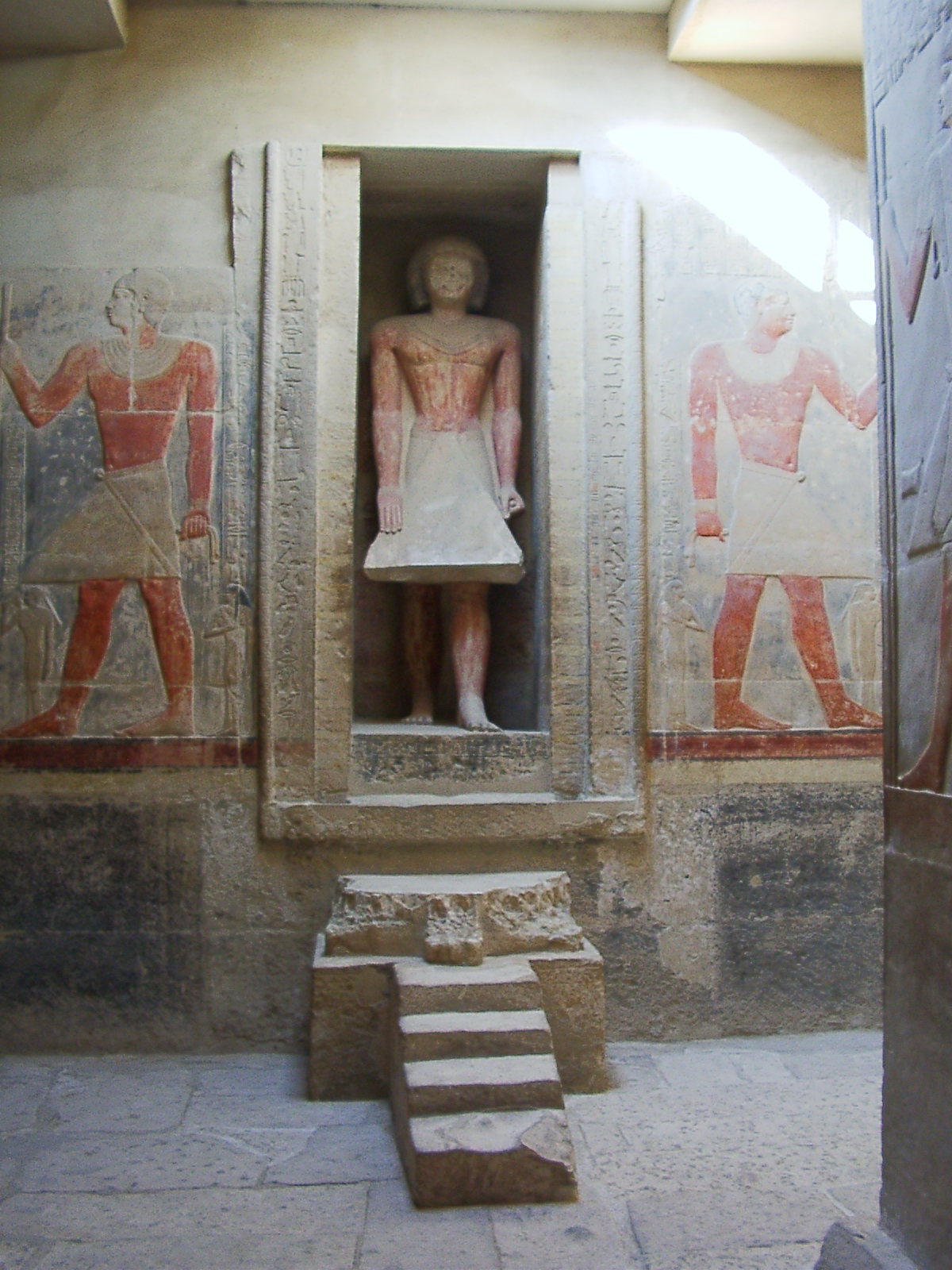
Statue des unter Teti II. tätigen Tjati Mereruka in seiner Mastaba, die neben der Pyramide des Pharaos in Sakkara entstand.

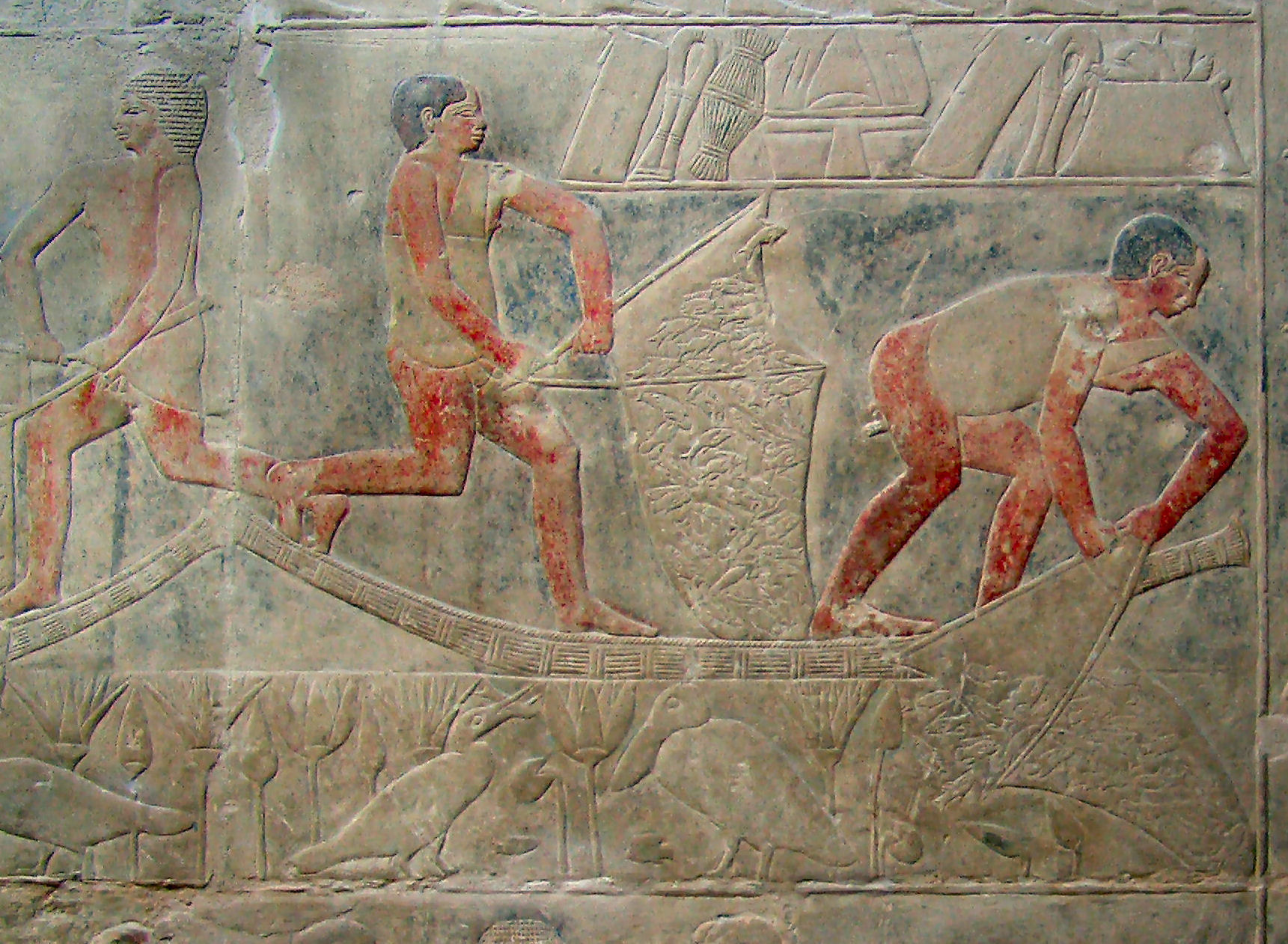
Relief, das Fischer darstellt (Mastaba des Mereruka)

Teti II., der Begründer der 6. Dynastie, stammte nicht aus königlichem Hause. Er kam durch die Eheschließung mit Iput I., einer Tochter von Pharao Unas, an die Macht. Aus der Ehe mit Iput ging der spätere Pharao Pepi I. hervor. Tetis Pyramide in Sakkara wies 78,8 m Seitenlänge auf und war 52 m hoch. In einer der drei stark verfallenen Nebenpyramiden fand man die Mumie der Königin Iput.
Die 6. Dynastie setzte die Vorgängerdynastie kulturell fort. Eine Dezentralisierung der Verwaltungsstrukturen mit über das Land verteilten Verwaltern stellte regionale Zentren her, die an Bedeutung gewannen. Die Zentralregierung verlor nach Kriegszügen gegen Libyen, Nubien und Palästina an Einfluss. Zwischen dem 3. und 4. Katarakt erscheint die C-Gruppe, die nubische Kultur um Kerma. Nubische Gruppen wurden erstmals als eine Art Grenzpolizei eingesetzt, höchste Würdenträger waren für die Durchführung der Karawanen verantwortlich, die Luxusgüter transportierten. Solche Karawanenwege verbanden das Niltal von Abydos aus mit den Oasen von Charga und Selima. Von Charga ging eine Route westwärts nach Dachla.
Klimaveränderungen mit ausbleibenden Nilhochwassern trugen zum Niedergang des Reiches bei. Auch die gleichzeitigen Umbrüche in Sumer und der Indus-Kultur sprechen für einen solchen Zusammenhang.
Nach Manetho wurde Teti von seinen Leibwächtern ermordet. Dies könnte der Grund dafür sein, dass sein Nachfolger der sonst unbekannte Userkare war. Tetis Sohn und Nachfolger Pepi I. kam erst nach ihm auf den Thron. Weni, ein hoher Beamter und Heerführer unter den Pharaonen Teti II., Pepi I., Userkare und Merenre I., war unter Merenre „Gouverneur des Südens“. Unter seiner Leitung wurden durch den ersten Nilkatarakt fünf Kanäle gestochen, um die Stromschnellen schiffbar zu machen. Ein Relief in den Felsen von Assuan zeigt Merenre, wie er von den Häuptlingen der nubischen Stämme Huldigungen entgegennimmt. Der Nachfolger des Weni unternahm drei Expeditionen in das Land Jam im Sudan.
Pepi II. kam nach Manetho mit 6 Jahren auf den Thron und regierte, folgt man dem Turiner Königspapyrus, 94 Jahre. Belegt ist das Jahr der 31. Viehzählung, was auf eine über 60-jährige Regierungszeit hinweist, da die Viehzählung alle zwei Jahre stattfand. Anfangs stand er unter der Regentschaft seiner Mutter und seines Onkels Djau. Das Tjati in Mennefer (Memphis) bekleideten verschiedene Männer, in Abydos und Mair sind weitere Amtsinhaber belegt. Diese Dezentralisierung gilt als eine der Ursachen für den Verfall des Reiches. Pepis Sohn und Nachfolger Nemtiemsaef II. überlebte seinen Vater nur wenige Jahre.

## Erste Zwischenzeit, Zersplitterung, Vormacht von Theben und Herakleopolis
Nach der 6. Dynastie zerfiel Ägypten für über ein Jahrhundert in mehrere Herrschaftsgebiete. Unter den neu entstandenen Machtzentren gelangten zwei Städte zu besonderem Einfluss, nämlich Theben und Herakleopolis. Der Thebaner Mentuhotep II. vereinigte am Ende Unter- und Oberägypten erneut, Nubien wurde bis Unternubien zurückerobert.
Nach Manetho regierten in der 7. Dynastie 70 Könige in 70 Tagen, doch wurden bisher keine Spuren gefunden, die sich dieser Dynastie zuordnen lassen. In Memphis herrschten Angehörige der 8. Dynastie, ihr erster König war vielleicht Neterikare. Die weiteren, der Dynastie zugeschriebenen Herrscher sind oftmals nur aus der Königsliste im Tempel des Sethos I. in Abydos bekannt. Die Reihenfolge der Herrscher ist völlig unsicher.

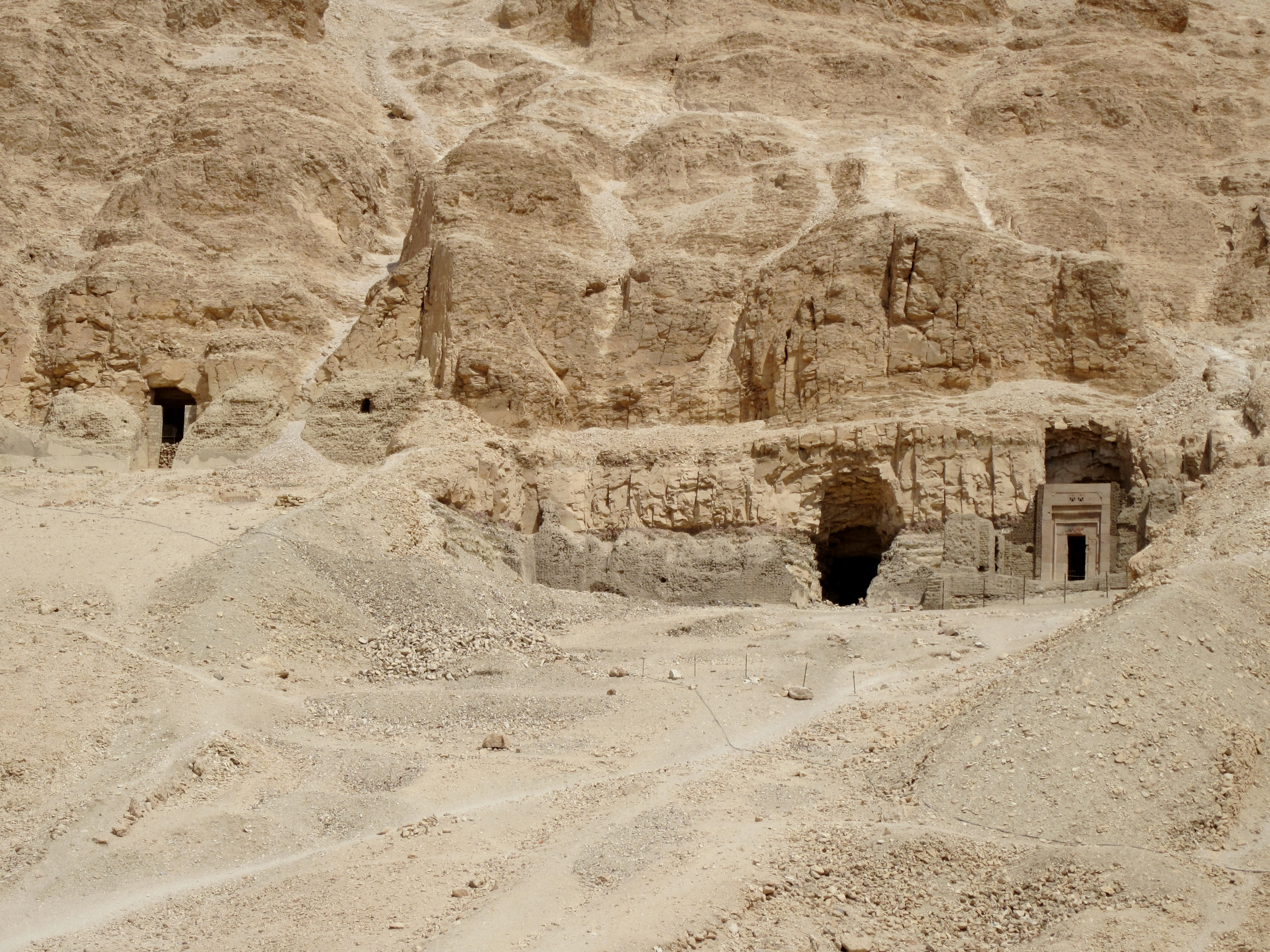
Grabhöhlen in Deir el-Bahari („Nordkloster“) in Theben-West (Luxor)

Neben der Existenz mehrerer Staaten auf dem Boden Ägyptens ist es kennzeichnend, dass der alles dominierende Totenkult keinerlei Ausdruck mehr in entsprechenden Bauten der Pharaonen fand, bis Mentuhotep II. seinen Tempel in Deir el-Bahari in Theben errichten ließ. Die gesellschaftliche Entwicklung fand nun vor allem außerhalb der Hofkultur und ihrer Monumentalbauten in den Provinzstädten und in den mittleren und unteren Schichten ihren Ausdruck.
Bereits in der 5., vor allem aber seit der 6. Dynastie waren Verwaltungsstellen in den Provinzen zunehmend erblich geworden. Damit wurden Güter nicht mehr zunächst am Pharaonenhof zentralisiert, um von dort in die Gesellschaft verteilt zu werden, sondern lokale Machthaber dominierten. Gleichzeitig eiferten die neuen Höfe dem Hof des Pharaos nach, wie zahllose Gräber belegen. Das ländliche Ägypten wurde nicht nur einflussreicher, sondern auch kulturell komplexer. Die Verfügungsgewalt über die lokalen Ressourcen führte zu einer Urbanisierung, was wiederum die lokalen Dynasten stärkte. Auch schärfte sich der Sinn für produktivere Techniken, wie die nun überall eingesetzte, seit der 5. Dynastie bekannte Töpferscheibe. Den Gräbern der einfachen Leute gab man keine Gegenstände des Alltags mehr bei, sondern eigens für die Beisetzungen hergestellte Objekte. Es scheint, als sei die Sperre zwischen der Hofkultur und der Provinzen gefallen. Die Objekte waren oftmals einfach, was frühere Ägyptologen zur Annahme eines allgemeinen Kulturverfalls veranlasste. Dabei wurde vielfach die Übernahme höfischer Elemente und die allgemeine Verbreitung, eine Art Massenkonsum übersehen, ebenso wie die häufig anzutreffende Originalität, etwa in der Malerei.

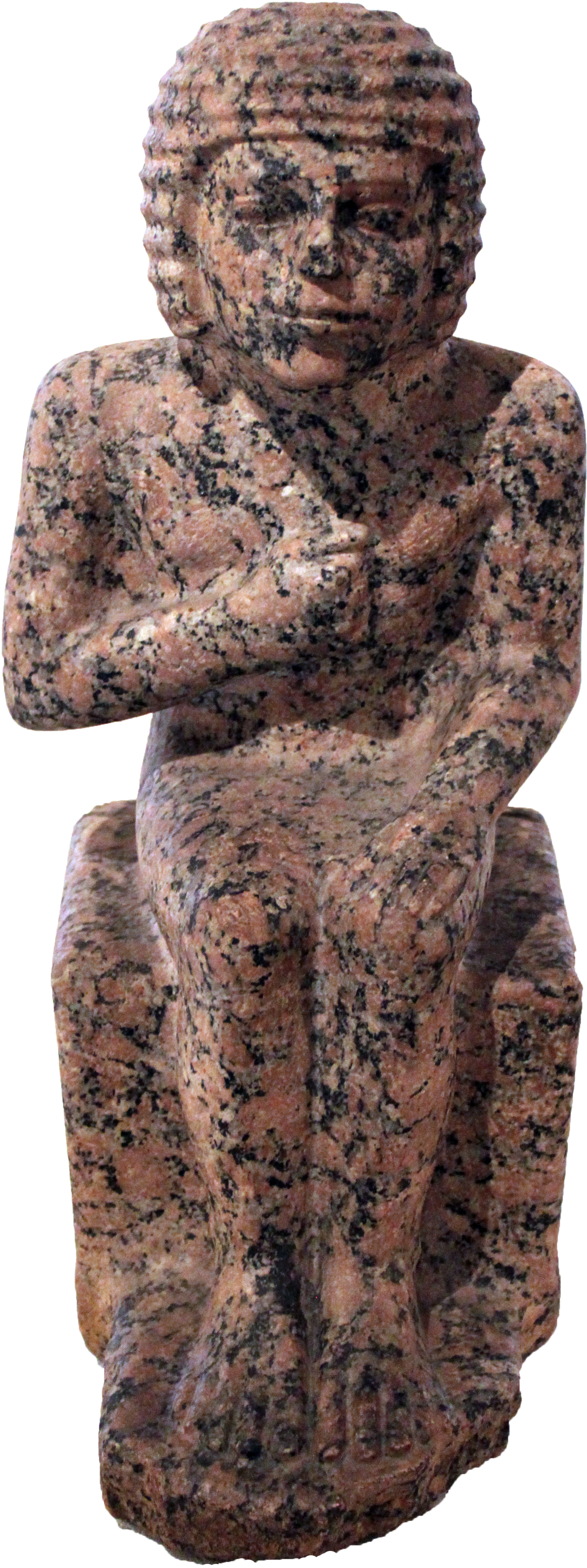
Statue des Nomarchen Metjen, 4. Dynastie, Neues Museum Berlin

Neue Wege der Religiosität, wie die Texte in den Sarkophagen, die später das Mittlere Reich kennzeichnen, wurden erprobt. Zudem kam es zu einer ausgeprägten Regionalisierung der Kultur, was sich auch in sehr verschiedenen Grabformen niederschlug, die lokalen Stilen folgten. Lokale Herrscher, oftmals Gaufürsten oder Nomarchen genannt, dominierten, darunter fanden sich Aufseher der Priester. Einer dieser Nomarchen war Anchtifi von Hierakonpolis. Seine auf den Säulen seines Grabmals gefundene Autobiographie etwa 30 km südlich von Theben zeugt vom enormen Selbstbewusstsein dieser Männer, trotz augenscheinlich geringer politischer Erfolge. Er führte die religiöse und die weltliche Administration in Edfu und Hierakonpolis. Offenbar gelang es ihm, als sich Menschenmassen auf der Suche nach Lebensmitteln in Bewegung setzten, den Exodus zu stoppen und sein Herrschaftsgebiet ausreichend zu versorgen. Nachrichten von solchen Hungersnöten tauchen häufig in den Quellen auf, doch die jungsteinzeitliche Feuchtphase hatte bereits im Alten Reich geendet, so dass die Klimaveränderung wohl nicht für die schwierige Versorgungslage verantwortlich war. Die Lösung der Problemlagen brachte jedenfalls nicht mehr der Pharao, sondern eine lokale Gottheit, die nun lokalen Machthabern als Legitimation diente.

### Herakleopolis
Die 9. und 10. Dynastie, deren Könige in Herakleopolis residierten, dem heutigen Ihnasya el-Medina, kontrollierten das Niltal nur bis Asyut. Zu ihnen gehörten zwölf bis 19 Könige, die Reihenfolge und Datierung sind unbekannt. Auf den Königstafeln von Abydos und Sakkara fehlen diese Könige. Auf dem Turiner Papyrus sind die Könige 2 sowie 10 bis 18 verloren. Die Dynastie herrschte vielleicht 185 Jahre lang. Gründer war wohl ein Cheti, den auch Manetho nennt, doch ist weder seine Herkunft noch der Verlauf seines Aufstiegs bekannt. Einer der letzten Angehörigen der Dynastie ließ sich in Sakkara beisetzen, was wohl als Fortsetzung der Tradition des Alten Reiches zu deuten ist.
Die Grabmäler der Dynastie sind fast durchgängig unbekannt. Als Sprachmonumente der Zeit gelten hingegen die Lehre für König Merikare und die Erzählung vom beredten Bauern, die neuerdings dem Mittleren Reich zugeschrieben werden, deren Handlung aber in der Ersten Zwischenzeit angesetzt ist. Die materielle Kultur, allen voran die Keramik, orientierte sich am Alten Reich, viel stärker jedenfalls, als im Süden.

### Theben
Während sich in Herakleopolis die Fürsten als rechtmäßige Nachfolger der Könige des Alten Reiches sahen, entstand in Theben eine eigenständige (11.) Dynastie. Ihre ersten Könige gehören zur Ersten Zwischenzeit, etwa Mentuhotep I. Theben, zunächst wenig bedeutend, wurde von Aufsehern der Priester geführt, wie andere Städte auch. Einer Reihe dieser Herrscher folgte der Nomarch Antef, der bald zum Herrn Oberägyptens wurde. Er ließ sich ein Grabmal von 300 mal 54 m in den Fels graben (Saff Dawaba) und setzte damit eine lokale Tradition, wenn auch in monumentaler Form, fort.
Antef II. regierte fast ein halbes Jahrhundert. Zu Beginn seiner Regentschaft dominierte er die oberägyptischen Gaue 1 bis 6 und die Stadt Abydos. Zweimal eroberte er Thinis, bis die Hauptstadt des 8. oberägyptischen Gaues endgültig zu seinem Einflussbereich zählte. Es gelang ihm, seinen Herrschaftsbereich bis Qau el-Kebir auszudehnen, etwa 100 km nördlich von Abydos, was allerdings zu Dauerkonflikten mit Herakleopolis führte. Zeitweise gelang Herakleopolis sogar die Rückeroberung von Abydos, was möglicherweise mit der „Rebellion von Thinis“ zusammenhängt, die auf einer Säule Mentuhoteps II. genannt wird. Wahrscheinlich zogen die Herrscher aus ihrem eigenen Aufstieg die Konsequenz, dass sie die Etablierung lokaler Nomarchen nicht mehr duldeten. Kein lockeres Bündnis lokaler Magnaten, wie es das Alte Reich zuletzt dargestellt hatte, sondern enge Bindung und dichte Kontrolle kennzeichneten die Herrschaftssysteme, ebenso wie die landesweite architektonische Repräsentation des Herrschers.
Mentuhotep II. gelang es, das Reich wieder zu vereinigen und zugleich eine neue zentrale Begräbnisstätte bei Deir el-Bahari zu errichten. Möglicherweise hängt die völlige Zerstörung der Tempel von Herakleopolis mit der Eroberung durch die Thebaner zusammen. Das überaus schlechte Bild, das die Wissenschaft lange von dieser Zwischenperiode entworfen hat, geht stark auf Texte aus dem Mittleren Reich zurück, die darin eine Epoche von Chaos, Verkehrung der Gesellschaftsordnung, Hunger, Unruhen, Kriege und Desintegration, der Zerstörung der Heiligen Schriften und der Moral sahen.

### Koptos, Kom Dara

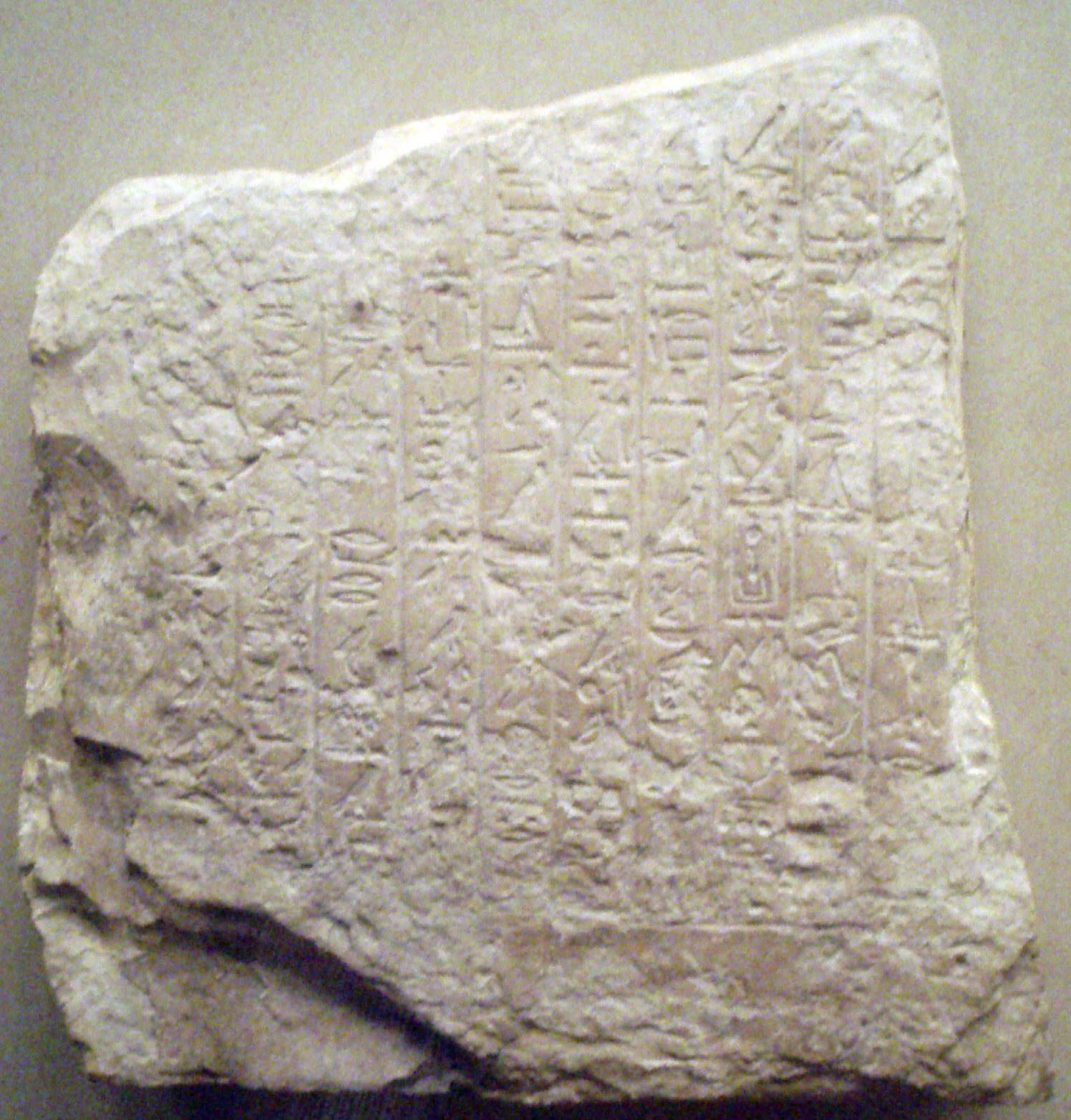
Schutzdekret Pepis II. für den Tempel des Min in Koptos.

Die Koptosdekrete spiegeln die Bedeutung der Stadt Koptos sowie der Familie des Beamten Schemai wider. Sie umfassen zwanzig Kopien von Königsdekreten aus der späten 6. und 8. Dynastie. Die in Stein aufgezeichneten Dokumente umfassen Verwaltungs- und Anerkennungsdekrete sowie Königsbriefe und gelten als eine der wichtigsten Quellen für Diplomatie und Verwaltung dieser Zeit.
Eine gewaltige Tempelanlage aus der ersten Hälfte der ersten Zwischenzeit ist Kom Dara, etwa 27 km stromabwärts von Asyut gelegen. Die Anlage war von 138 mal 144 m langen, einst bis zu 20 m hohen Mauern umgeben. Ein auf der Nordseite das Monument durchbrechender, stetig fallender Korridor erreichte eine einzige unterirdische Grabkammer. Trotz dieser Bauweise stellte sich heraus, dass hier nie eine Pyramide geplant war. Auch ließ sich das Bauwerk keinem bestimmten König zuordnen, wenn es auch sicherlich schon allein aufgrund der Ausdehnung königliche Ambitionen des Bauherrn verkörperte.

## Mittleres Reich
Den Beginn des Mittleren Reichs stellt die Wiedervereinigung des Reiches unter Mentuhotep II. in der Mitte der 11. Dynastie dar. Dabei reicht das frühe Mittlere Reich bis etwa Sesostris II. und ist architektonisch und künstlerisch noch stark von den Traditionen der Ersten Zwischenzeit geprägt. Das späte Mittlere Reich (ab Sesostris III. bis in die 13. Dynastie) ist hingegen durch eine erneute Zentralisierung des Landes gekennzeichnet. Das Herrscherideal war nicht länger ein junger idealisierter Pharao, sondern ein weiser, lebenserfahrener Herrscher. Die Sprache des Mittleren Reiches galt für die folgenden Epochen als klassisch.

### Reichseinigung

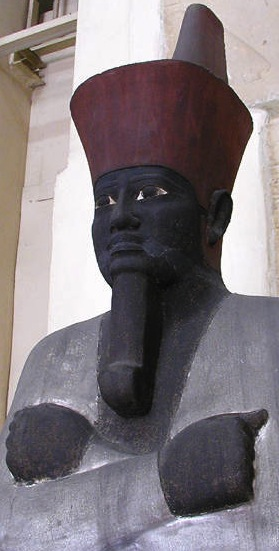
Statue Mentuhoteps II. aus Bab el-Hosan

Die Reihenfolge der drei oder gar vier thebanischen Könige, die vor Mentuhotep II. geherrscht haben, ist unklar. So erscheint Mentuhotep I. auf der Königsliste von Karnak als Vorfahre von Antef I., während Mentuhotep II. nicht ihn als König nennt, sondern zuerst Antef I. (Relief vom Schatt Er-Rigal). Auch als Mentuhotep II. um 2055 v. Chr. in Theben an die Macht kam, setzten sich diese Kämpfe fort. Das Grab der 60 im Kampf getöteten Krieger von Deir el-Bahari, in dem die Männer unmumifiziert so schnell austrockneten, dass sie die besterhaltenen Leichname des Mittleren Reiches darstellen, steht möglicherweise in Zusammenhang mit diesen abschließenden Kampfhandlungen. Die Reichseinigung wird um Mentuhoteps 39. Regierungsjahr vollzogen worden sein. Einige der Herren in verschiedenen Gauen ließ er in ihren Stellungen, doch kontrollierten regelmäßig umherreisende Abgesandte ihr Amtsgebaren. Auch gelang es, wieder einen gewissen Einfluss außerhalb Ägyptens zu gewinnen, wie im Libanon. Während seine Regierungszeit von einer gewissen Prosperität und bald innerem Frieden gekennzeichnet war, und er sich selbst vergötterte („Sohn der Hathor“), wie sonst erst die Pharaonen des Neuen Reiches, brach die Herrschaft seiner Dynastie rund 19 Jahre nach seinem Tod zusammen. Sein Sohn Mentuhotep III. führte eine Expedition mit 3000 Mann durch das Wadi Hammamat zum Roten Meer. Von dort aus sandte er Schiffe in das Land Punt.
Mentuhotep IV., der vielleicht gar nicht der königlichen Familie angehörte, wurde möglicherweise von seinem Tjati Amenemhet gestürzt, der wohl identisch mit Amenemhet I. ist. Dieser wurde der Begründer der 12. Dynastie, die ihren Schwerpunkt in der Region el-Lischt etwa 60 km südlich von Kairo hatte. Die erste Hälfte der 13. Dynastie, die allerdings nicht die Residenz wechselte, zählt ebenfalls zum Mittleren Reich.

### Aufstieg des Tjati zum Pharao, neue Hauptstadt, Mitregentschaft, Zentralisierung
Amenemhet I., wahrscheinlich ein Thebaner, verlegte die Hauptstadt nordwärts nach el-Lischt an einen bisher unentdeckten Ort (Itjtawy). Zudem führte er die Institution der Mitregentschaft ein, also die noch zu Lebzeiten erfolgende Erhebung eines Mitkönigs und Nachfolgers. Am Ostrand des Deltas ließ er zum Schutz vor asiatischen Invasionen Mauern errichten, ähnlich wie in Nubien entstanden Festungen, wie Semna und Quban. Im letzten Jahr seiner Regierung zog sein Sohn Senusret (Sesostris) gegen die Libyer. Bei der Rückkehr dieses Sohnes war der Vater bereits tot, wahrscheinlich ermordet.
Sesostris I. gilt als einer der bedeutendsten Könige des Mittleren Reichs; er herrschte 44 oder 45 Jahre. Schon früh führte er Feldzüge nach Unternubien. Sesostris baute systematisch an allen wichtigen Tempeln des Landes und ersetzte kleine, oftmals aus Lehmziegeln erbaute Gebäude durch solche aus Stein. Mit der Verteilung solcher Tempel im ganzen Land unterminierte er die lokale Priestermacht. Auch förderte er die Priesterschaft des Osiris. In seinem 18. Regierungsjahr sandte er eine Armee bis an den 2. Katarakt. Buhen wurde die Südgrenze. Die Hekanakht-Papyri, Briefe eines alten Bauern, beleuchten erstmals die Verhältnisse in den ländlichen Gebieten. Zunächst der Regierungszeit Mentuhoteps II. zugeschrieben, scheinen sie doch aus der frühen Zeit Sesostris’ I. zu stammen. Der Brief einer Frau an ihre Mutter weist darauf hin, dass Literalität unter Frauen vielleicht verbreiteter war, als lange angenommen.

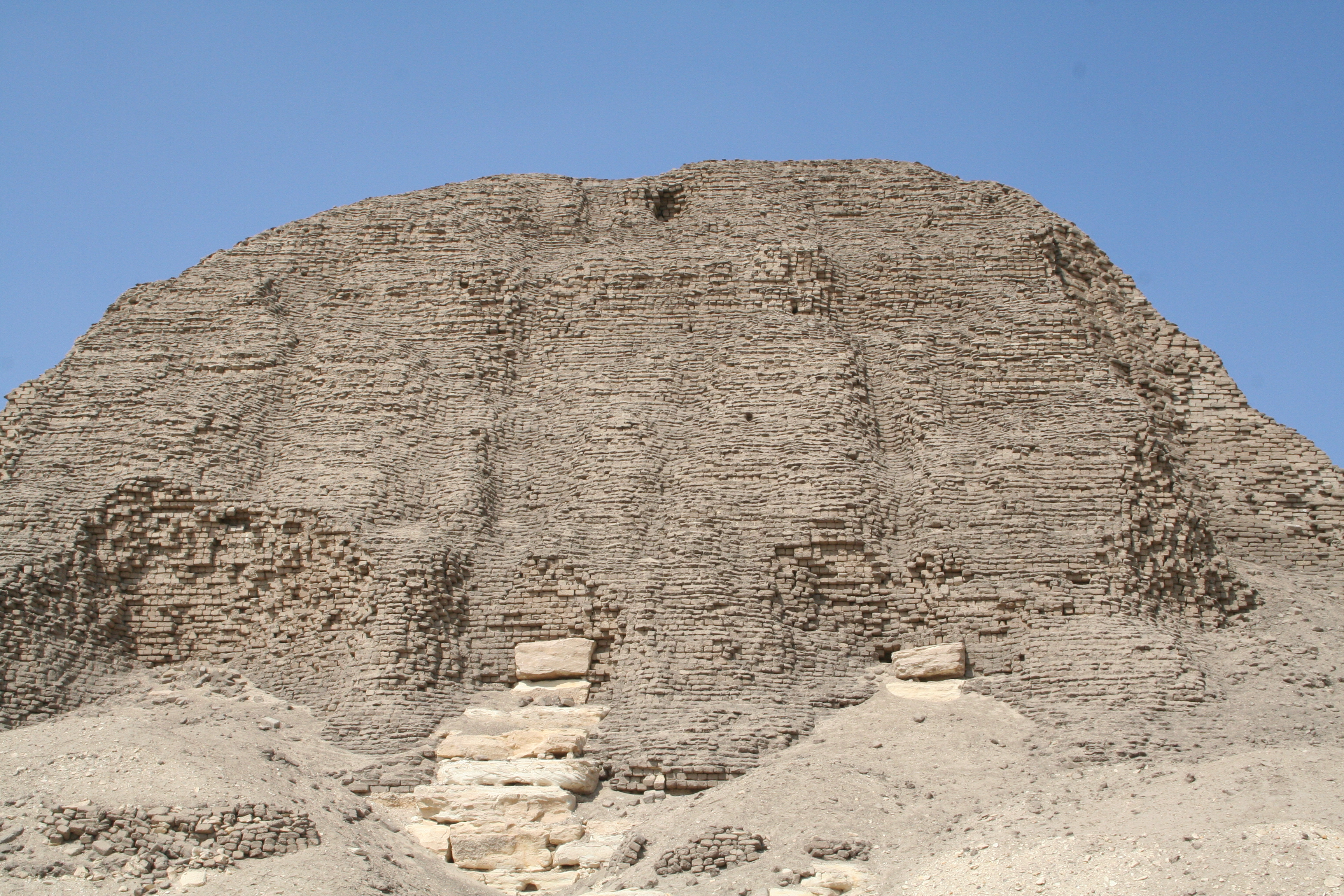
Pyramide von Lahun, Sesostris II.

Sesostris’ Sohn Amenemhet II. ist vor allem durch einen in Memphis gefundenen Annalenstein bekannt, eine Art Tagebuch, unter ihnen der bedeutendste, in Memphis gefundene, gibt Auskunft über Gaben des Pharao, Listen von Statuen und Gebäuden, Kriegs- und Handelsexpeditionen, aber auch alltägliche Handlungen, wie königliche Jagden. Er zeigt aber auch, dass es häufig Konflikte und Vertragsabschlüsse mit „Asiaten“ (Aamu) gab, wie schon Herodot bemerkte. Asiatische Orte erscheinen als Handelspartner, andere Städte als Kriegsgegner, von denen angeblich 1554 als Gefangene fortgeführt wurden. Diese hohen Zahlen könnten erklären, warum in späterer Zeit so viele asiatische Sklaven in ägyptischen Häusern lebten. Sein Nachfolger Sesostris II. regierte wohl nur acht oder neun Jahre. Er erbaute seine Pyramide bei El-Lahun, was auf ein verstärktes Interesse des Königs am Fayyum-Becken hindeuten könnte.
Senuseret oder griechisch Sesostris III. galt im Bewusstsein der Ägypter als wohl bedeutendster König überhaupt; ihm werden rund vier Jahrzehnte Regierungszeit zugeschrieben. Herodot und Manetho berichten von zahlreichen Feldzügen, vor allem nach Asien. Diese Unternehmungen sind nur schlecht bezeugt, im Gegensatz zu seinen Feldzügen nach Unternubien. Sie waren besonders brutal, die Männer wurden getötet, Kinder und Frauen versklavt, ihre Felder verbrannt, ihre Brunnen vergiftet. Die Briefe aus Semna, einer der Grenzfestungen, nach Theben geben einen Eindruck von den unsicheren Verhältnissen an der Südgrenze. In den Quellen taucht ein einziger Feldzug nach Asien auf, stattdessen gilt er als Initiator des Bewässerungssystems im Fayyum. Mittels Kanälen und Deichbauten wurde das Gebiet vom Bahr Yusuf aus bewässert.

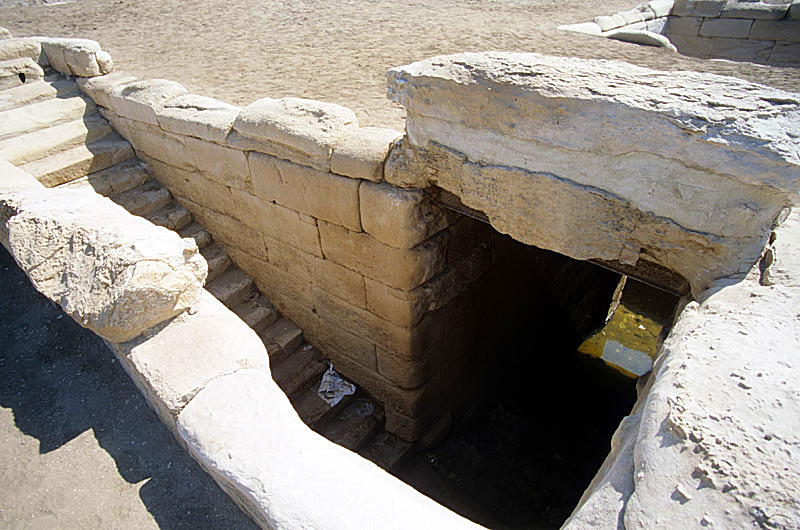
„Nilometer“ im Amuntempel von Tanis (San el-Hagar)

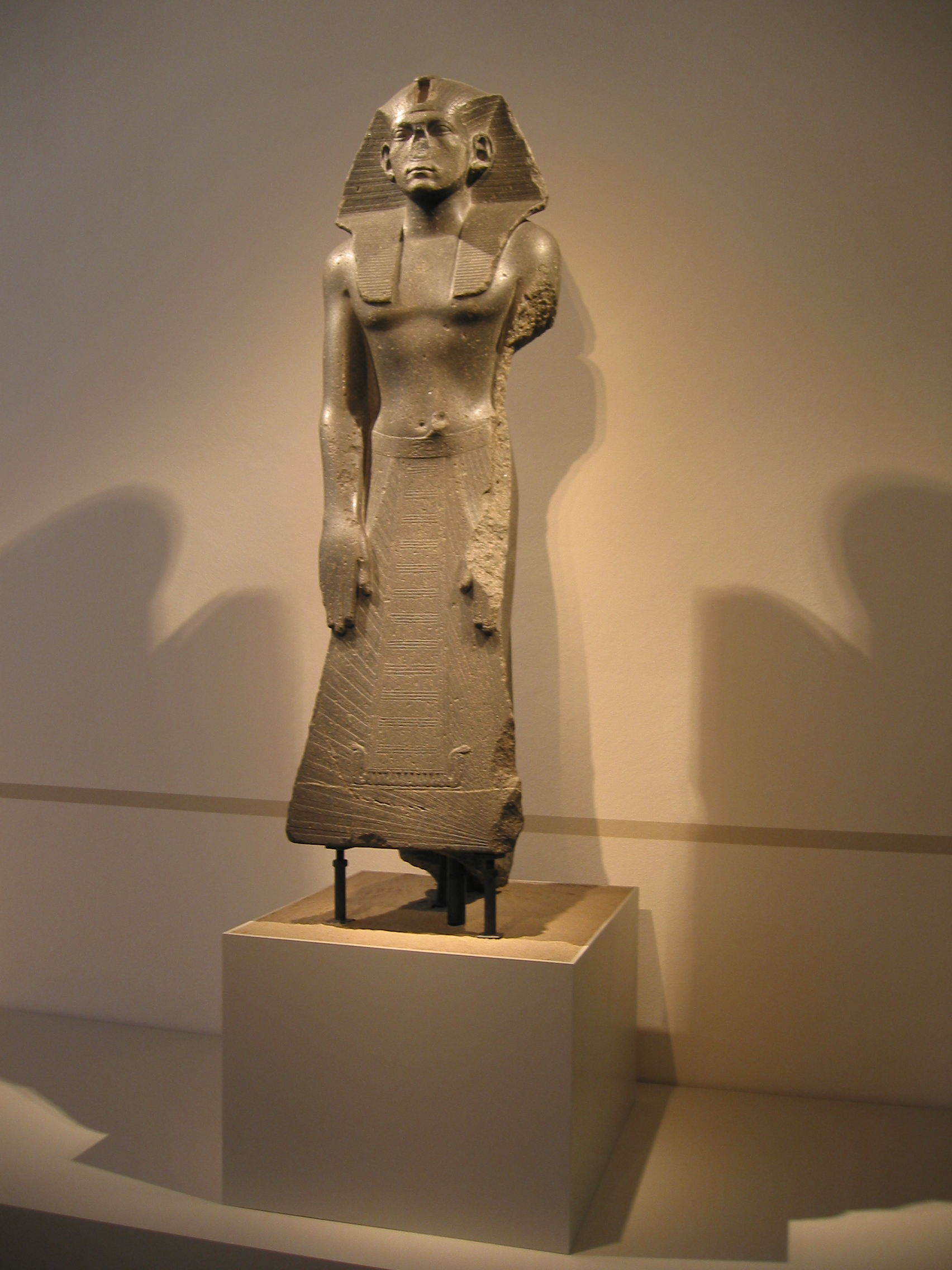
Statue von Amenemhet III. im Ägyptischen Museum Berlin

Amenemhet III. scheint mit seinem Vater Sesostris III. etwa zwanzig Jahre gemeinsam regiert zu haben. Während der Vater durch Feldzüge die Grenzen des Reiches festigte, betätigte sich der Sohn vor allem innenpolitisch. Unter seiner Herrschaft wurde die Regulierung der Wasserzufuhr in den „Moeris-See“, also in das Fayyum, abgeschlossen, was die Agrarflächen weiter ausdehnte. In Nubien ließ er den Wasserstand des Nils messen. Entsprechend dem bereits üblichen Verfahren ernannte auch Amenemhet III., dessen Regierungszeit vergleichsweise friedlich war, auch wenn er die nubischen Grenzwerke befestigte, drei Jahre vor seinem Tod seinen Sohn Amenemhet IV. zum Mitregenten.

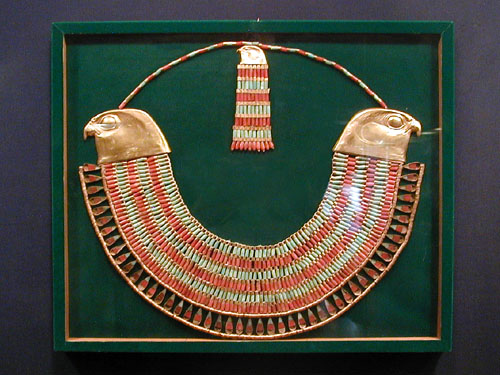
Halskragen der Königin Neferuptah

Amenemhet III. ließ zwei Pyramiden erbauen, deren erste bei Dahschur entstand und heute „Die Schwarze“ genannt wird, da ihre Kalksteinummantelung schon früh verloren ging. Sie hatte etwa 105 m Seitenlänge und war vielleicht 60 oder 75 m hoch. Beigesetzt wurde der Pharao jedoch nicht dort, sondern in Hawara im Fayyum. Ähnliches gilt für Prinzessin Neferuptah, die möglicherweise typisch ist für das wachsende Ansehen der Herrscherfrauen. Wegen der Baumängel an seiner Pyramide ließ sich der Pharao in Hawara eine zweite Pyramide bauen. Diese Pyramide bestand aus den üblichen Lehmziegeln, war allerdings über einem etwa 12 m hohen Felskern errichtet, und war mit Kalkstein verkleidet. Ihre Grundfläche betrug – wie in Dahschur – etwa 105 × 105 m und ihre Höhe wohl 58 m. Der Pyramide von Hawara war das so genannte Labyrinth vorgelagert, das der griechische Geograph Strabon beschrieb und als Weltwunder pries. Hierbei handelte es sich um den Totentempel Amenemhets III., der mehr als 1500 Räume gehabt haben soll.
Über seinen Nachfolger Amenemhet IV. und Königin Nofrusobek oder Sobekneferu ist wenig bekannt, der Pharao war entweder Sohn oder Enkel seines Vorgängers und regierte nur neun Jahre. Seine Frau übernahm als letzter Pharao die Regentschaft. Eine Inschrift in der nubischen Festung Kumma gibt für ihr drittes Herrschaftsjahr eine Nilhöhe von 1,83 m an. Auf einem Siegel finden sich ihr Name und ihre Titel, Manetho nennt sie in seiner Königsliste.

### Fiskalsystem, Verwaltung, Alltagsleben
Zwar orientierten sich die Herrscher am Alten Reich, doch ihre wirtschaftliche Basis beruhte auf einem anderen Fiskalsystem. Ernten und Wasserwege entschieden über die Höhe der Abgaben, die in Naturalien geleistet wurden. Zwangsarbeit wurde durch Eintragung in Listen kontrolliert, dazu gehörten auch Militärdienste. Dieses frondienstartige System wurde von städtischen Beamten gesteuert. Wer sich dieser Arbeitsverpflichtung entzog, der wurde hart bestraft, ebenso wie seine Familie. So konnte er in die Grenzfestungen geschickt werden, oder in die Bergwerke. Allerdings konnte man gegen Bezahlung einen Ersatzmann stellen und die Nubier scheinen davon frei gewesen zu sein. Der Außenhandel war ein königliches Monopol.

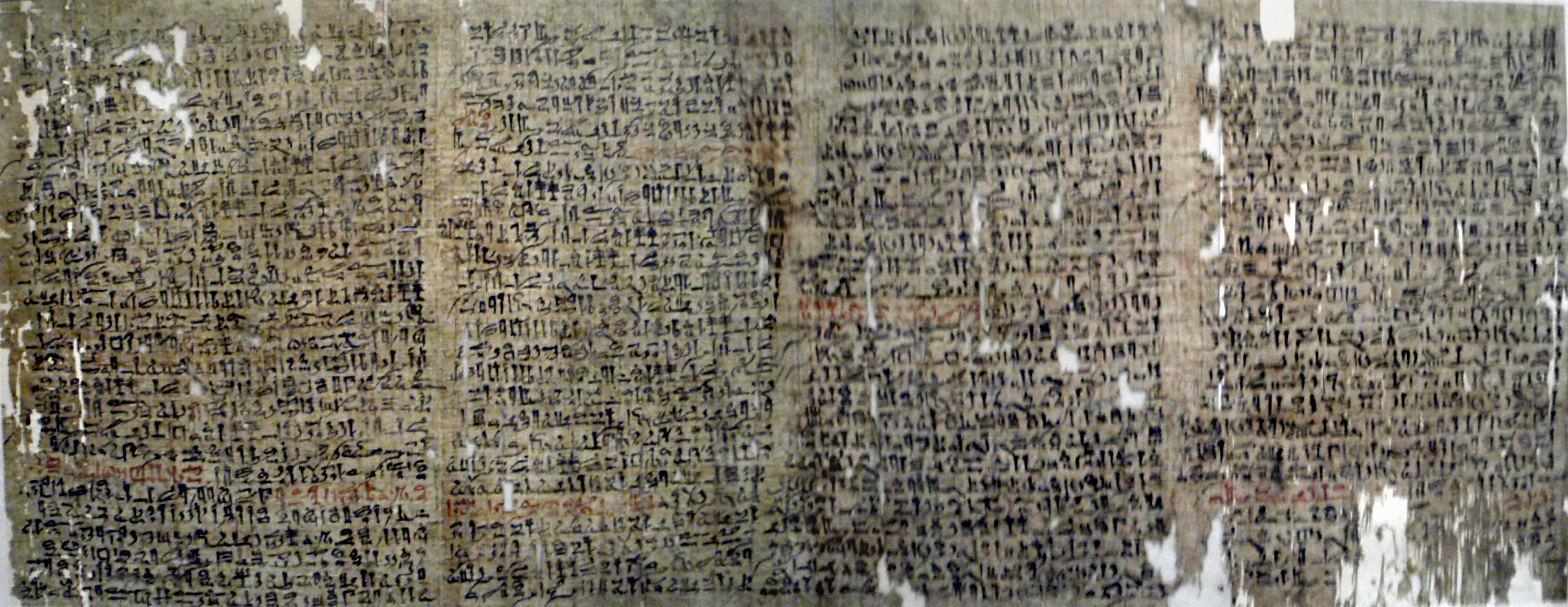
Der Papyrus Westcar (Altes Museum, Berlin)

Die Verwaltung wuchs offenbar an, denn die Titel differenzierten immer stärker nach den zu bewältigenden Aufgaben. Der Tjati verlor ab der 11. Dynastie einen Teil seiner Aufgaben und seiner Bedeutung, der königliche Siegelhalter hingegen wurde mit verschiedensten Aufgaben betraut. Insgesamt wurden die Provinzen viel stärker der Zentrale angepasst, viele Aufgaben lagen bei den Bürgermeistern der Dörfer und Städte. Dabei kämpften die Pharaonen bei den hohen Ämtern gegen die lokale Erblichkeit und beharrten bis zum Anfang der 12. Dynastie darauf, die Ämter persönlich zu vergeben. Dennoch gelangten einige von ihnen zu einer Art Hofhaltung. Als Gegenleistung für das königliche Wohlwollen hatten sie die Grenzen zu schützen, Feldzüge zu führen und wahrscheinlich Gäste zu empfangen. Die Söhne der Nomarchen wurden an den Hof geholt und von dort als Beamte im Reich eingesetzt, so dass die Zahl der Nomarchen vielleicht aus diesem Grund immer mehr abnahm. Spätestens zur Zeit Amenemhets II. setzte der Niedergang dieser Funktion ein. Die Beamten, die nun eingesetzt wurden, verrichteten ihre Tätigkeit von der Hauptstadt aus. Für Ober- und Unterägypten wurde jeweils eine Art Büro eingerichtet, mit einer Reihe von hierarchisch organisierten Beamten. Ein Schatzamt, ein Fiskalamt, eine Arbeitsbehörde entstanden, sogar ein Büro des Tjati und eine Beamtenschaft für den Palast. Im Gegensatz zum Alten Reich war der Gebrauch der Schrift überall verbreitet, was wiederum die Ausbreitung der Verwaltung verstärkte. Sie erlaubte aber auch literarische Werke, die tiefe Einblicke in die Gedankenwelt der Zeitgenossen ermöglichen, wie der Papyrus Westcar, der zudem das Gerichtswesen beleuchtet. Weder Die Geschichte von Sinuhe (ca. 1900 v. Chr.) noch der schiffbrüchige Seemann hätten literarische Figuren im Alten Reich werden können.
Die Tempel stellten eigene Verwaltungseinheiten dar, die Anspruch auf eine jährliche Abgabe von 5 l Getreide aus der ersten Ernte hatten. Wenn die Tempel nicht von Abgaben freigestellt waren, mussten sie ebenfalls Steuern entrichten. Der Bau neuer Tempel reduzierte dementsprechend nicht nur die Macht der vorhandenen, sondern brachte dem Pharao auch neue Mittel ein.
Zwar existieren Texte aus dem Mittleren Reich, die die Verhältnisse bei Hof erschließen, doch der wichtigste hierfür ist der Papyrus Boulaq 18, der die räumliche und organisatorische Unterteilung des Hofes sowie die Versorgung zeigt. Dabei war das kap die Domäne der königlichen Familie, ihres Personals und bestimmter Kinder, die auf des Königs Kosten ausgebildet wurden, dann das wahy oder der Audienzbereich der Säulenhalle, wo auch Bankette stattfanden, und schließlich khenty, der äußere Bereich des Palastes, wo die Hofgeschäfte getätigt wurden. Nur der Aufseher über das kap agierte sowohl in den inneren als auch in den äußeren Palastbereichen. Die königlichen Handwerker lebten in einer eigenen Stadt, etwa in Hetep-Senusret. Anhand der Speicher konnte man seine Bevölkerung auf 5000 schätzen.

### Machtverfall, Zersplitterung, Asiaten
Das Ende des Mittleren Reiches und damit der Beginn der Zweiten Zwischenzeit wurde durch Thronstreitigkeiten, Zersplitterung und durch das Eindringen der Hyksos hervorgerufen.
Manetho ordnet der 13. Dynastie mehr als fünfzig Könige zu, deren Zentrum nach wie vor Itj-taui war. Die Dynastie ließ das Königsamt möglicherweise innerhalb der führenden Familien zirkulieren, was die hohe Zahl von Namen erklären könnte. Zwar blieb das Land vermutlich weiterhin politisch geeint, doch es folgte eine erhebliche Zahl nur kurz herrschender Könige. In welcher Reihenfolge die Herrscher regiert haben, ist für den Beginn der Periode durch das Turiner Königspapyrus bekannt. Nach dem Eintrag über König Merkaure Sobekhotep ist es jedoch schlecht erhalten. Die Reihung der nachfolgenden Herrscher ist daher unklar. Obwohl kein kultureller Bruch zu erkennen ist, wurden die Grabmäler doch erheblich bescheidener.
Erster König der 13. Dynastie war wohl Wegaf. Das Grab des Königs Hor I. wurde in Dahschur in der Nähe der Pyramide Amenemhets III. gefunden. Chendjer ließ eine Pyramide in Sakkara errichten, die die einzig bekannte Pyramide dieser Dynastie ist, die vollendet wurde. Unter Sobekhotep III. kam es anscheinend zu einer Stabilisierung, denn er hinterließ Säulen zwischen Bubastis im Norden und Elephantine im Süden. Seine Nachfolger Neferhotep I. und Sobekhotep IV. regierten zusammen etwa zwei Jahrzehnte lang, doch kurz nach Aja I. scheint die Einheit des Landes zerfallen zu sein. Sobekhotep IV. hinterließ sogar eine Säule südlich des 3. Katarakts. Anscheinend gab es aber unabhängige Herrscher im Nildelta, die Dynastie endete um 1723 v. Chr. Der letzte König könnte Neferhotep III. gewesen sein. Nubien machte sich unabhängig, bald zerfiel auch der mittlere Teil des Landes.

## Zweite Zwischenzeit
Als Zweite Zwischenzeit gilt die Epoche vom Mittleren zum Neuen Reich, in der neben den aus Westasien stammenden Hyksos die Nubier einen Teil Nord- bzw. Südägyptens beherrschten. Zudem bestanden Kleinkönigreiche, von denen nur wenig bekannt ist. Diese Zwischenzeit reicht von der späten 13. bis zum Ende der 17. Dynastie; 105 Königsnamen sind überliefert. 15 kennen wir nur von Skarabäen, bei ihnen könnte es sich um lokale Magnaten gehandelt haben, die königliche Macht beanspruchten. Die 14. und 15. Dynastie hatte ihren Herrschaftsschwerpunkt in Auaris im östlichen Nildelta, auch wenn die 15. Dynastie gleichzeitig Gebiete bis südlich von Memphis kontrollierte. Die 16. und 17. Dynastie hatte hingegen ihren Schwerpunkt in Theben.
Von der sehr quellenarmen 14. Dynastie, zu der wohl einige Kleinkönigreiche im Nildelta gehörten, ist sehr wenig bekannt. Nach Manetho hatte diese älteste, von der Regierung in el-Lischt unabhängige Dynastie ihren Sitz in Chasuu im westlichen Nildelta. Sie entstand parallel zur 13. Dynastie. Nur die Könige Nehesy und Merdjefare sind durch Bautätigkeit belegt.

### DieGroße Hyksos-Dynastieum Avaris
Dass Westasiaten bereits früher zugewandert und zu beträchtlichem Einfluss gelangt waren, belegt der stellvertretende Schatzmeister Aamu („der Asiate“), der sich möglicherweise unabhängig machte. Auch weisen die Begräbnissitten auf asiatische Zuwanderung hin, denn im Gegensatz zu den Ägyptern, die in liegender Haltung beigesetzt wurden, beerdigte man die Toten der Zuwanderer in Hockstellung. Zudem brachten sie eigene Waffen und eigene Keramik mit, die sie den Toten beigaben. Außerdem erscheinen bei ihnen zum ersten Mal Esel in Gräbern. Offenbar wanderten Hirten, Bauern und Handwerker, aber auch Händler nach Ägypten, es wurden aber auch Kriegsgefangene nach Ägypten verschleppt. So brachte eine Flottenexpedition unter Amenemhet II. 1.554 Gefangene aus dem Libanon ins Land. Gegen mögliche Angriffe aus dem Osten richtete man im Mittleren Reich Festungen wie Tell el-Habua ein, die sich östlich der späteren Hyksos-Hauptstadt Auaris befand. In Avaris oder Auaris lassen sich Asiaten bereits während der 12. Dynastie fassen. Diese Stadt war als Festung bereits in der Ersten Zwischenzeit gegründet worden, doch erst gegen Ende der 12. Dynastie kam es zu einem kräftigen Wachstum der Stadt. Am Übergang zur 13. Dynastie lassen sich syrische Häuser, Gräber innerhalb der Siedlung, beigesetzte Esel, syrische Siegel als Belege für die Zuwanderung asiatischer Gruppen anführen, es fand sich aber auch minoische, also kretische Kamares-Keramik. Stammten in der Frühzeit der Stadt die meisten Bewohner aus dem Libanon und aus Syrien, so kamen sie in der späteren Zeit eher aus Palästina und von Zypern. Diese Zeit entspricht der Mittleren Bronzezeit II A-C in Syrien-Palästina, wobei sich neun Schichten unterscheiden lassen, die von Amenemhet IV. bis Ahmose I. reichen, also weit über 200 Jahre umspannen.
Die erste Phase war eine der Expansion, die aber auch von schweren Epidemien gekennzeichnet war, was sich an ungeordneten Massengräbern ablesen lässt. Die Gesellschaft war wohl vergleichsweise egalitär. Dies änderte sich in der Folgezeit (ab Schicht F).
Der asiatische Söldnerführer Schalik, der vielleicht bereits vorher Herr eines Fürstentums im östlichen Delta war, besetzte um 1650 v. Chr. die Residenz der 13. Dynastie bei Itj-taui und ließ sich zum König krönen. Die Ägypter bezeichneten ihn als Heka-chasut (Herrscher fremder Länder, eigentlich bergiger Länder, griech. Hyksos), ein Titel, den sich diese Könige bisweilen auch selbst zulegten. „Hyksos“ ist also ein Herrschertitel, und nicht – wie ihn die griechische Überlieferung verstand – eine ethnische Bezeichnung.
Auaris erstreckte sich über eine Fläche von bis zu 400 ha, womit die Stadt ihre Fläche seit der Zeit der 13. Dynastie verdoppelt hatte. Eine Stadtmauer von 6,2 später sogar 8,5 m Stärke sicherte die gewaltige Stadt. Ihren Zenit erlebte die Hauptstadt unter König Apopi I. um 1555 v. Chr. In dieser Zeit nahm der Schriftgebrauch offenbar stark zu, was in Ägypten die Hieroglyphenschrift meint.
Die Herrscher der 15. Dynastie könnten, ebenso wie die Masse ihrer Gefolgsleute, Kanaanäer (Amoriter) aus Palästina gewesen sein; ihre Namen lassen sich jedenfalls aus semitischer Herkunft erklären. Die Zuwanderung ist wohl das Ergebnis einer zwei Jahrhunderte dauernden Einwanderung, die namentlich im Ostdelta zu umfangreicher Ansiedlung geführt hatte. Archäologische Zeugnisse für die Hurriter in Palästina lassen sich erst für die Mitte des 16. Jahrhunderts v. Chr. erbringen, wie sich etwa an einer Platte für Apopis' Tochter Herit zeigt, die, in hochentwickelter Hieroglyphenschrift bearbeitet, im Grab Amenophis’ I. gefunden wurde, welcher der 18. Dynastie angehörte. Auch in anderen Siedlungen ließen sich diese starken Mischungen ägyptischer und westasiatischer Kulturelemente belegen.
Avaris wurde durch den Zwischenhandel vermögend, zunächst zwischen Ägypten und Palästina, dann durch den Handel mit Zypern. Die Hyksos führten Streitwagen und Pferde, Schiffe und Holz, Gold, Silber und Lapislazuli, Türkis und Bronze ein, dann Öl, Duftstoffe, Fette und Honig, wie eine Stele des Kamose auflistet. Der König von Avaris beanspruchte Ober- und Unterägypten zu beherrschen, doch die Südgrenze lag (nach etwa 1650 v. Chr.) bei Cusae, etwa 40 km südlich von Hermopolis (el-Aschmunain). Der Handel musste diese Abgabenstelle passieren, ansonsten hielt Unterägypten über die Oasenroute Kontakt zu Nubien und seiner Hauptstadt Kerma, und damit zum nubischen Gold. Auch in der ehemaligen Grenzfestung Buhen scheint der Handel nicht unterbrochen worden zu sein. Wichtigstes Herrschaftszentrum neben der Residenz war Memphis, doch der kulturelle Einfluss der Hyksos war hier offenbar gering. Während palästinische Keramik in Avaris 20 bis 40 % der Funde ausmacht, liegt ihr Anteil in Memphis bei 2 %.
Fraglich ist die Ansicht, die Hyksos hätten sich Ägyptens mit Hilfe einer bis dahin unbekannten Waffe, des von Pferden gezogenen zweirädrigen Streitwagens bemächtigt. Die Kenntnis des in Innerasien domestizierten Pferdes und des zweirädrigen Wagens mit Speichenrädern verbreitete sich in dieser Zeit über den gesamten vorderen Orient. Wahrscheinlich wurden Pferd und Wagen erst im Verlauf der Hyksosherrschaft in Ägypten eingeführt.

### Regionale Kleinkönige

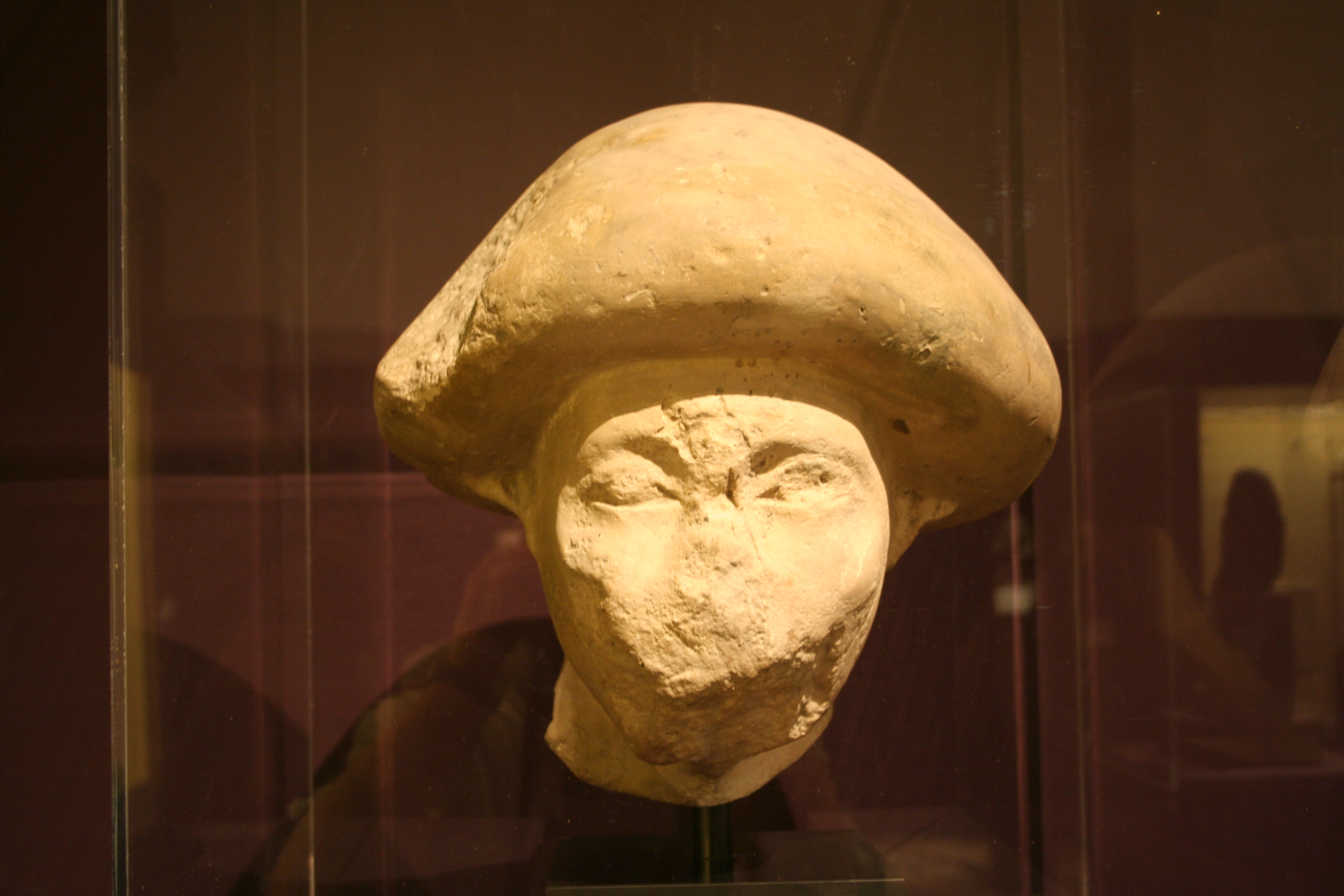
Haupt eines asiatischen Würdenträgers, Avaris

Weite Abschnitte der 13. Dynastie in Itj-taui, der 14. Dynastie im Delta, der 16. Dynastie in Memphis und der 17. Dynastie in Theben überlappen sich zeitlich mit der Hyksosherrschaft.
Die 16. Dynastie bestand annähernd gleichzeitig mit der 15. Dynastie. Diese Annahme geht auf Sextus Iulius Africanus zurück, der sich wiederum nach Manetho richtete. In ihr werden Kleinkönige zusammengefasst, die den Hyksos tributpflichtig waren, jedoch eine gewisse Eigenständigkeit behielten. Daher wird auch von der Kleinen Hyksos-Dynastie gesprochen. Kim Ryholt definierte die 16. Dynastie neu. Er beruft sich auf Eusebius von Caesarea, der diese Dynastie nach Manetho als „thebanisch“ bezeichnet. Er sieht in dieser Dynastie die Herrscher, die am Ende der Kolumne 10 und in Kolumne 11 (bis Zeile 15) des Turiner Königspapyrus erscheinen. Die meisten der hier erscheinenden Herrscher sind bisher der 13. oder 17. Dynastie zugeordnet worden.
Die Hyksos drangen zwar bis Theben vor, es war ihnen aber nicht möglich, so weit südlich gelegene Gebiete dauerhaft zu kontrollieren. So waren die ersten Herrscher der oberägyptischen 17. Dynastie den Hyksos zwar tributpflichtig, doch erstarkte das Südreich. Die Reihenfolge der Könige ist nicht nur in der ersten Hälfte der Dynastie sehr unsicher. Die Wiederauffindung des Grabes des Nub-cheper-Re Anjotef im Jahr 2000, stets als Anjotef V. an den Beginn der Dynastie gesetzt, erforderte eine weitgehende Neuordnung der Chronologie. Daniel Polz datiert diesen König nunmehr an das Ende der 17. Dynastie in die Nähe des Senachtenre.
Zum Ende der 17. Dynastie unter der Herrschaft der Ahmosiden verstärkte sich die Politik gegen die Hyksos. Dies veranlasste den Hyksoskönig Apophis dazu, eine Allianz mit dem Königreich von Kerma in Nubien zu suchen. Doch das Bündnis scheiterte an den Wüstenposten der Ägypter, die jeden Boten in Richtung Nubien abfingen.
Etwa 50 km südlich des Grenzpostens Cusae fanden sich Friedhöfe der als Pfannengräberleute bezeichneten Nubier der Region. Sie waren halbnomadische Viehhirten, die am Wüstenrand lebten. Ihre Gräber finden sich nordwärts bis Memphis. In der Grenzregion lebte offenbar eine Art Söldnerarmee, die in der späten Phase der Hyksos näheren Kontakt zu Kerma hatte. Die Kultur von Kerma reichte bis in das frühe Alte Reich zurück. Seine klassische Kultur entspricht zeitlich etwa der Zweiten Zwischenzeit. Die Krieger kämpften vor allem mit ihren Bögen. Große Gebäude für religiöse und Verwaltungszwecke entstanden in der Stadt, die keinen Gebrauch der Schrift annahm. Auch wenn Kerma herausragt, so müssen nicht alle Nubier ihre Autorität anerkannt haben. Der Handel sowohl mit Ober- als auch Unterägypten durchlief wohl die Forts an den Katarakten.

### Krieg zwischen Theben und Avaris
Letztlich setzte sich die thebanische Dynastie gegen die Hyksos und die Nubier durch. Steleninschriften belegen, dass einige der Könige nur lokale Herrschaften, etwa in Abydos oder Edfu, führten. Rahotep, der erste König der 17. Dynastie, berichtet, er habe Tempel in Abydos und Koptos wiederherstellen lassen. Sobekemsaf II. nahm die Expeditionen in das Wadi Hammamat wieder auf, wenn auch mit nur 130 Mann. In der 12. Dynastie hatten derlei Expeditionen noch aus Tausenden bestanden. Auch sind entsprechende Züge aus der Zeit des Nub-cheper-Re Anjotef belegt.
Theben war vom Zentrum der Gelehrsamkeit Memphis abgeschnitten und so musste man dort eigene Texte für die Begräbnisrituale entwickeln, ohne die dortigen Archive nutzen zu können. Nach und nach erreichte der Schriftgebrauch jedoch wieder die ursprüngliche Höhe. Zur kulturellen Eigenständigkeit und dem Rückgriff auf mittelägyptische Formen kam spätestens unter Kamose der politische Wille, Avaris zu erobern. Ihm gelang zunächst die Besetzung von Buhen, so dass die Goldroute nach Süden wieder offenstand. Zudem entstand eine Kriegsflotte, die Nubier wurden nach Süden vertrieben. Der Krieg gegen die Hyksos zog sich wohl über drei Jahrzehnte hin. Seqenenre bekämpfte die Hyksos, er starb offenbar, wie die Untersuchung seiner Mumie ergab, im Kampf. Sein Sohn Kamose kämpfte spätestens in seinem dritten Herrschaftsjahr vor Avaris. Mit einer Armee und einer Kriegsflotte zog er nordwärts und zerstörte Neferusi, das nördlich von Cusae, dem Grenzort lag. Auf dem Weg nach Norden geriet einer der Boten aus Avaris in seine Hände, woraufhin er die Grenzen stärker kontrollieren ließ, um ein Bündnis zwischen Avaris und Kerma zu verhindern. Vor Avaris angekommen, kontrollierte seine Flotte die Wasserwege um die Stadt, sein Heer suchte an Land einen Gegenangriff zu verhindern. Trotz erfolgreicher Plünderungen, die Kamose auf einer Stele aufführt, kam es nicht zu einer Belagerung. Erst mindestens elf Jahre später erreichte eine thebanische Armee erneut das östliche Nildelta. Inzwischen herrschte in Theben der noch sehr junge Ahmose I. beziehungsweise für ihn seine Mutter Ahhotep II.
Avaris wurde erst im 18. oder 22. Jahr des Ahmose erobert. Danach eroberte er nach dreijähriger Belagerung Scharuhen in der Negevwüste südlich von Gaza. Zunächst hatte er Memphis umgangen und Heliopolis erobert. Mit der Eroberung von Tell el-Habua schnitt er die Hyksos wohl von Nachschub und Unterstützung aus Osten ab. Nach einer Schlacht begann der König die Belagerung von Avaris. Nach Josephus brachte der Thebaner 480.000 Männer vor die Mauern der Stadt, doch, so berichtet er weiter, konnte er sie nicht erobern. So musste er die Bewohner aus Ägypten abziehen lassen. Tatsächlich lässt sich archäologisch kein Massaker nachweisen, jedoch ein scharfer kultureller Bruch. Das Gleiche gilt für Memphis, wo ebenfalls alle Spuren der bisherigen Mischkultur schlagartig verschwanden. Hingegen bestand ein Teil der immateriellen Kultur fort, wie etwa die Verehrung des Seth, der partiell auf einen westasiatischen Wettergott zurückgeht.

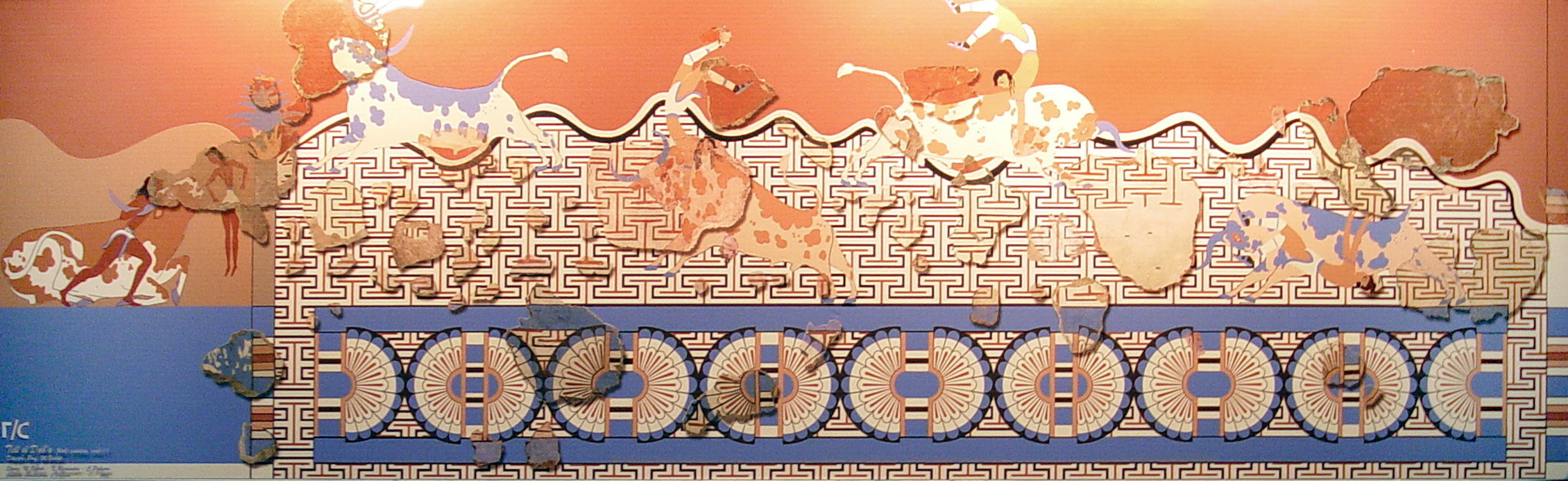
Rekonstruktion eines minoischen Freskos aus Avaris

Nach dem Sieg über die Hyksos attackierten die Thebaner die Nubier von Kerma, das zerstört wurde. Die letzten fünf Jahre der Herrschaft Ahmoses galten der Durchführung eines gewaltigen Bauprogramms vor allem in Abydos, aber auch in Memphis, Karnak und Heliopolis, ebenso wie in den Grenzräumen, vor allem in Avaris und Buhen. In Avaris ließ der König Paläste und Verteidigungsanlagen zerstören und neue aufbauen. Die Wände wurden in minoischem Stil bemalt, wobei anscheinend keinerlei Verbindung zu den früheren minoischen Einwohnern Ägyptens besteht. Neben den Malereien findet sich nichts zu ihrer Kultur.
Wie dies mit der Vulkanexplosion auf Thera zusammenhängt, wird auch davon beeinflusst, wann diese zu datieren ist. Folgt man der „späten Datierung“ und dementsprechend der „kurzen Chronologie“, kommt man auf die Zeit um 1530–1520 v. Chr., folgt man der „frühen Datierung“ und der „langen Chronologie“, so ergibt sich etwa ein Zeitpunkt um 1628–1620 v. Chr. Die spätere Datierung würde zur „Unwetter-Stele“ des Ahmose passen. Diese Schilderung einer Naturkatastrophe berichtet von ungeheurem Tosen und tagelanger Finsternis in ganz Ägypten, doch kann dies auch als Metapher für den Zustand Ägyptens gedeutet werden. Datierte Funde von Tephraschichten in Ägypten könnten hier Klarheit verschaffen.

## Neues Reich

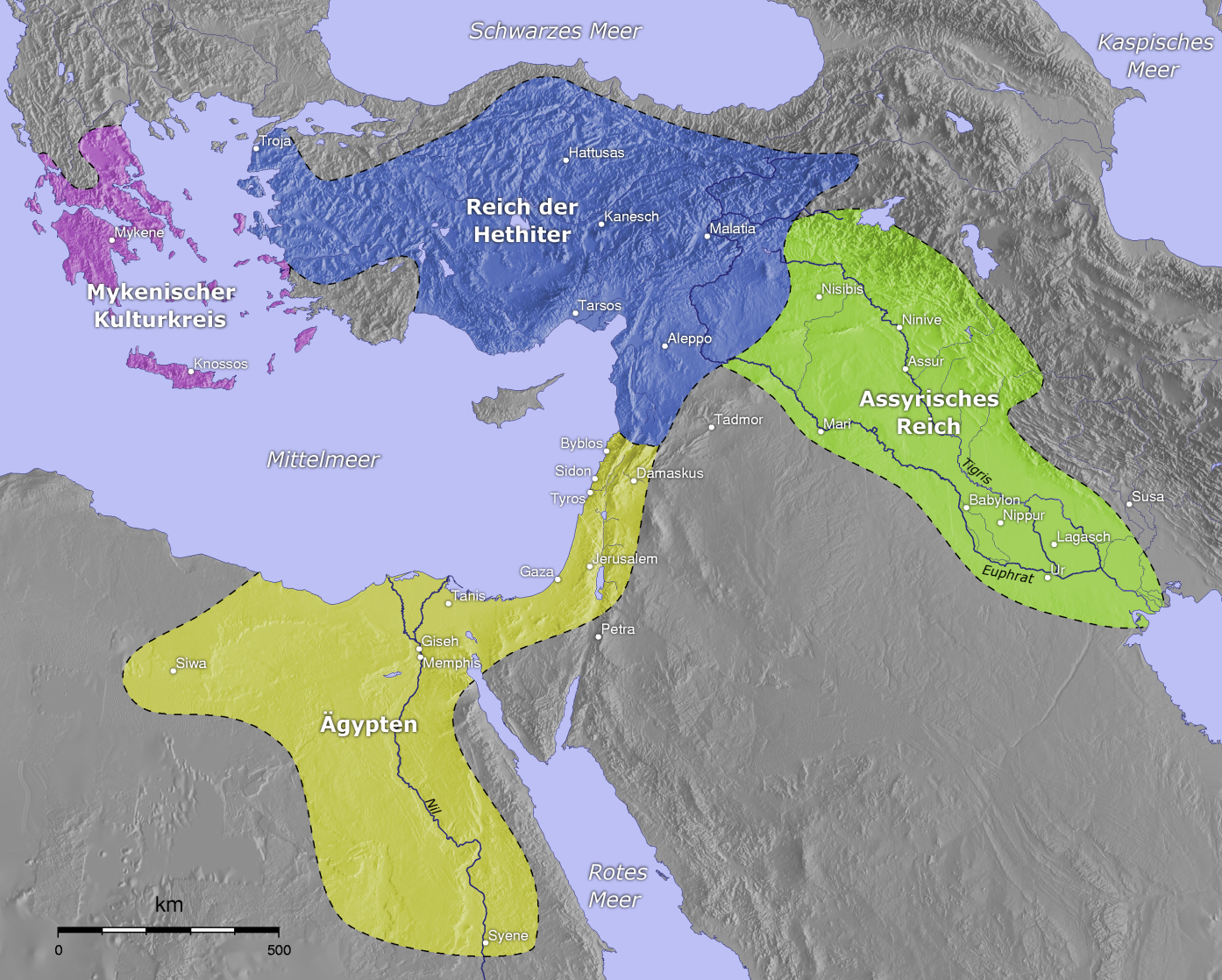
Die Großreiche der Hethiter, Assyrer und Ägypter um 1300 v. Chr.

Das Neue Reich ist durch eine erheblich stärkere Verwicklung in externe Konflikte gekennzeichnet, zunächst in Syrien gegen Hethiter und Mittani, aber auch gegen die dortigen Stadtstaaten, in der Spätzeit gegen die Seevölker, dann gegen Libyer und Nubier. Doch der intensivierte Handel in den Friedenszeiten und die Produktivität des Landes selbst brachten in weiteren Kreisen als bisher einen sichtbaren Wohlstand hervor, der sich in Bauwerken überall im Land niederschlug. Die großen Tempel, zu denen jene für die vergöttlichten Pharaonen kamen, wurden zu gewaltigen Grundherren. Schließlich kam es zu religiösen Auseinandersetzungen (Aton) und zur zunehmenden Dominanz der Amunpriesterschaft.

### Expansion nach Asien, Eroberung Nubiens, Königin Hatschepsut
Ahmose I. gilt als Begründer der 18. Dynastie. Mit der Eroberung von Avaris 1532 oder 1528 v. Chr. begann das Neue Reich, das sogleich Richtung Palästina und Nubien im Nordosten und Süden expandierte. Diese Politik setzte sein Nachfolger Amenophis I. fort.
Der zeitweilige ägäische Kultureinfluss wich einem Rückgriff auf ägyptische Traditionen, bei denen die Götter Ptah, Amun, Month und Osiris, aber auch der Mondgott Iah, dessen Namensbestandteil etwa in Ahmose vorkommt („Sohn des Mondgottes Iah“), im Mittelpunkt standen; zugleich wurden Avaris und Memphis zu Metropolen des Reichs ausgebaut, die Tempel der besagten Götter reichhaltig ausgestattet.

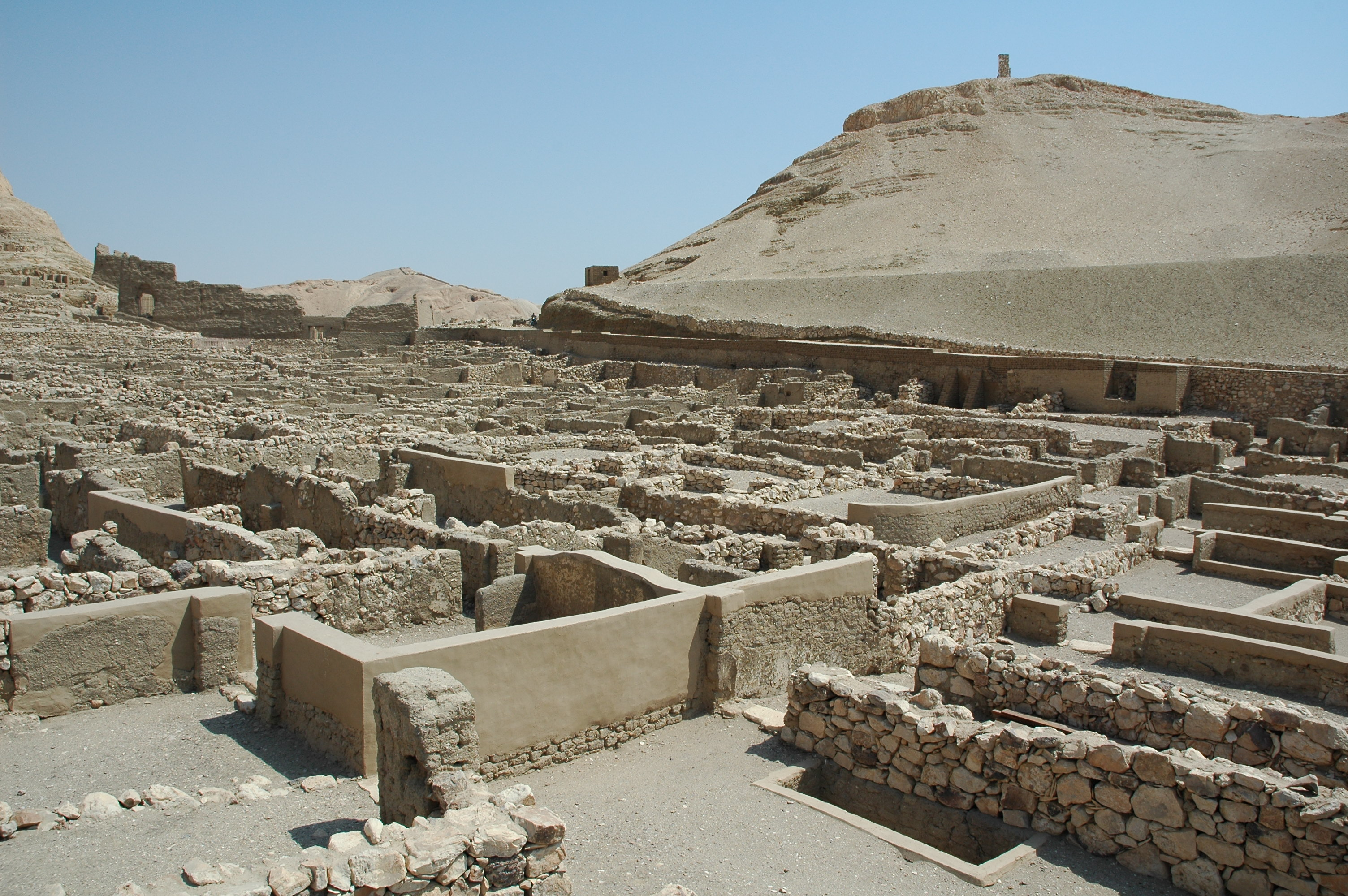
Die Arbeitersiedlung Deir el-Medina

Die königlichen Grabmäler wurden zunächst weiterhin in der Nekropole von Dra Abu el-Naga errichtet, wo bereits Nub-cheper-Re Anjotef aus der 17. Dynastie beigesetzt worden war. Nun jedoch entstand in Theben-West, gegenüber von Karnak, am Rand der Wüste das Tal der Könige, dazu das Tal der Königinnen. Dort entstand mit Deir el-Medina eine Handwerkerstadt, deren Patrone und Götter Ahmose und seine Schwestergemahlin Ahmose Nefertari wurden.
Auch Amenophis I. wurde dort vergöttert, dem durch die endgültige Eroberung Nubiens enorme Mengen an Gold und Waren zuflossen. Wohl in seinem 8. Herrschaftsjahr begann er seine Kampagnen gegen den südlichen Nachbarn; ob er oder sein Vater den „König der Bogenmänner“ tötete, ist unklar. Die Dynastie konzentrierte sich auf die Verehrung des Amun in Karnak, um die Ausnahmestellung der Herrscher herauszustellen, die Ausweitung des Einflussbereiches nach Süden, um an die dortigen Reichtümer zu gelangen, sowie auf die Errichtung von familienbasierten Verwaltungszentren um El-Kab, Edfu und Theben.
Zudem begrenzte sie strikt den Zugang zur Dynastie dadurch, dass Prinzessinnen nur Könige heiraten durften. Erst Ramses II. durchbrach diese Regel, die für die männlichen Angehörigen des Herrscherhauses nie galt. Gleichzeitig erlangten einige Herrscherfrauen einen erheblichen Einfluss. Auf einer Stele erkennt Ahmose seiner Frau und Schwester königsgleiche Rechte zu. Sie hat demnach Rebellen unterworfen und Oberägypten befriedet. Ähnliche Titel wie Königsschwester, Königstochter, und Gottesgemahlin des Amun trug Satamun, Tochter von Ahmose I. und Schwester Amenophis’ I.

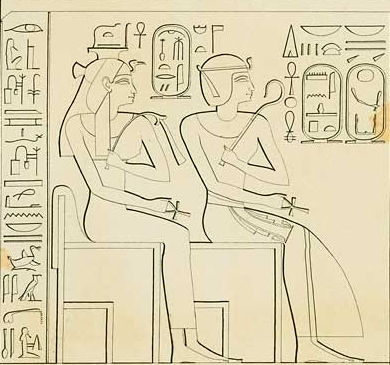
Ahmose Nefertari und Amenophis I.

Die Könige Amenophis I. und Thutmosis I. stießen bis zum Euphrat vor, wo sie mit dem Mittanireich in Konflikt gerieten. Im Süden schoben sie die Grenzen weit nilaufwärts vor. Thutmosis war nicht, wie sonst üblich, der Sohn seines Vorgängers Amenophis. Sein Vater ist unbekannt, seine Mutter war Seniseneb, seine Frau (und möglicherweise Schwester) hieß Ahmose. Der Name könnte ein Hinweis auf ihre Zugehörigkeit zur Familie des Amenophis sein. Ihre gemeinsame Tochter war jedenfalls Hatschepsut. Unter ihrer Herrschaft, die nach dem Tod ihres Halbbruders und Mannes Thutmosis II. die Macht übernahm, endete die kriegerische Phase der 18. Dynastie vorläufig.
Nach dem Sieg Thutmosis’ I. über Kerma wurde der nubische König offenbar mit dem Kopf nach unten am Bug des Bootes aufgehängt, mit dem der Pharao nach Karnak zurückkehrte. Nach diesem Erfolg zog Thutmosis nach Syrien, wie spätere Dokumente aus der Zeit Thutmosis’ III. berichten, doch kam es wohl nur zu wenigen Kontakten mit den Vasallenstaaten der regionalen Großmacht Mittani, vor allem mit dem Königreich Niya.
Die kurze Regierungszeit Thutmosis II., des Bruders und Gatten der Hatschepsut, sah nur einen Kriegszug, der in der endgültigen Unterwerfung von Kusch in seinem ersten Herrschaftsjahr endete, wie eine Stele in Sehel südlich von Assuan berichtet. Kaum trat jedoch Thutmosis III. nach dem Tod seiner Tante und Stiefmutter Hatschepsut 1479 v. Chr. im 20. oder 21. Jahr seiner Regierung die Nachfolge an, begannen neue Feldzüge.

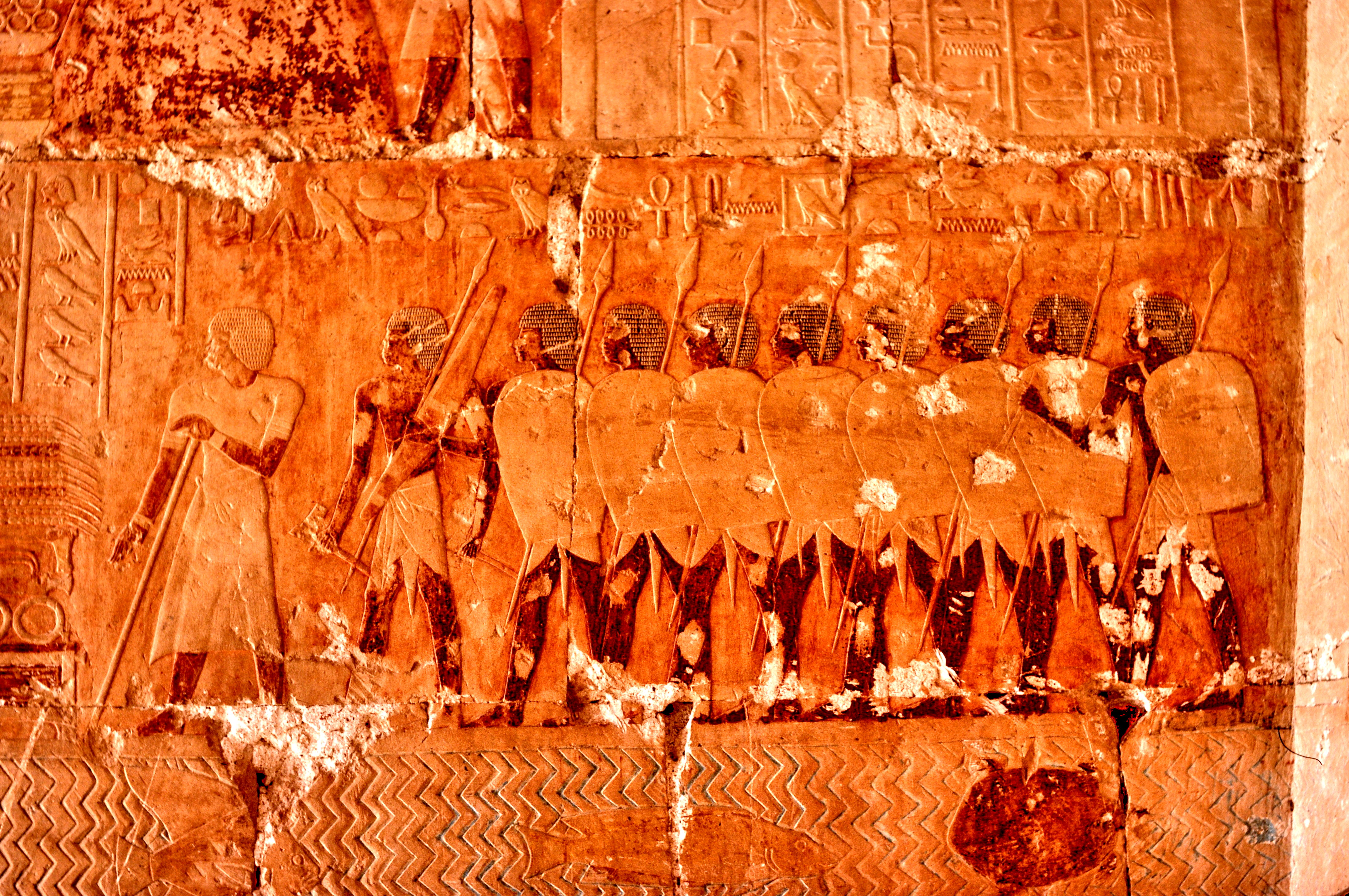
Expedition nach Punt im Totentempel der Hatschepsut

Diese aggressive Außenpolitik stand in scharfem Kontrast zur Politik Hatschepsuts, die ein gewaltiges Bauprogramm durchführen ließ, vor allem in Karnak. Diese Arbeiten leiteten verschiedene Männer, darunter Djehuti, Nomarch des mittelägyptischen Herwer und Schatzhausvorsteher sowie Aufseher des Thot-Tempels von Hermopolis, dann Hapuseneb, Hoherpriester des Amun und Senenmut, ihr oberster Baumeister, Obervermögensverwalter und damit auch ihr engster Vertrauter. Zwar wurden Strafexpeditionen sowohl nach Syrien als auch nach Nubien durchgeführt, doch zur einzigen Eroberung, der von Gaza, kam es erst gegen Ende ihrer Regierungszeit. Eine ihrer größten Unternehmungen fand in ihrem 9. Regierungsjahr statt. Die Expedition nach Punt nimmt bei der Dekoration ihres Totentempels entsprechend viel Platz ein. Die wichtigsten aus Punt eingeführten Güter waren Weihrauch und Ebenholz. Da die Darstellungen den Transport in Töpfen gepflanzter Weihrauchpflanzen zeigen, gilt dies als die erste botanische Sammelreise.

### Thutmosis III. als Alleinherrscher, Amenophis II., Frieden mit Mittani

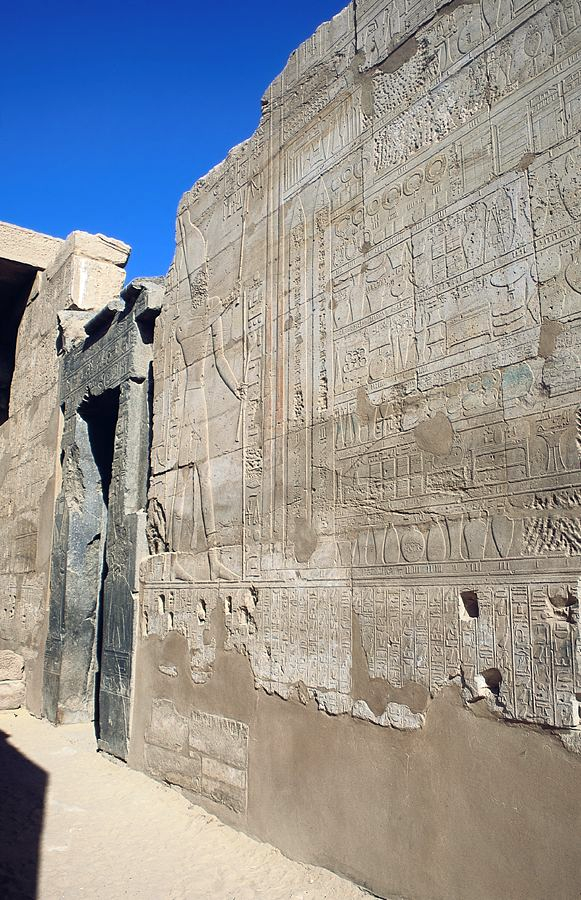
Wand des Annalensaals im Karnak-Tempel, wo sich die Beschreibung der Schlacht bei Megiddo und der Feldzüge Thutmosis’ III. findet.

Unter dem Vorwand, sich bei Scharuhen in lokale Auseinandersetzungen einmischen zu müssen, zog Thutmosis III. nach Gaza. Eher war es wohl so, dass die Oberherrschaft Mittanis den Zugriff Ägyptens auf libanesisches Zedernholz, auf Kupfer und Zinn gefährdete. Die sich anschließenden Kriege dauerten zwei Jahrzehnte an und erfassten ganz Palästina und Syrien. In der Schlacht bei Megiddo und der siebenmonatigen Belagerung der Stadt erbeutete der Pharao 894 Streitwagen, 200 Rüstungen, mehr als 2000 Pferde und 25.000 Tiere. Die Kinder der unterworfenen Herrscher wurden nach Ägypten verbracht, um dort erzogen zu werden. Starb einer ihrer Väter, dann sorgte Ägypten dafür, dass eines dieser Kinder ihm nachfolgte. Trotz einiger Siege über Vasallen Mittanis, wie das wenig bekannte Nahrin, war der Gegner nicht besiegt.
Zunächst kamen Beutestücke, dann verstärkt syrische Handelsgüter nach Ägypten. Schließlich machte sich ein zunehmender kultureller Einfluss geltend, der sich in der Übernahme syrischer Gottheiten, wie Reschef und Astarte äußerte, ein Kult, der sich vor allem seit Amenophis II. ausbreitete. Die drei Frauen von Thutmosis III. trugen asiatische Namen und stammten möglicherweise aus Syrien. Im 51. Herrschaftsjahr machte Thutmosis seinen Sohn zum Mitherrscher. Bereits einige Jahre zuvor hatte die ideologische Bekämpfung des Erbes der Hatschepsut begonnen. Systematisch wurden ihre Tempelanlagen umgebaut, vielfach ersetzte der Name des Pharaos den der Herrscherin. Diese Politik der Auslöschung aus dem Gedächtnis verfolgte auch sein Sohn Amenophis.
Die Milizen wurden zugunsten eines Berufssoldatentums verdrängt, und dessen Einfluss wuchs gegenüber der bis dahin einflussreichen Beamtenschicht. Unter Amenophis II. kam es zu Auseinandersetzungen mit dem Großreich Mittani am oberen Euphrat, Thutmosis IV. schloss Frieden. Dieser wurde mit den Mitteln der Heiratspolitik stabilisiert.
Zwar führte Thutmosis’ Sohn Amenophis II. in seiner knapp dreißigjährigen Regierungszeit einen Feldzug bis nach Qatna in Nordsyrien, und der Fürst von Kadesch schwor einen Treueid, doch blieben die Machtverhältnisse dort unsicher. Als Beute brachte er mit: 6.800 Deben Gold und 500.000 Deben Kupfer, was unter der Annahme, dass ein Deben zu dieser Zeit 91 g entsprach, fast 700 kg Gold bzw. 55 t Kupfer bedeutete. Hinzu kamen 550 Gefangene, 210 Pferde und 300 Streitwagen. In späteren Feldzügen gelangte der Pharao nach Nubien und in seinem zweiten Syrienfeldzug bis nach Megiddo, dessen Fürst gefangengesetzt wurde. Von diesem Feldzug brachte Amenophis als Beute mit: 127 Fürsten aus Retjenu, 179 Brüder der Fürsten, 3600 Aper (Apiru?), 15020 Schasu-Beduinen, 36300 Hurriter und 15020 Leute aus Nuḫašše. Nach diesem zweiten Syrienfeldzug schlossen Ägypten und Mittani Frieden.
Thutmosis IV. heiratete eine Tochter des Mittani-Königs Artatama I. namens Mutemwia. Der Sohn aus dieser Ehe wurde der spätere Pharao Amenophis III. Damit brach er mit der Tradition, dass der König nur der Sohn einer königlichen ägyptischen Frau sein konnte. Außerdem identifizierte er sich mit dem Sonnengott, daher wurde er gelegentlich als Falke dargestellt, dem Symbol des Gottes.
Amenophis III. herrschte 38 Jahre lang vergleichsweise friedlich. Das Land prosperierte, allerdings ist unbekannt, ob dieser Reichtum auch die Armen in der Gesellschaft erreichte. Die Beziehungen zur Ägäis verdichteten sich, erstmals erscheinen Namen wie Mykene oder Knossos in Hieroglyphen. Zu Babylon, Arzawa und Mittani bestanden regelmäßige diplomatische Kontakte in Schriftform, der Hof Amenophis’ III. wurde zu einem Zentrum der Diplomatie. Vor allem mit dem Mittanikönig Tušratta bestanden enge Beziehungen, hingegen verschlechterten sich die zunächst guten Beziehungen zu Babylon unter Burna-buriaš II. Durch den verstärkten Austausch öffnete sich Ägypten in einem bis dahin nicht bekannten Ausmaß den Einflüssen der Nachbarkulturen, akzeptierte einige ihrer Götter und die Pharaonen nahmen sie in den Kreis der Völker auf, für die sie Verantwortung trugen, statt sie weiterhin als Feinde zu betrachten. Sie wurden zu Teilen der Schöpfung des Sonnengottes Re, während die anderen Götter zunehmend zu Aspekten des Gottes wurden. Insgesamt zeichnete sich damit eine Tendenz zum Monotheismus ab. Während Memphis zur Hauptstadt der meisten Pharaonen der 18. Dynastie wurde, entwickelte sich ihr Stammsitz Theben zum religiösen Zentrum.
Der Pharao ließ einen Tempel zu seiner persönlichen Verehrung in Nubien errichten, wahrscheinlich wurde er auch in Ägypten als Gott verehrt. Zumindest ab seinem 30./31. Jahr wurde er als Gott Re in einem königlichen Boot dargestellt. Auch Amenophis’ Frau Teje, die ihn um wenige Jahre überlebte, wurde vergöttlicht. Die Mittaniprinzessin Taduhepa erreichte Ägypten zwar noch, doch war sie bei ihrer Ankunft Witwe, sodass sie Amenophis IV. heiratete.
Insgesamt wurde die Verwaltung, die, bedingt durch die zahlreichen Kriegszüge, lange von Militärs dominiert worden war, unter Thutmosis IV. zunehmend von Bürokraten geleitet. So tauchten weniger Generäle in der Verwaltungs- und Hofhierarchie auf, dafür aber zunehmend „königliche Schreiber“. Im Alten und im Mittleren Reich hatte es zudem nur einen Tjati gegeben, im Neuen Reich hingegen für die Reichsteile Ober- und Unterägypten jeweils einen dieser höchsten Beamten, die auch für die Spätzeit belegt sind. Er war der Mittelsmann zwischen dem Pharao und den Beamten und zugleich die oberste Rechtsinstanz sowie Koordinator der von Gaufürsten geleiteten Provinzen.

### Religionskonflikte: Amun und Aton

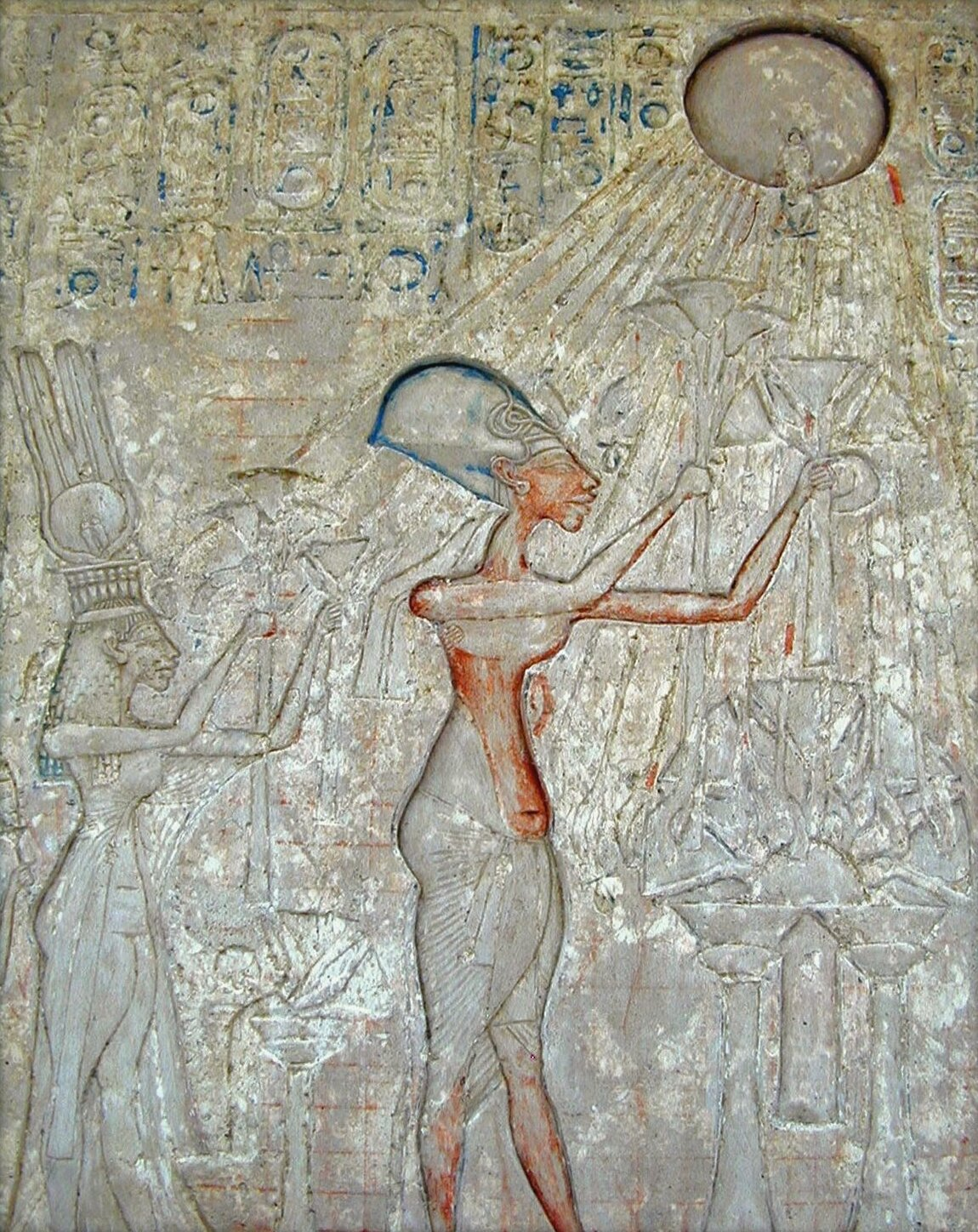
Echnaton und seine Familie in Anbetung des Sonnengottes Aton

In Ägypten bahnte sich ein Religionskonflikt an, der das Land grundlegend veränderte, wenn auch die Herrschaft eines monotheistischen Gottes Aton kaum zwei Jahrzehnte währte.
Da die Amunpriesterschaft in Theben bereits zu mächtig geworden war, begann unter Amenophis III. eine deutliche Abgrenzung gegen den ausschließlichen Amun-Kult. Der König zog sich noch stärker als seine Vorgänger in die frühere Residenzstadt Memphis zurück und hob andere Götter hervor, wie zum Beispiel die Göttinnen Hathor und Mut sowie die Götter Sobek und Aton.
Doch sein Sohn und Nachfolger Amenophis IV. ging ab seinem 5. Regierungsjahr deutlich härter vor. Gesichert ist, dass er in seine neu gegründete Hauptstadt Achet-Aton („Horizont des Aton“) dem heutigen Amarna zog, die allein seinem Hauptgott Aton geweiht war. Zunächst aber entwickelte er eine intensive Bautätigkeit in Karnak, dem Hauptzentrum des Amunkults, doch galt die dortige Verehrung dem stark veränderten Sonnengott, der „lebenden Sonnenscheibe“, Aten. Auch sein Vater erscheint in seinen späten Jahren bereits auf einer Statue als „blendender Aten“. Doch der Sohn ersetzte den falkenköpfigen Pharao, über dem die Sonnenscheibe schwebt, durch eine Sonnenscheibe, von der Strahlen ausgehen.

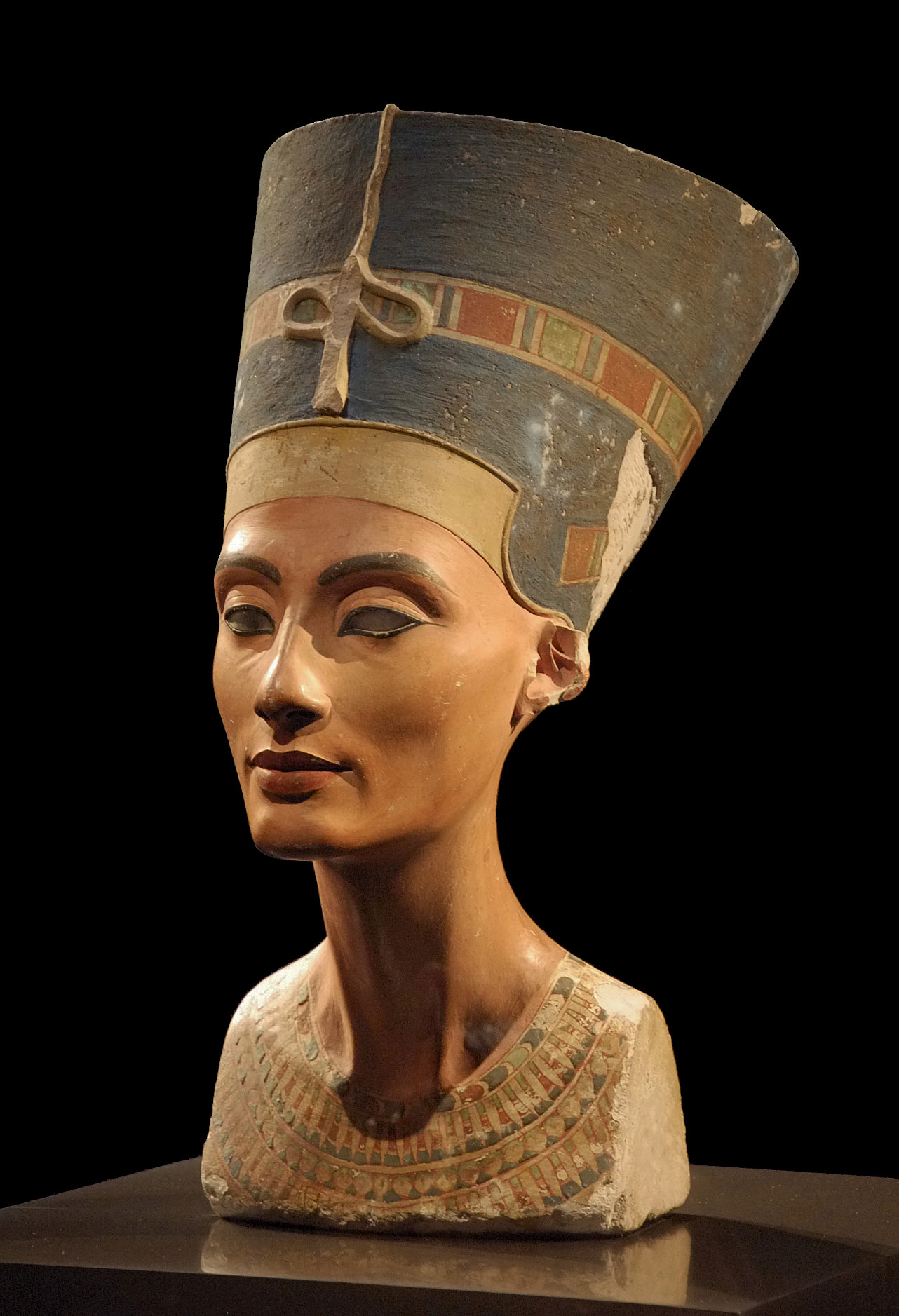
Büste der Nofretete („Die Schöne ist gekommen“).

Auch spielte seine Frau Nofretete eine herausgehobene Rolle: Sie durfte Rituale durchführen, die bis dahin den Pharaonen vorbehalten waren. Das Paar schlüpfte in die Rolle des von Atum, dem ursprünglichen Gott hervorgebrachten mythischen Zwillingspaares Schu und Tefnut. Schu war der Herrscher der Luft, Brudergemahl der Tefnut und Vater der Nut – Göttin des Himmels – und des Geb – Gott der Erde.
Im frühen 5. Jahr seiner Herrschaft brach das Paar mit dem Hergekommenen. Amenophis IV. begann auf unbebautem Boden eine neue Hauptstadt für Aton und seine Kinder zu bauen, in die er spätestens drei Jahre später umzog. Er nannte sich nun Echnaton, „der für Aton handelt“ oder die „schöpfende Manifestation des Aton“. Alle Bauarbeiten in Theben wurden eingestellt, was allein schon einem enormen wirtschaftlichen Schaden gleichkam. Mit der Stadtgründung folgte er dem Beispiel seines Vaters, der ebenfalls eine neue Residenz in Malkatta gegründet hatte. Schließlich wählte er jedoch einen anderen Ort aus, 400 km nördlich von der ehemaligen Hauptstadt Theben, auf einer am Ostufer des Nils von Felsformationen umgebenen Sandfläche. Zwischen Memphis im Norden und Theben im Süden glaubte Echnaton, in einer der dortigen Felsformationen das Hieroglyphenzeichen für „Horizont“ (= Achet) mit der mythologischen Bedeutung von „Anfang und Ende“ zu erkennen, als er mit einem Streitwagen flussabwärts gezogen war. Im 9. Jahr seiner Herrschaft begann Echnaton, die anderen Götter zu bekämpfen, er ließ ihre Symbole entfernen. Die staatlichen Tempel wurden geschlossen.
Echnaton galt lange als friedfertig, doch für die Durchsetzung seines Programms musste er auf die Armee zurückgreifen, ohne die sich die abrupten Veränderungen nicht hätten durchsetzen lassen. Zudem entsandte er im 12. Jahr eine Armee nach Nubien, um einen Aufstand niederzuschlagen. Doch in diesem Jahr besiegten die Hethiter den König von Mittani, so dass das seit Jahrzehnten stabile Machtgleichgewicht zerfiel, auch wenn die ägyptische Armee durch kleinere Unternehmungen versuchte, die lokalen Herren daran zu hindern, die Seite zu wechseln. Der Hethiterkönig Šuppiluliuma I. hatte Echnaton zu seiner Thronbesteigung brieflich gegrüßt. Zur Einweihung der neuen Hauptstadt Achet-Aton war eine hethitische Delegation mit Geschenken erschienen, doch wenig später fragte der Hethiterkönig, warum man seine Briefe nicht beantworte.
Mit dem Fall Mittanis wurde die Lage in Syrien kompliziert. Abdi-Aširta und sein Sohn und Nachfolger Aziru herrschten seit längerer Zeit am oberen Orontes über das Reich der Amurriter. Sie und der syrische Fürst Aitakama von Kadesch wechselten die Seite, Aziru eroberte zusammen mit den Hethitern Nij und drang gegen die Stadt Tunip vor. Die Stadtältesten riefen den Pharao um Hilfe an. Auch Rib-Addi aus Byblos bat Echnaton wiederholt um Hilfe gegen die Truppen Azirus bei dessen Angriff auf Simyra, aber ebenso vergeblich. Mehr als 60 Schreiben des Rib-Addi mit der Bitte um Hilfe sind in Amarna gefunden worden.
In Palästina regte sich der Widerstand unter den Apiru, die Megiddo, Askalon und Gezer bedrohten und letztlich unter ihre Kontrolle brachten. Die Hilferufe aus dieser Region führten zu erfolglosen Maßnahmen durch den Pharao. In dieser Zeit fand der Aufstieg des Offiziers Haremhab zum späteren Pharao statt.

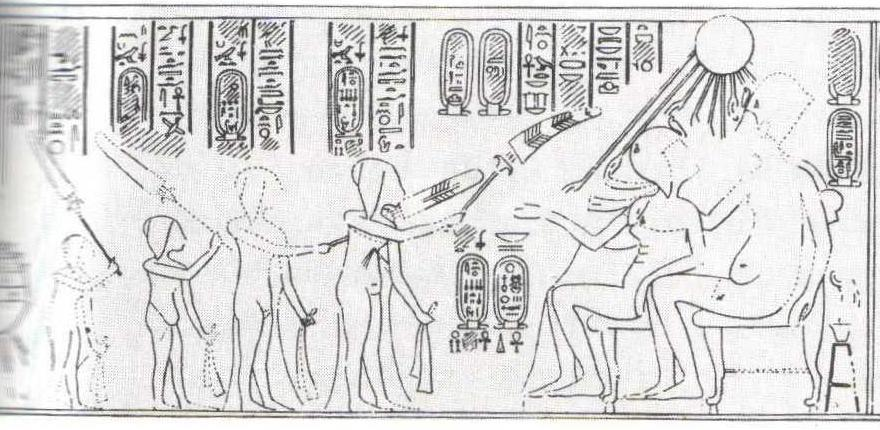
Familienszene im Grab des Huja mit den vier ältesten Töchtern der Nofretete

Nofretete als Hauptfrau des Pharaos wurde zu einer Art Mitregentin und zumindest mit den pharaonischen Machtsymbolen ausgestattet. Später wurde sie sogar in den Felsengräbern von Amarna zusammen mit Echnaton mehrfach in einer Art abgebildet, dass Forscher sogar eine dominante Mitregentschaft von Nofretete in den späten Regierungsjahren von Echnaton annehmen. Sie brachte zwar sechs Töchter zur Welt, jedoch nicht den späteren Thronfolger Tutanchamun. Echnaton starb im 17. Jahr seiner Herrschaft, möglicherweise war seine Frau bereits einige Jahre früher gestorben.
Wahrscheinlich waren von den Religionskämpfen vor allem die Machteliten und die Tempel betroffen, weniger das übrige Volk. Selbst in Amarna fanden sich Votivgaben, Stelen und Wandmalereien, die Götter und Göttinnen nennen, die spezifische Aufgaben hatten, wie etwa Bes, der für die Geburt zuständig war, aber auch Thot oder lokale Gottheiten, ja, selbst Amun. Ähnliches galt für die Verwaltung. Zwar ging einer der beiden Tjati nach Amarna, doch der zweite blieb in Memphis, der Stadt, die bis zu den Ptolemäern ihre Bedeutung behielt.

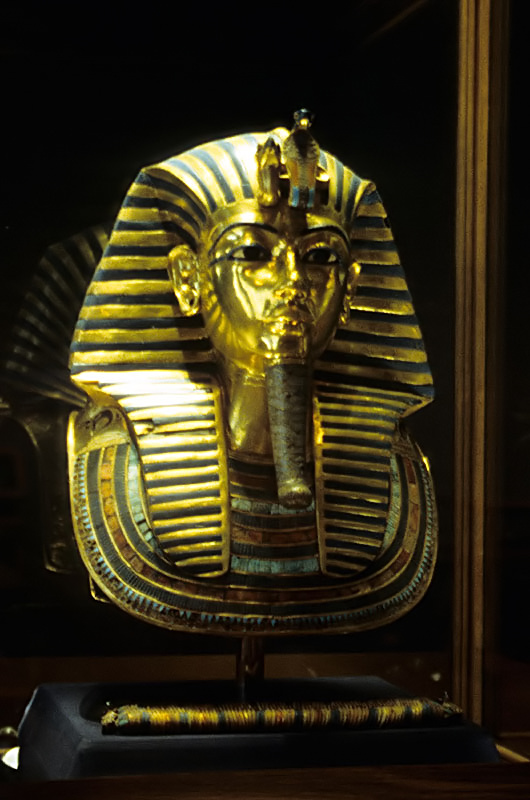
Totenmaske des Tutanchamun

Nach dem Tod des Königs versuchten die neuen Machthaber zu den alten Verhältnissen zurückzukehren und die Macht der alten Götter wiederherzustellen. Tatsächlich wurden unter Tutanchamun, der vier Jahre nach dem Tod Echnatons Pharao wurde, und Eje II. auch einige der neuen Einflüsse, wie zum Beispiel in der Kunst, beibehalten, jedoch war der Hass auf Echnatons scharfen Bruch mit den Traditionen so stark, dass man versuchte, die Erinnerung an diese Zeit auszulöschen. Der Pharao änderte seinen Geburtsnamen von Tutanchaton (lebendes Abbild des Aton) in Tutanchamun (lebendes Abbild des Amun oder zu Ehren des Amun). Im zweiten Regierungsjahr gab er Echnatons Hauptstadt auf und der Hof zog nach Memphis um.
Der Übergang vollzog sich jedoch recht langsam. In Tutanchamuns Grab befinden sich zahlreiche Gegenstände, auf denen das Motiv der Amarna-Zeit, Aton als lebensspendende Sonnenscheibe, zu sehen ist. Der Thronsessel, den Tutanchamun in seinen ersten Regierungsjahren benutzte, weist in die gleiche Richtung. Tutanchamun starb jung. Die Computertomografie von 2005 ergab ein Todesalter von 18 bis 20 Jahren.
Nach der Amarnazeit wurde Osiris als nächtliche Manifestation des Re besonders verehrt. Die Grabmale wurden nun wie Tempel gestaltet, die Lebensläufe an den Wänden wichen weitgehend Darstellungen, wie der Tote Osiris oder Re anbetet, Szenen, in denen der Tote dem Pharao Gaben überreicht, verschwinden vollständig. Die Stellung des Pharaos zwischen den Toten und den Göttern verschwand. Zwei Jahrhunderte später regierte Amun selbst über das Land, er intervenierte über Orakel. Der Schatzhausvorsteher Maya organisierte die Zerstörung der Atontempel und die Wiederherstellung der Besitzverhältnisse zugunsten der Amuntempel sowie den Wiederaufbau der Arbeitersiedlung von Deir el-Medina.

### Konflikt mit Hethitern, Wiederherstellung der Amunsherrschaft
Amenophis III. knüpfte mit König Tarḫundaradu von Arzawa in Westanatolien Kontakte an, das anscheinend zur Eroberung des Hethiterreichs ansetzte. Doch Šuppiluliuma I., der Sohn des hethitischen Königs, setzte sich gegen diese Koalition durch. Besonders heftig wurden die Auseinandersetzungen zwischen den Großreichen in Syrien, bei denen Ägypten unter Thutmosis III. und Mittani wichtige Rollen spielten. Šuppiluliuma I. nahm den Kampf gegen Mittani, das mit Ägypten verbündet war, wieder auf. Er schloss einen Vertrag mit dem zwischen Ḫatti und Mittani gelegenen Ḫajaša, ebenso wie mit Ugarit, und er bot Babylon ein Heiratsbündnis an.

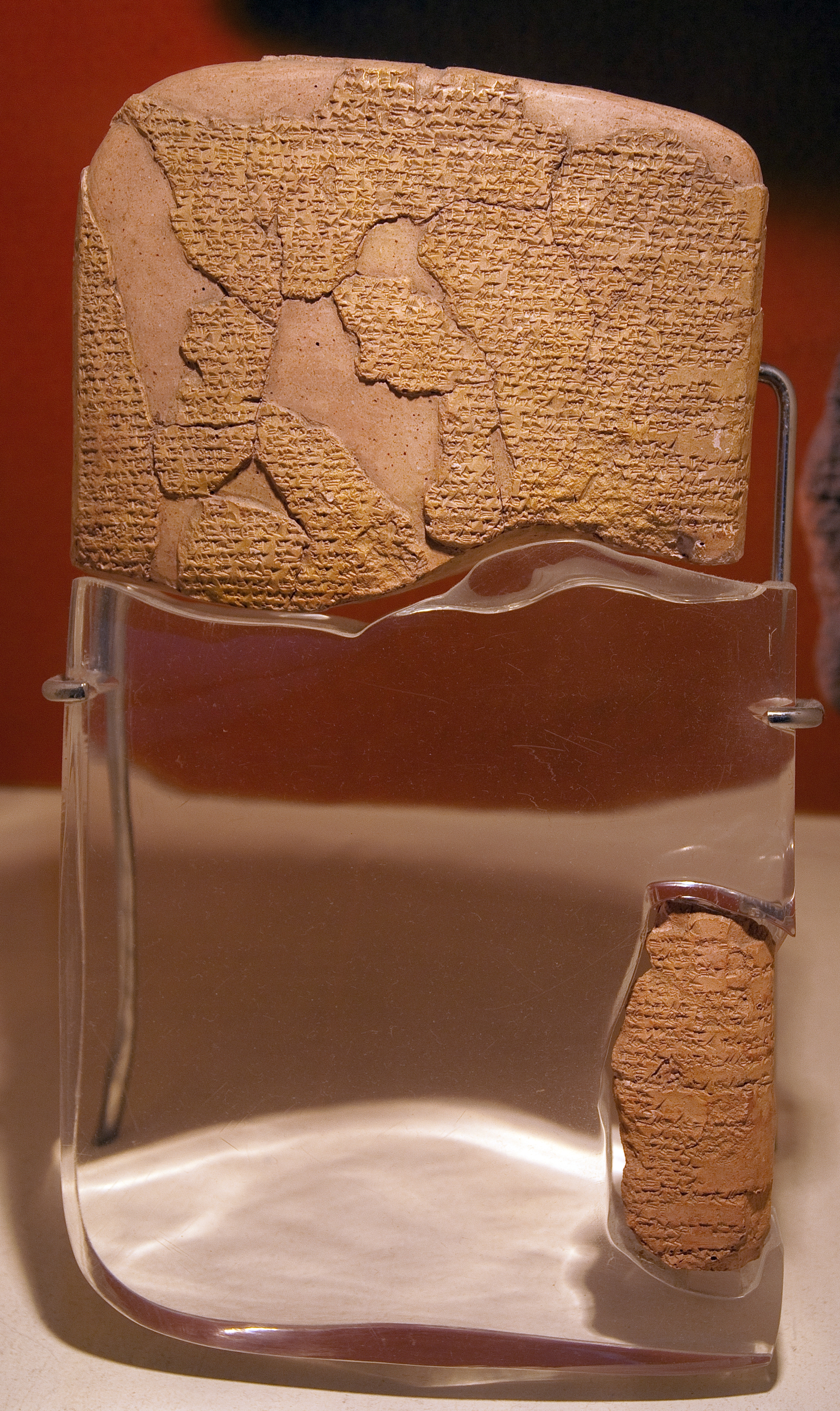
Tafel mit dem Friedensvertrag von Kadesch zwischen Hethitern und Ägyptern

Der Pharaonenthron wurde nun von einem ehemaligen General übernommen; zur selben Zeit wurde die ägyptische Herrschaft in Syrien durch die Hethiter zerschlagen. Ägypten war zu dieser Zeit mit der Amarna-Revolution unter Echnaton beschäftigt und griff daher kaum ein. Die Hethiter zerstörten Qatna, worauf ägyptische Streitwagen gegen Kadesch vorrückten, während Truppen des Mittanireichs die Hethiter in Nordsyrien angriffen. Etwa zur selben Zeit wurde der König von Mittani gestürzt, sein Sohn floh zu Šuppiluliuma und heiratete eine seiner Töchter. Nun zog eine hethitische Armee nach Mittani, eine andere gegen die Ägypter. Die Daḫamunzu-Affäre versinnbildlichte die inzwischen eingetretene Gleichrangigkeit des Hethiterreichs mit dem der Ägypter. Die Witwe des Pharaos wollte einen der Söhne Šuppiluliumas ehelichen, damit die beiden Reiche vereint würden. Dieser eroberte jedoch Karkemiš und setzte seinen Sohn Šarri-Kušuḫ als Vizekönig ein. Nach einer erneuten ägyptischen Gesandtschaft im folgenden Jahr sandte Šuppiluliuma seinen Sohn Zannanza nach Ägypten, der jedoch zu Tode kam, woraufhin die Hethiter das ägyptische Syrien attackierten. König Eje II., der als Nachfolger Tutanchamuns etwa drei Jahre Pharao war, beteuerte zwar seine Unschuld, doch erst als Epidemien das Hethiterreich schwächten, ließen deren Angriffe nach.
König Muwattalli II. geriet gleichfalls in Konflikt mit Ägypten und dessen Pharao Ramses II. Die Schlacht bei Kadesch im Jahr 1274 v. Chr. brachte keine Entscheidung im Dauerkonflikt. Muwattallis Bruder Ḫattušili III. schloss 1259 einen Friedensvertrag.
Haremhab, der schon unter Tutanchamun ein hohes Amt innehatte, war der letzte Pharao der 18. Dynastie. Er ließ viele Überbleibsel der Amarna-Kultur vernichten. Möglicherweise schloss er einen Vertrag mit den Hethitern, sein Versuch, Kadesch zurückzuerobern, scheiterte wohl.
Nach innen legitimierte er seine Usurpation dadurch, dass der Gott Horus ihn auserwählt habe. Amun habe ihn während des Opet-Festes mittels eines Orakels ausgesucht, um ihn später zu krönen. Solch ein Rückgriff auf ein Amunorakel hatte schon Hatschepsut legitimiert. Haremhab suchte sich mit Paramessu, der aus Avaris stammt, persönlich seinen Nachfolger aus, erhob ihn zum Tjati und verlieh ihm militärischen Rang. Paramessu folgte Haremhab nach dessen Tod auf den Thron und nahm den Namen Ramses an.

### Seevölkerwanderung, Ende des Hethiterreichs, Verselbstständigung der Amunpriesterschaft

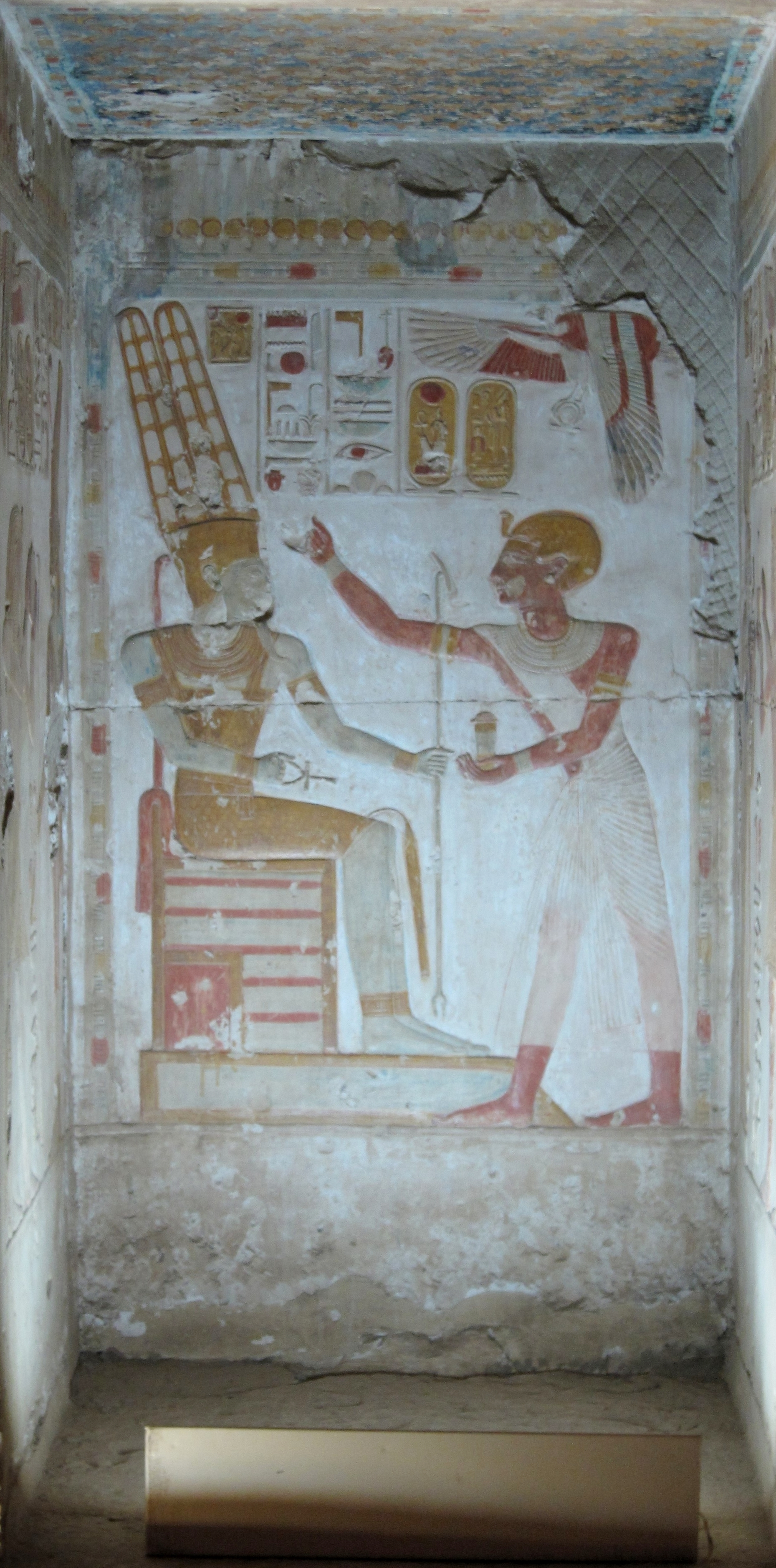
Relief des Königs Sethos I. vor dem Gott Amun-Re im Totentempel des Pharaos in Abydos

Mit der Machtübernahme durch Ramses I. wurde die 19. Dynastie begründet, wenn er auch kaum ein Jahr regierte und die Könige wohl eher Haremhab als Gründer der neuen Dynastie betrachteten. Ramses’ Sohn Sethos I. führte schon in seinem ersten Regierungsjahr einen Feldzug nach Syrien und später auch nach Libyen. Sethos hinterließ aus seiner Amtsperiode Bauwerke fast überall im Lande, stellte die Darstellungen des Amun, die Echnaton hatte zerstören lassen, wieder her und ließ Werke aus der Vor-Amarna-Zeit restaurieren. In Abydos fanden Archäologen das Osireion, das wohl zur Aufbewahrung seines Leichnams bis zur Bestattung 1279 v. Chr. gedient hatte. Dort fand man eine Königsliste, die zeigt, dass die Amarnazeit aus dem Gedächtnis gelöscht werden sollte: auf Amenophis III. folgt Haremhab, dessen Herrschaftsjahren die nun fehlenden Jahre einfach zugeschlagen wurden.
Das nötige Gold und die Arbeitskräfte beschaffte man sich wie gewohnt durch Kriegskampagnen in Nubien, die Rohstoffe kamen von dort und von der Sinai-Halbinsel. In seinem ersten Jahr führte Sethos eine kleine Kampagne gegen die Schasu in Süd-Palästina durch, doch stieß er bald weiter nach Norden vor und besetzte Kadesch. Amurru stellte sich auf die ägyptische Seite, was die Hethiter dazu veranlasste, die beiden Vasallenstaaten erneut zu unterwerfen. Gegen die erstmals aus Westen wohl aus Hunger in das Nildelta vordringenden Libyer setzte Sethos ebenfalls die Armee ein.

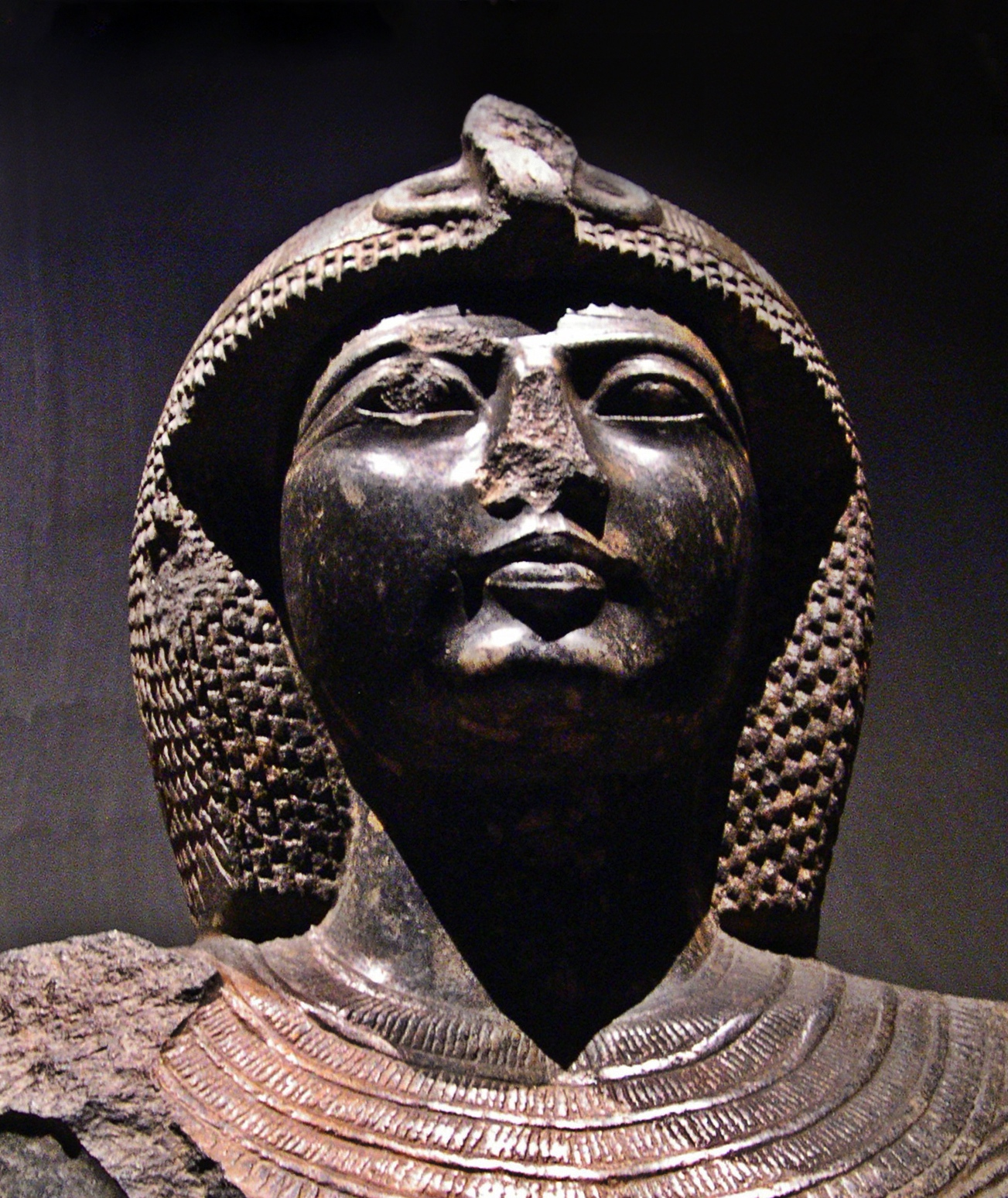
Büste Ramses’ II, Granit, Ägyptisches Museum, Kairo

Sein Sohn Ramses II. regierte für einige Zeit gemeinsam mit seinem Vater. Um zu dokumentieren, dass die dynastische Folge wieder über die leiblichen Kinder zu erfolgen hatte, ließ er seine noch sehr jungen Söhne in bildlichen Darstellungen als Krieger darstellen, die ihrem Vater beistanden. Die potentiellen Erben erhielten fortan den Titel eines Armeeführers.
Im 4. Jahr seiner überaus langen Herrschaft musste er sich mit der Bedrohung durch die Hethiter auseinandersetzen. Amurru unterstellte sich wieder Ägypten, doch im folgenden Jahr zog Ramses wieder über die Grenze. Dort kam es zur Schlacht bei Kadesch. Sie ist an den Mauern der Tempelanlagen von Karnak, Luxor, dem Ramesseum und anderen Tempeln dargestellt und wurde in propagandistischer Absicht als gewaltiger Sieg dargestellt. Doch die Auseinandersetzungen setzten sich über Jahre fort, Kadesch und Amurru gingen endgültig verloren. Nichtsdestotrotz ließ sich der Pharao spätestens im 8. Jahr seiner Herrschaft vergöttlichen, wie eine Kolossalstatue ausweist, die „Ramses der Gott“ genannt wurde.
Als der Hethiterkönig Muršili III. gestürzt und verbannt wurde, woraufhin sein Gegner als Ḫattušili III. König wurde, versuchte Muršili ein Komplott mit Babylonien zu schmieden, an dessen Hof seine Schwester lebte. Der Plan schlug fehl und er wurde nach Alašija (Zypern) verbannt. Von dort floh er in den ägyptischen Teil Syriens. Ḫattušili verlangte seine Auslieferung, die jedoch verweigert wurde. Während der Hethiterkönig den Krieg gegen Ägypten vorbereitete, wurden seine Vasallen von den erstarkenden Assyrern attackiert. So musste er mit Ramses verhandeln. In einem Vertrag wurde festgelegt, dass Muršili fortan in Ägypten zu bleiben habe, wo er sich noch 20 Jahre nach seiner Absetzung aufhielt. Zwar musste Ramses auf Nordsyrien, also auf Amurru und Kadesch verzichten, doch der Handel über den Euphrat bis zum Schwarzen Meer, mit Zypern und dem ägäischen Raum florierte wie seit den Tagen Amenophis’ III. nicht mehr. Im 34. Jahr seiner Herrschaft heiratete der Pharao eine hethitische Prinzessin namens Maathorneferure. Sie war seine dritte Hauptfrau. Ramses hatte wohl über 40 Söhne und eine unbekannte Zahl an Töchtern, für die er im Tal der Könige Begräbnisstätten einrichten ließ. Wie sein Vater setzte er ein gewaltiges Bauprogramm um – wie etwa in Abu Simbel – doch hatte er im Gegensatz zu jenem sehr viel mehr Zeit, denn er regierte 67 Jahre lang. Aus Avaris machte er seine große Hauptstadt, die den Namen Pi-Ramesse erhielt, Haus des Ramses. Dies gab Ramses die Mittel, die Westgrenze gegen die Libyer durch eine Kette von Festungen zu sichern.

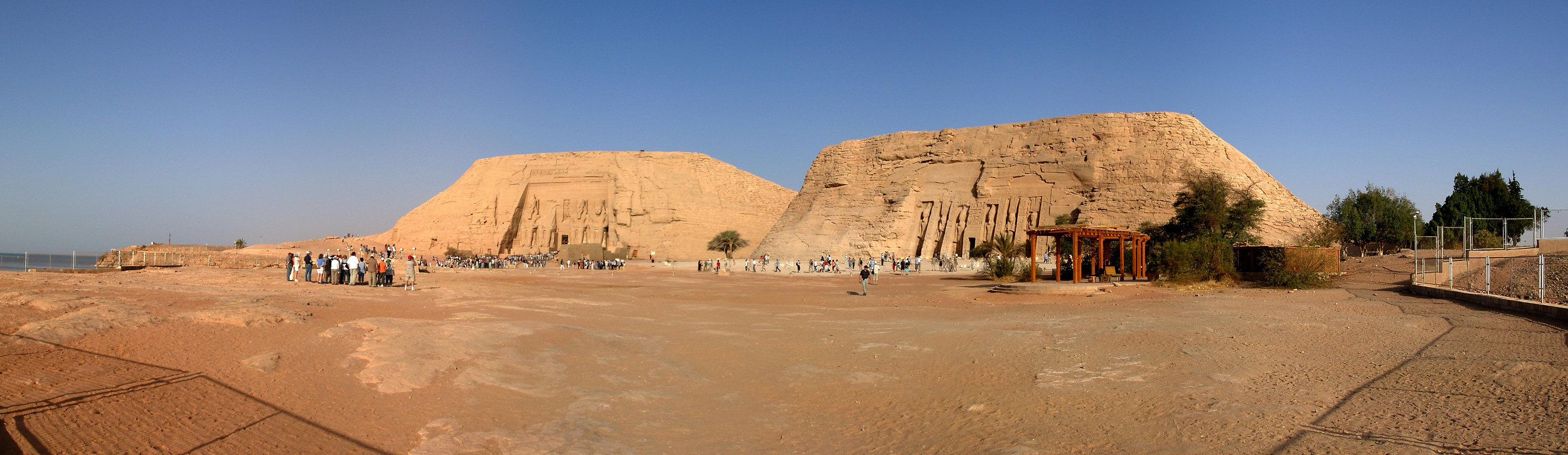
Abu Simbel

Die Bautätigkeit von Ramses II. erreichte ihren Höhepunkt mit dem Bau des Ramesseums und des Tempels von Abu Simbel, den er sich selbst zu Ehren und nicht zuletzt für seine Frau Nefertari errichtete, der ein eigener kleinerer Tempel gewidmet ist. Ramses starb im hohen Alter von 92 Jahren und wurde im Tal der Könige in Grab KV7 beigesetzt.
Unter Merenptah, dem 13. Sohn Ramses’ II., kam es zu Revolten in Palästina, die er jedoch niederschlug. Die Stele des Merenptah erwähnt die Eroberung von Aschkelon, Gaza, Gezer und Yeno’am, Städte, die einst den Hurritern („Hurru“) gehörten, aber nun Teil Ägyptens waren. Auch erwähnt die Stele erstmals nicht nur Israel als Land, sondern als Volk. Es ist auch eine Weizenlieferung an das hethitische Volk überliefert, als in deren Land eine Hungersnot ausbrach. Bei einem zweiten Angriff der Libyer, der zu Zerstörungen in den Westoasen und Nubien führte, war das Eingreifen des Merenptah gleichfalls erfolgreich.
Führer der Invasoren war der Libyerkönig Mereye, der auch „Völker aus dem Norden“ führte, nämlich Hardana, Teresh, Lukka, Shekelesh und Ekwesh, die zu den sogenannten Seevölkern zählen, die die politische und ethnische Lage im gesamten östlichen Mittelmeerraum erheblich veränderten. Sie waren erstmals in Ägypten, genauer zwischen der Kyrenaika und Marsa Matruh, an Land gegangen und verbündeten sich mit den Libyern, so dass eine 16.000 Mann starke Armee zustande kam. Da sie Frauen und Kinder, aber auch ihr Eigentum, dazu Vieh mitgebracht hatten, planten sie wohl, sich in Ägypten anzusiedeln. Merenptah sah sich im Auftrag Amuns, der ihm das Schwert überreicht hatte, womit er eine Art „Heiligen Krieg“ führte. Zwar wurden in der Schlacht, die der Pharao gewann, Tausende getötet, doch wurden auch viele gefangen genommen und im Delta angesiedelt. Ihre Nachkommen sollten zu einem gewichtigen politischen Faktor werden.
Nach seinem Tod im 9. Jahr bestieg Amenmesse den Thron. Amenmesse regierte nur knapp drei Jahre im Süden des Landes, und mit Sethos II. bestieg (gleichzeitig) der Sohn des Merenptah den Thron. Nach dem Tod seines Rivalen ließ er dessen Kartuschen mit seinen eigenen besetzen, der Tote wurde in späteren Texten nur noch als „der Feind“ bezeichnet. Doch auch Sethos’ Herrschaft währte nur sechs Jahre, ebenso wie die seines Sohnes Siptah, der bereits im sechsten Amtsjahr verstarb, und der der Sohn einer syrischen Geliebten namens Sutailja war. Zeitweilig war der Syrer Bay als Kanzler die eigentliche Graue Eminenz im Land. Bay wurde im fünften Regierungsjahr des Siptah hingerichtet.
Tausret, Gemahlin des Sethos und Stiefmutter Siptahs, nahm nun den vollen Titel eines Pharaos an und regierte das Land zwei Jahre lang bis etwa 1186 v. Chr.
Die Machtübernahme durch den neuen Herrscher Sethnacht (1186–1184 v. Chr.) ist weitgehend ungeklärt (20. Dynastie). Auch ist seine Herkunft nicht bekannt. Der Übergang zur neuen Dynastie muss in den Thronwirren nach Königin Tausret erfolgt sein. Die einzigen Quellen sind eine Stele Sethnacht und der drei Jahrzehnte später entstandener Papyrus Harris I, die beschreiben, dass massiver Druck von außerhalb zu einer gesetzlosen Zeit und zur Machtübernahme eines Syrers geführt habe. Ähnlich wie Haremhab sah sich der Pharao von den Göttern berufen, die Feinde zu vertreiben und die Ordnung wiederherzustellen.
Ramses III. (1184–1153 v. Chr.) folgte seinem Vater wenig später auf dem Thron. Er war der wohl letzte Pharao, der die ägyptische Vormacht zur Geltung bringen konnte. In seinem zweiten und fünften Amtsjahr sah er sich mit Einfällen der Libyer bis in das mittlere Nildelta konfrontiert, die sich mit den Mešweš und Seped verbündet hatten. Sie wurden jedoch geschlagen.

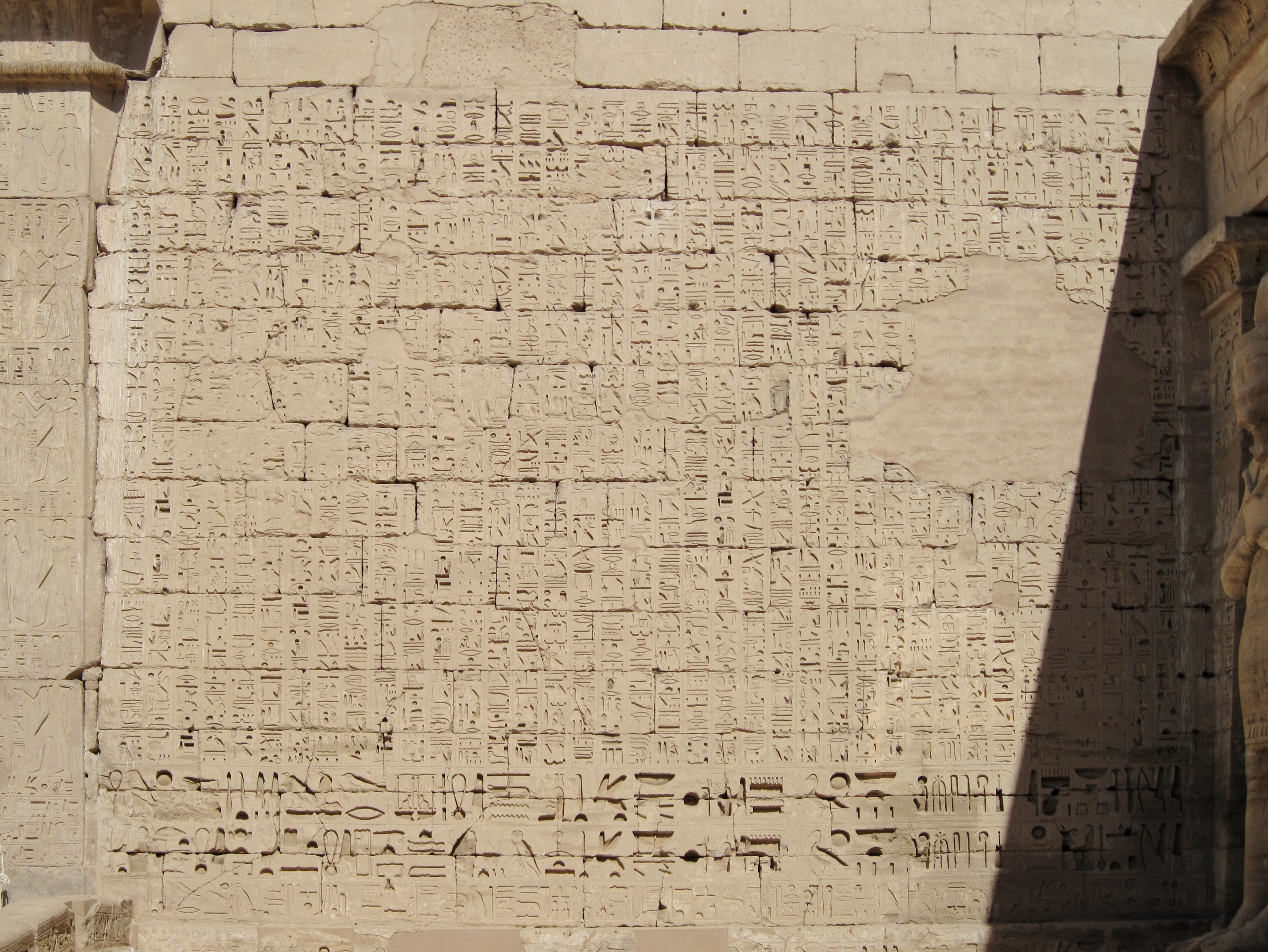
Schilderung des Sieges über die Seevölker im Totentempel Ramses’ III.

Weit gefährlicher wurde die große Völkerwanderung im östlichen Mittelmeerraum. Sie brachte heute als Seevölker bezeichnete Gruppen in Bewegung. Die Angreifer, die als Šikalayau in den Quellen erscheinen, „leben in Schiffen“. Wenig später fanden sich diese Seevölker aus Sizilien, Sardinien, Etrurien, aber auch Männer aus Adana und Philister in Mukiš, nördlich von Ugarit und an zahlreichen anderen Orten bis nach Ägypten. Im Gegensatz zum Hethiterreich überstand Ägypten die Wanderungszüge dieser Völker. In einer Seeschlacht, in der sie im Nildelta in die Falle gelockt wurden, siegten die Ägypter. Den Angriff über Land konnte Ramses bei Djahi in Palästina abfangen, das vielleicht im Gazastreifen lag. Einige Jahre später attackierten Libyer das Nildelta, doch auch sie schlug Ramses zurück.
Als Tjati während der Regierung Ramses’ III. sind Hori und Ta bekannt, Vizekönig von Kusch (also Verwalter der nubischen Provinzen im Neuen Reich und in der ersten Hälfte der Dritten Zwischenzeit) war Hori III. Theben konnte seine Sonderstellung in vielfacher Hinsicht ausbauen. Ihr Bürgermeister war Paser.
Abgesehen von den umfangreichen Schenkungen zugunsten der Götter ist die Innenpolitik nur bruchstückhaft dokumentiert. Seine Großzügigkeit sicherte Ramses die Unterstützung einer mächtigen Priesterschaft. Vor allem die Tempelbezirke in Karnak und Medinet Habu, in Heliopolis und Memphis wurden bedacht. Laut dem Papyrus Harris I, der eine Liste der königlichen Geschenke enthält, besaß allein der Amuntempel in Karnak am Ende seiner Regierungszeit 86.486 Leute, 433 Gärten, 83 Transportschiffe, 46 Werften, 65 Städte und Dörfer, davon neun in Palästina, 421.362 Rinder, sowie einen Bodenbesitz von 864.168 Aruren, was mit rund 2500 km² einem Zehntel des gesamten Ackerlandes entsprach. Unter den Nachfolgern vergrößerte sich der Besitzstand des Amun-Re noch erheblich durch weitere Zuwendungen, Immunitäten und Sonderstiftungen, so dass gegen Ende der 21. Dynastie die Domäne des Gottes nahezu deckungsgleich mit Oberägypten war. Schon zu Ende der Regierungszeit Ramses’ III. gehörte ein Drittel des Ackerlandes ganz Ägyptens den zahlreichen Tempeln, davon drei Viertel dem Amun-Tempel von Theben. Zu diesem Zeitpunkt war der Hohepriester des Amun-Re faktisch Herrscher von Theben, während der in Tanis oder Memphis residierende Pharao nur noch nominell als König von Ober- und Unterägypten galt. Unter diesen Umständen war eine geregelte „Staatsfinanzierung“ unmöglich. Die monatlichen Getreidemengen, die den Arbeitern in Deir el-Medina zustanden, verzögerten sich, im 29. Herrscherjahr kam es zu dem Streik von Deir el-Medineh.

### Thronstreitigkeiten, Versorgungskrise, Abspaltung der Amunpriesterschaft

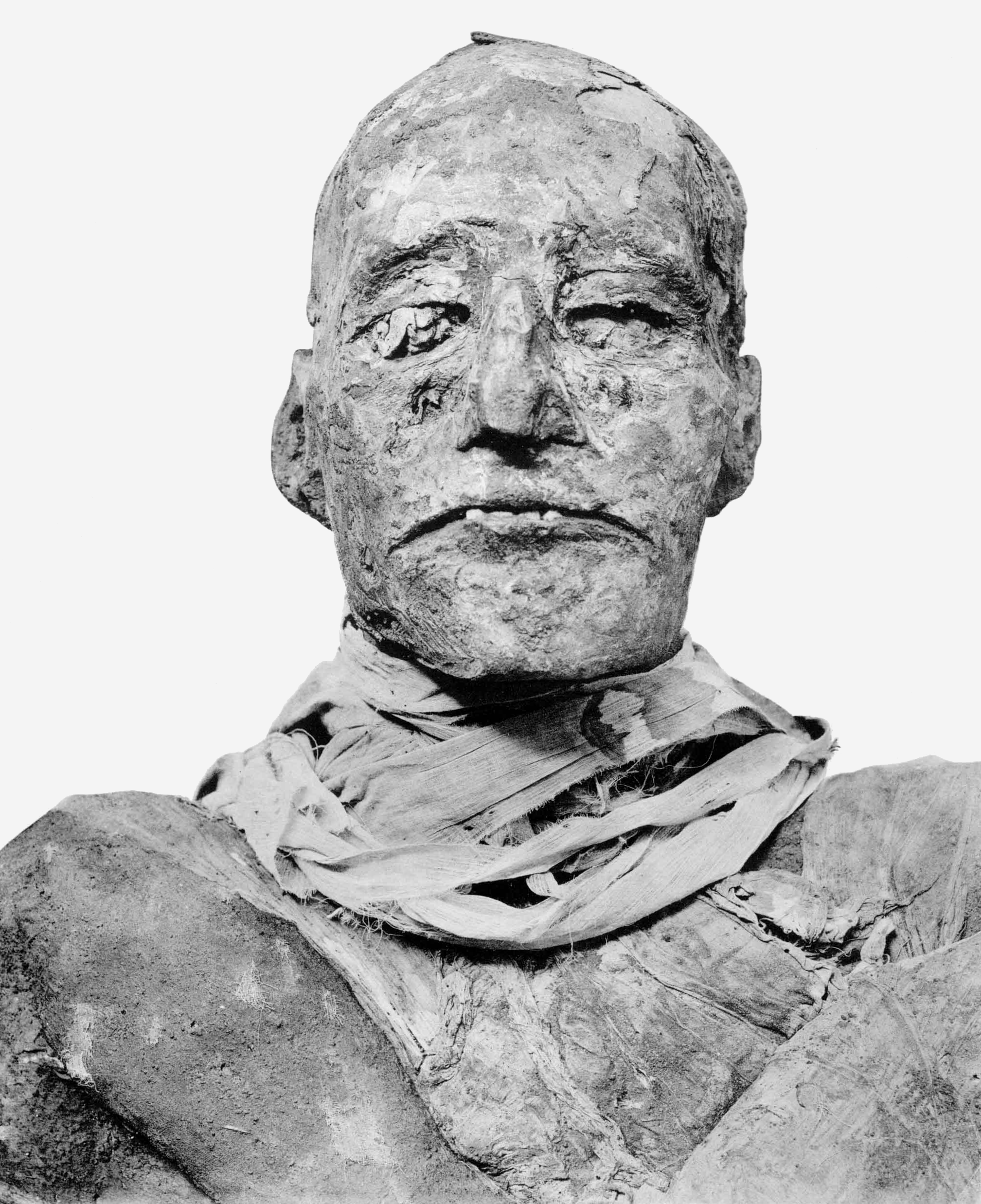
Kopf der Mumie Ramses’ III.

Untersuchungen am Leichnam Ramses III. erwiesen eine 7 cm breite Wunde am Hals. Speiseröhre, Luftröhre und alle Blutgefäße bis zum siebten Halswirbel waren durchtrennt. Bei der Einbalsamierung wurde ein Horusamulett mit einem Durchmesser von 15 mm in der Wunde platziert, was der Heilung von Wunden dienen sollte.
Ramses IV. ließ die Verschwörer bestrafen. Der Papyrus Harris I erwähnt, dass am Ende der Regierungszeit seines Vorgängers noch neun Städte aus Kanaan zum thebanischen Amuntempel gehörten und dass der Bau eines Tempels in Gaza geplant war. Auch wurden die Minen im Sinai weiterhin aufgesucht und die Lieferrouten im südlichen Kanaan fortwährend kontrolliert. Es existieren keine Hinweise auf militärische Operationen, jedoch wurden in Amara-West hieratische Stelenfragmente gefunden, die auf mögliche militärische Operationen im dritten Herrschaftsjahr Ramses’ IV. hindeuten.
Unter Ramses V. entstand der Papyrus Wilbour. Der zweiteilige Papyrus listet einerseits über 2.800 vor allem zu Tempeln gehörige Landparzellen zwischen dem heutigen al-Minya und al-Fayyūm auf, andererseits das Kronland. Jeder Abschnitt ist in fünf Unterabschnitte aufgeteilt, wobei die ersten drei den thebanischen, heliopolitischen und memphitischen Tempeln zugeordnet sind, der vierte kleineren Tempeln und der fünfte weltlichen, meist königlichen Besitzern. Ramses VI. setzte in Theben seine Tochter Isis in Anwesenheit seiner Mutter Isis-Tahabasillat und des Tjati Nehi als Gottesgemahlin des Amun ein. Er war der letzte Pharao, der in Palästina erwähnt wurde.
Unter Ramses VII. stiegen die Getreidepreise drastisch, wie Dokumente aus der Arbeitersiedlung von Deir el-Medina zeigen. Infolge der Teuerung kam es zu Plünderungen der Nekropole, die unter Mitwirkung der lokalen Autoritäten stattfanden. Schon unter Ramses III. war es erstmals zu organisierten Streiks der Arbeiter gekommen. Diese Krise steigerte sich unter Ramses IX. Einfälle von Libyern bis nach Theben, die Korruption der Staatsdiener, an ihrer Spitze der Bürgermeister von Westtheben Pawera, sowie die Plünderung königlicher und privater Gräber durch organisierte Banden gelten als Krisenanzeichen. Von der Arbeit der Untersuchungskommission und den Grabräuberprozessen berichten mehrere Papyri, darunter der Papyrus Abbott. Die Täter wurden gepfählt, doch kam es zu weiteren Plünderungen.
Eine Außenpolitik war kaum mehr möglich, die Einheit des Landes zerbrach endgültig. Ramses XI. regierte den Norden von seiner Hauptstadt Pi-Ramesse aus, im Süden dominierte der Hohepriester des Amun Amenhotep (er stellte sich auf zwei Reliefs genauso groß dar, wie Pharao Ramses IX.) Am Ende der 20. Dynastie herrschten bürgerkriegsähnliche Zustände in Oberägypten
Panehesi, der Vizekönig von Nubien, setzte sich in den Besitz der Kornspeicher von Theben, was ihn in offenen Konflikt mit dem Hohepriester des Amun brachte. Dieser rief den Pharao zu Hilfe, was Panehsi veranlasste, nordwärts zu ziehen. Er wurde jedoch von einem Heer Ramses’ XI. besiegt. Wahrscheinlich übernahm der Sieger dieser Schlacht, General Pianch, das Amt des Hohepriesters. Schon Ramsesnacht hatte sich über Verwandtschaftsbeziehungen ein Imperium aufgebaut und das Amt, das sich dem Pharao nach und nach entzog, an seine Söhne vererbt. Ab dem 19. Jahr der Regierung Ramses XI. (1099–1069 v. Chr.) übernahm Pianchs Schwiegersohn Herihor die Regierung in Theben. Herihor herrschte unabhängig vom Pharao über den Süden Ägyptens, als Hohepriester des Amun und als Vizekönig von Kusch. Als Ramses XI. starb, beanspruchte er dessen Herrschertitel. Unklar ist, ob Smendes I., der sich in Unterägypten ebenfalls selbstständig machte (21. Dynastie), Herihors Sohn war. Da die Kräfte für die gewohnten Plünder-, Raub- und Handelszüge nach Nubien nicht mehr genügten, begann eine Epoche von rund einem Jahrhundert, in dem man sich beim Gold der Ahnen im Tal der Könige bediente. Bis auf wenige Ausnahmen, darunter ausgerechnet die Gräber der Amarnakönige Echnaton und Tutenchamun, wurden fast alle Gräber geplündert.

## Dritte Zwischenzeit

Ungefähre Machtsphären der Teilreiche

Erneut bildeten sich verschiedene Königshäuser heraus, die in den Städten Memphis, Tanis, Bubastis, Herakleopolis, Hermopolis und Leontopolis residierten. Hinzu kam das Ausgreifen nubischer Herrschaften von Süden her, wo sich neben der thebanischen Priesterschaft das Reich von Kusch etablierte. Mit dem Beginn der nubischen Herrschaft endete die Zwischenzeit. Doch die Veränderungen waren diesmal grundlegender, und zwar sowohl in organisatorischer, als auch in gesellschaftlicher und kultureller Hinsicht. Dennoch stellte die Phase keineswegs, wie der Name vermuten lassen könnte, die Ausnahmesituation zur ruhigen pharaonischen Herrschaft dar. Sie war sogar vergleichsweise friedlich, die Veränderungen, die sie brachte, waren vielfach langlebig. Zugleich ist die Quellenlage sehr viel ungünstiger. Keine Königsliste umfasst die Könige der 21. bis 25. Dynastie, Manetho, dessen Quellen eher der Deltaregion angehören, liefert ein höchst unvollständiges Bild, die Chronologie kann nur aus verstreuten Funden und dem Abgleich mit nahöstlichen Quellen einigermaßen gesichert werden; noch schlechter sieht es bei der Wirtschaftsgeschichte aus, da entsprechende Papyri aus der Verwaltung extrem selten sind.

### Die thebanische Priesterschaft
Auf Pianch, dem es nicht gelang, Nubien zurückzuerobern, womit auch der Zugang zu den dortigen Mitteln verloren ging, folgte sein Schwiegersohn Herihor. Dieser tauchte zwischen dem 12. und 19. Regierungsjahr Ramses’ XI. in Inschriften auf. Er schwang sich nicht nur zum Vizekönig von Nubien auf, sondern hatte auch das Amt des Tjati inne. Seine Machtstellung zeigt sich darin, dass er seinen Namen in einer Kartusche schreiben ließ, wie etwa an den Tempelwänden des Chons-Tempels in Karnak, den er selbst errichten ließ. Möglicherweise war seine Frau Nodjmet eine Schwester Ramses’ XI., womit sein Aufstieg über Einheirat in die Herrscherfamilie erklärbar wäre.
Sein Nachfolger Pinudjem I., Amunspriester unter Smendes I., machte sich einen Namen durch die Restaurierung von Königsmumien, auf denen sein Name auftaucht. Seine größte Fälschung ist jedoch sein Namenszug auf der kolossalen Sitzstatue Ramses’ II. im Vorhof des Tempels von Karnak. Pinodjem war mit Henuttaui, einer Tochter Ramses’ XI. verheiratet. Psusennes I., der dritte König der 21. Dynastie, war einer seiner Söhne, womit die Familie zeitweilig Ober- und Unterägypten dominierte. Mencheperre und Masaharta, zwei weitere Söhne, wurden seine Nachfolger im Priesteramt.

### Libysche Herrschaft
Die 21. Dynastie gilt als libysche Dynastie. Obwohl in der älteren Literatur erst die 22. Dynastie als die „libysche“ bezeichnet wird, bezeugen Quellen, dass bereits während der 21. Dynastie sowohl das unterägyptische Königshaus als auch die Hohepriester und Militärführer in Theben (zumindest teilweise) libyscher Abstammung sein müssen.
Im Gegensatz zu den Kuschiten passten sich die libyschen Herrscher nicht an die ägyptische Kultur an, weshalb sie in der Ägyptologie als „Fremdherrscher“ bezeichnet werden. Ihre ethnische Grundlage waren die Mešweš oder Ma sowie die Libu, die ihren Schwerpunkt wohl in der Kyrenaika hatten. Sie hatten als Hirtenvolk bereits das Neue Reich bedroht, in ihrer Heimat gibt es allerdings auch Hinweise auf feste Siedlungen. Ihre Führer trugen eine Feder in den Haaren, ihnen waren lange Ahnenreihen, die sich als Signum illiterater Völker deuten lassen, von großer Wichtigkeit. Damit konnte der Gegensatz zu den landsässigen, Literaten, bäuerlichen Ägyptern nicht größer sein. Der ägyptische Zentralismus passte auch nicht zu ihrer familienorientierten, durch Heiratsbündnisse stabilisierten Herrschaftsform, in der einer von ihnen als Oberherr anerkannt wurde, dem aber eine Reihe von mehr oder weniger unabhängigen Lokalfürsten gegenüberstanden. Die wohl früher eingesickerten Mešweš hielten das bessere Land um Mendes, Bubastis und Tanis, die später gekommenen Libu um Imau am Westrand ihres Kernsiedlungsgebietes im westlichen Nildelta. Südlich von ihnen lebten die ebenfalls libyschen Mahasun. Die Gegnerschaft der Ägypter Thebens gegen die Libyer war so stark, dass sie selbst nach der Vertreibung der kuschitischen Monarchen weiterhin nach ihnen datierten. Dies hielten sie bis zur Zeit Psammetichs I. (664-610) durch.

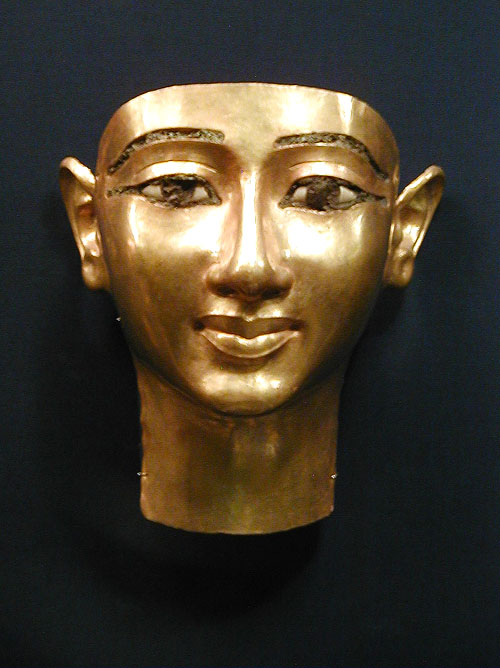
Maske des libyschen Generals Wendjebauendjed

Dennoch fanden die Libyer den herrschaftlichen Rückgriff auf altägyptische Traditionen zumindest nützlich. Doch ihre Vorstellung, dass mehrere Könige gleichzeitig existieren konnten, widersprach diesen Traditionen. Zudem führten nun nicht-königliche Personen Handlungen aus, die bis dahin dem Pharao vorbehalten waren. So wendet sich ein libyscher Häuptling mit seinen Gaben unmittelbar an einen Gott. Auch Tempelzuwendungen, bis dahin nur vom Pharao geleistet, konnten nun von jedem Vermögenden überantwortet werden. Der König war eine Art Feudaloberherr, in dessen Grabkomplex sogar Menschen eine Grabkammer erhalten konnten, die nicht der Dynastie angehörten, wie etwa ein General namens Wendjebauendjed im Grabkomplex Psusennes I.
Die Thronbesteigung des Smendes I. um 1069 v. Chr. kann als Beginn der 21. Dynastie angesehen werden. Es ist möglich, dass er gleichfalls seine Legitimation durch die Heirat mit einer der Töchter Ramses’ XI. erlangte. Er verlegte seine Residenz nach Tanis. Doch residierte der König (auch) in Memphis. Im Kern war spätestens jetzt eine Theokratie entstanden, Amun erteilte den Pharaonen über Orakel Anweisungen.
Unter dem in Tanis regierenden Smendes war Oberägypten politisch und wirtschaftlich nahezu unabhängig und wurde von den Hohepriestern des Amun verwaltet. Der Pharao wurde aber als Oberherrscher anerkannt, was die Inschrift einer Stele in den Steinbrüchen von Dibabieh belegt.

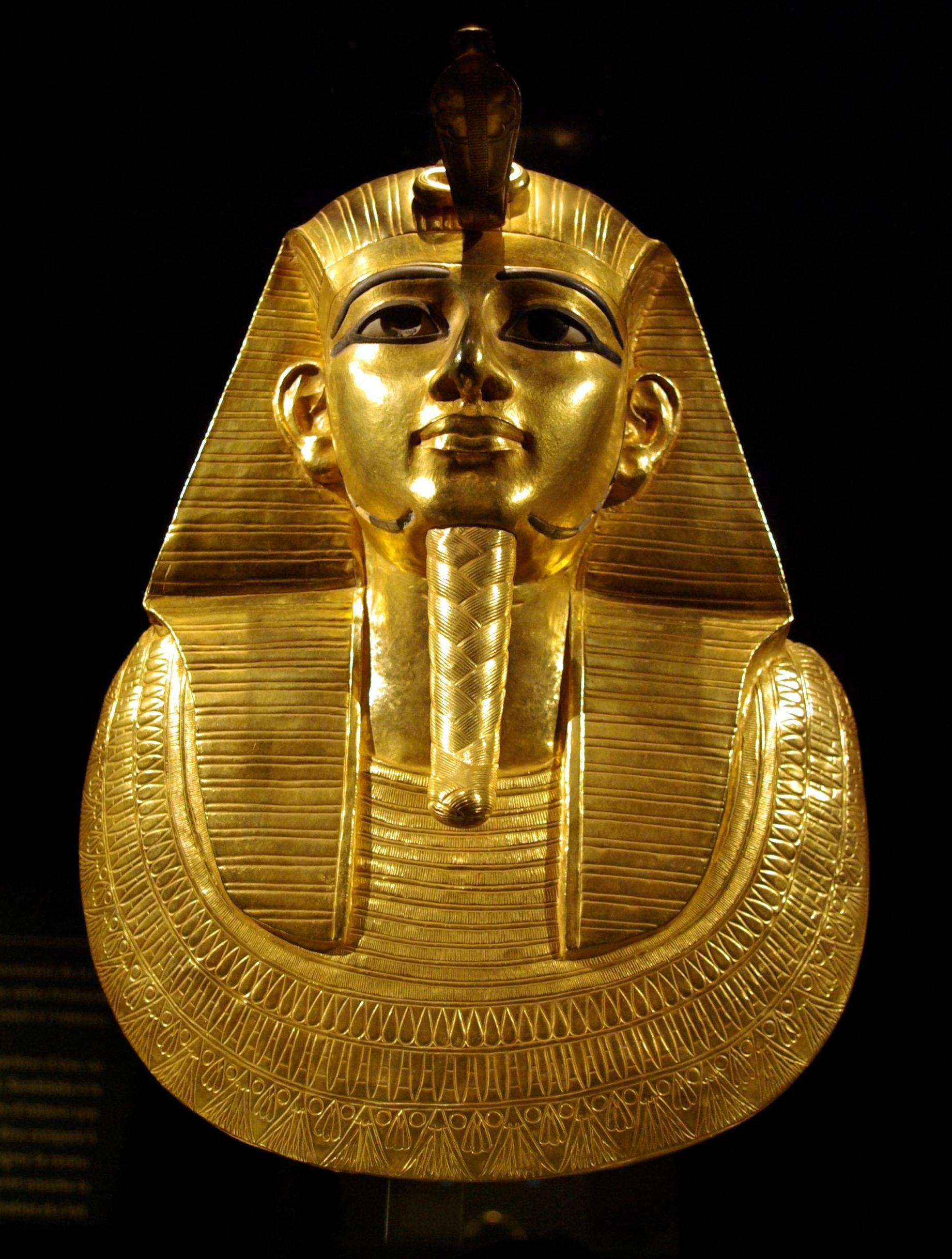
Goldmaske Psusennes' I.

Pinudjem I. wurde etwa zur Zeit der Thronbesteigung Smendes' I. Hohepriester des Amun in Theben und war vielleicht sein Neffe. Die Beziehungen zwischen Tanis und Theben blieben freundschaftlich und waren verwandtschaftlich wohl eng verbunden und wurden durch Eheschließungen weiter gestärkt. Der bekannteste König dieser Dynastie ist Psusennes I. (1039–991 v. Chr.), dessen Goldmaske im Ägyptischen Museum in Kairo liegt.
Erst Siamun (978–959 v. Chr.) nahm den Titel „Pharao“ als Königstitel an. Der alttestamentlich vermerkte Palästinafeldzug, der mit Siamun in Verbindung gebracht wurde, konnte inzwischen Scheschonq I. zugeordnet werden. In dessen Ortsnamenliste tauchte der von ihm zerstörte Ort Gezer ebenfalls auf. Der alttestamentliche Text zu dieser Zerstörung enthält keinen Namen eines Pharaos und wird daher als „nachbearbeitete volkstümliche Überlieferung“ gewertet. Dazu zählt auch die Erwähnung von „Salomos Wiederaufbau von Gezer“, einem späteren Zusatz, sowie der Bericht, dass „Siamuns Tochter Salomos Frau wurde“. Sicherlich zerstörte ein Pharao Gezer und vermählte seine Tochter mit König Salomo. Eine mögliche Verbindung lässt sich jedoch nur zu Scheschonq I. ziehen, der 926 v. Chr. als erster Pharao wieder einen Palästinafeldzug durchführte. Gegen die Herrschaft der Amunpriester in Theben wurde eine formale Grenze bei Teudjoi (el-Hiba) festgelegt, südlich des Zugangs zum Fayyum.
Die 22. Dynastie, die besagter Scheschonq I. (945–924 v. Chr.) gründete, wird häufig als Bubastidische Dynastie bezeichnet. Manetho gibt die Königsabstammung mit der Stadt Bubastis im östlichen Nildelta an. Ihr Begründer war Libyer. Obwohl diese immer wieder von den Pharaonen besiegt worden waren, gelangten immer mehr Libyer in das Nildelta. Möglicherweise stellten sie sogar den überwiegenden Teil der Armee. Er selbst war ein Neffe des Taniten Osorkon des Älteren, seinen Sohn Osorkon (I.) verheiratete er mit Maatkara, einer Tochter des letzten Pharaos der 21. Dynastie Psusennes II. Durch geschickte Familienpolitik gelang es ihm, das Reich unter seiner Macht zu vereinen. Er setzte dazu Familienangehörige wie seine Söhne und seinen Bruder in hohe Ämter ein, unter anderem in das Priesteramt in Theben. Er eroberte in einem Feldzug um 925 v. Chr. Teile des Königreichs Juda, das ihm Tribut zahlte, doch endete damit seine Offensive. Immerhin wurden die traditionellen Handelskontakte mit Byblos wieder aufgenommen.
Die ersten vier Jahre war Scheschonq nur in Unterägypten als Pharao anerkannt. In Oberägypten trug er in dieser Zeit noch den Titel „Fürst der Mešweš“, ehe er im fünften Jahr in Theben als Pharao erwähnt wird. Schwerpunkte seiner Regierung waren die innere Festigung Ägyptens, der Feldzug nach Palästina nach Gaza und Megiddo und die Bautätigkeit insbesondere in Karnak. Sein Sohn Iuput wurde Hohepriester in Theben, Magnaten wurden durch Ehen mit Prinzessinnen an das Herrscherhaus gebunden. Scheschonq stärkt seine Macht, indem er das Amt des Hohepriesters seinem zweiten Sohn Iupet übertrug, und auch die Ämter des 2., 3. und 4. Hohepriesters wurden mit Vertrauten besetzt. Der ältere Sohn Namilt (I.) wurde Statthalter in Herakleopolis.
Scheschonqs Nachfolger konnten nicht verhindern, dass die hohen Priesterämter und die der Verwaltung bald wieder erblich wurden, so dass die Macht wieder starker Zersplitterung unterlag. Das System der Zuwendungen an die Tempel wurde fortgesetzt. Von reichen Schenkungen Osorkons I. im Umfang von 27.000 kg Gold und 180.000 kg Silber an die Tempel zeugt eine Inschrift am Tempel von Bubastis. Osorkon II. besetzte zur Festigung seiner Macht ebenfalls hohe Stellungen mit seinen Söhnen, doch mit der Ernennung von Harsiese, ob durch Osorkon selbst oder durch seinen Vater Takelot I. ist unklar, wurde die Regel gebrochen, dass niemand Hohepriester werden sollte, dessen Vater auch schon Hohepriester war. Harsiese riss tatsächlich im Süden die Macht an sich. Nach dessen Tod setzte Takelot seinen Sohn Namilt (II.), Hohepriester und General in Herakleopolis, als Nachfolger ein.
853 v. Chr. bedrohten die Assyrer unter Salmanassar III. den Nordosten, so dass sich König Osorkon II. genötigt sah, eine Waffenbruderschaft mit Byblos einzugehen, um das assyrische Heer zurückzuschlagen. Dies gelang den Verbündeten in der Schlacht von Qarqar am Orontes.

### Aufstand der thebanischen Priesterschaft, Königreiche von Bubastis, Leontopolis, Sais
Unter Takelot II. kam es 839 v. Chr. zu einem Aufstand der thebanischen Priesterschaft, der von ihm niedergeschlagen wurde. Doch einige Jahre später flammte der Aufstand wieder auf, und er dauerte rund zehn Jahre an. Nach seinem Tod stritten sich die Söhne um den Thron. Der jüngere erklärte sich zum König. Scheschonq III. (825–773 v. Chr.) regierte mehr als ein halbes Jahrhundert lang. Sein älterer Bruder Osorkon IV. wurde 20 Jahre später als Hohepriester von Theben erwähnt.
Während der Regierungszeit Scheschonqs III. begründete Prinz Petubastis I. (818–793 v. Chr.) im mittleren Nildelta die 23. Dynastie, die in Leontopolis residierte. Die Legitimierung der neuen Dynastie kann darin gesehen werden, dass die Amunpriester in Theben zwei Söhne dieser Dynastie in ihre Dienste aufnahmen. Zudem war die 23. Dynastie wohl eng mit der 22. Dynastie verwandt. Um 730 v. Chr. existierten zwei Könige im Delta, in Bubastis und Leontopolis, einer in Hermopolis, dann weitere in Herakleopolis in Oberägypten, hinzu kamen ein „Prinzregent“ und weitere lokale Herrscher, sowie der Herrscher von Sais, Tefnachte.
Auch die 24. Dynastie Tefnachtes (727–720 v. Chr.) regierte gleichzeitig mit der 22. und 23. Dynastie im Nildelta. Er herrschte über das westliche Delta und Memphis. Ihm gelang es, mit den anderen Dynastien einen Bund gegen die im Süden vorrückenden Nubier zu schließen. Allerdings unterlag er um 727 v. Chr. bei Herakleopolis der Streitmacht der Nubier unter Pije.

### Nubische Herrschaft, Unterwerfung der übrigen Dynastien, Assyrer
Der Kult des Amun hatte sich während des Neuen Reichs auch in Nubien etabliert und eine mächtige Priesterschaft hervorgebracht. Genau wie ihr Pendant in Theben begannen die Priester, ihre Namen in Kartuschen zu schreiben. So entstand ein Königreich mit dem Namen Napata unter der 25. Dynastie. Das Zentrum des Amunkults in Nubien war der „reine Berg“, der Jebel Barkal. Flussabwärts vom 4. Katarakt entwickelte sich ein Machtzentrum, dessen erste Herrscher in den Pyramiden von al-Kurru beigesetzt wurden. Auch fanden sich Überreste einer Verteidigungsmauer, so dass der Ort möglicherweise auch die Residenz darstellte. Während die frühen Gräber stark nubisch geprägt waren, sind die älteren von ägyptischen Einflüssen gekennzeichnet. Ende des 8. Jahrhunderts verlagerte sich jedoch der Schwerpunkt nach Napata, das Mitte des Jahrhunderts die Hauptstadt des Reichs von Kusch wurde. Diese Stadt war schon im Neuen Reich das Zentrum des Amunkultes in Nubien. Die dominierende Gruppe in diesem Reich war daher stark nach Ägypten orientiert, zu dem ab 750 v. Chr. wieder direkte Kontakte bestanden.

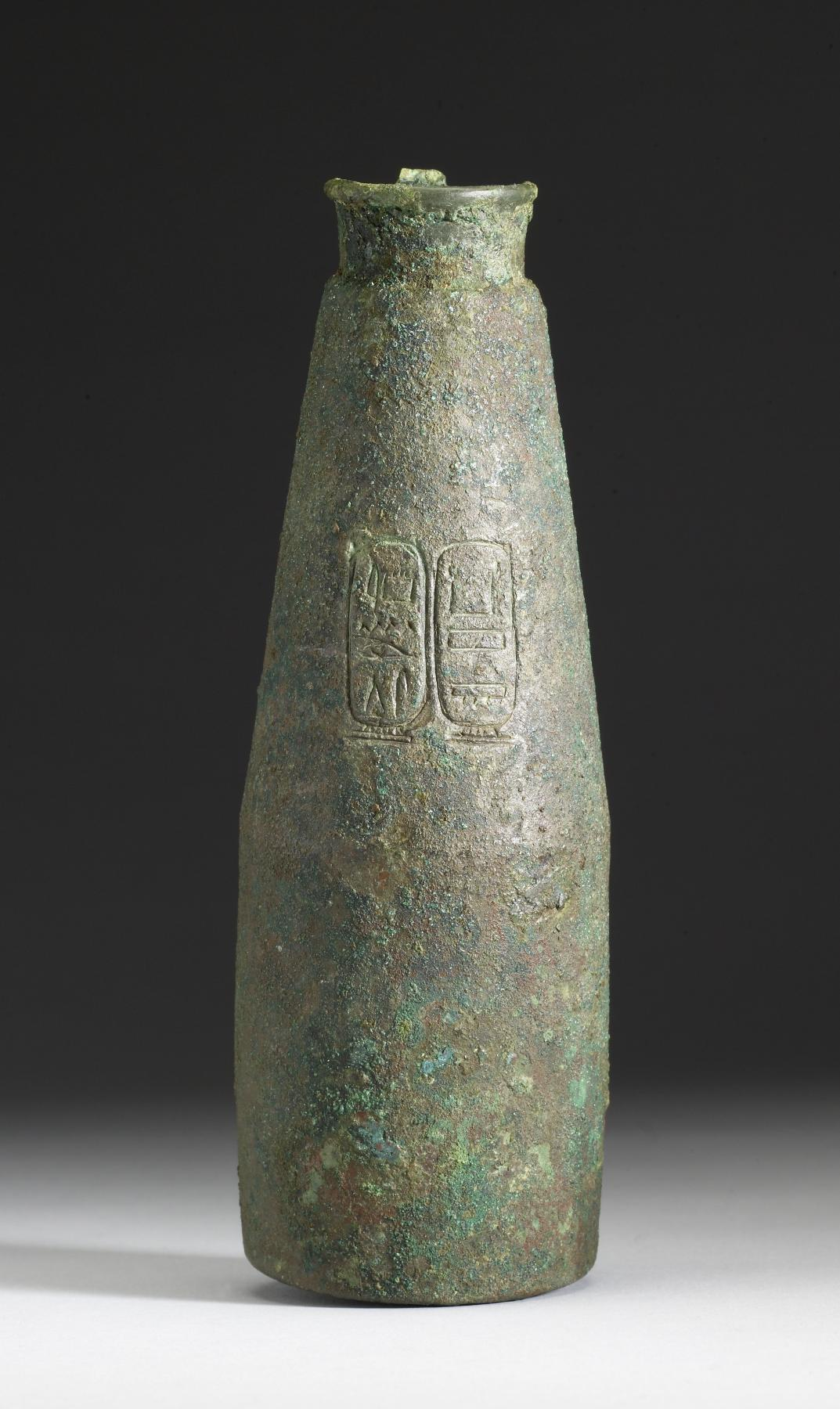
Situla mit den Namen des Königs Kaschta und seiner Tochter Amenirdis

Der nubische Amunspriester Pije oder Pianchi, Sohn des Kaschta, schwang sich durch Heirat mit der Tochter des 7. Königs von Napata gegen 748 v. Chr. selbst zum Herrscher auf und gründete damit die 25. Dynastie. Angesichts der unruhigen Zustände in Ober- und Unterägypten zog er mit seiner Streitmacht in seinem 21. Regierungsjahr gen Norden, um die Macht des Amun wiederherzustellen. In Theben angekommen, zog er die dortige Priesterschaft auf seine Seite, indem er die Göttliche Anbeterin des Amun Schepenupet I. veranlasste, seine Schwester Amenirdis als Nachfolgerin zu adoptieren. Schließlich besiegte er bei Herakleopolis die Allianz der anderen Dynastien. Diese durften, obwohl Memphis Widerstand geleistet hatte, weiterhin als Statthalter ihre bisherigen Gebiete verwalten. Der Pharao von Ägypten und Nubien zog wieder nach Süden, wo er in el-Kurru beigesetzt wurde. Trotz der Orientierung an Ägypten blieben auch nubische Traditionen stark. Nahe seiner Grabpyramide wurden die Lieblingspferde des Königs in eigenen Schachtgräbern stehend und mit dem Kopf nach Süden beigesetzt.

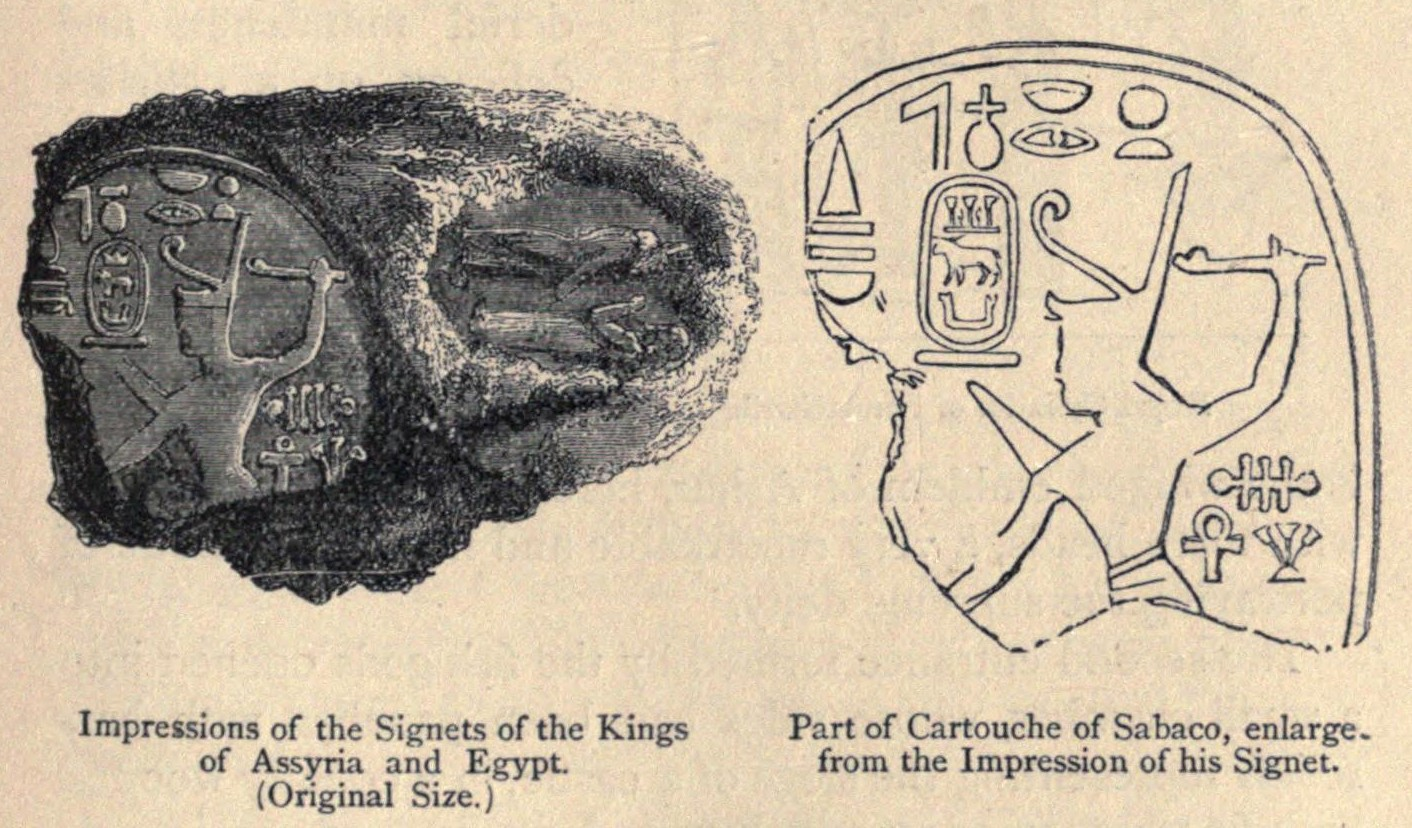
Die Siegelabdrücke von Schabaka und des assyrischen Königs Sîn-aḫḫe-eriba, gefunden in Ninive auf einer Tonbulle

Die 25. Dynastie regierte das Reich (hauptsächlich Oberägypten) von Napata aus. Schabaka, der Bruder des Pije, regierte nach dessen Tod noch 14 Jahre. In seinem zweiten Jahr (716 v. Chr.) eroberte er Ägypten.

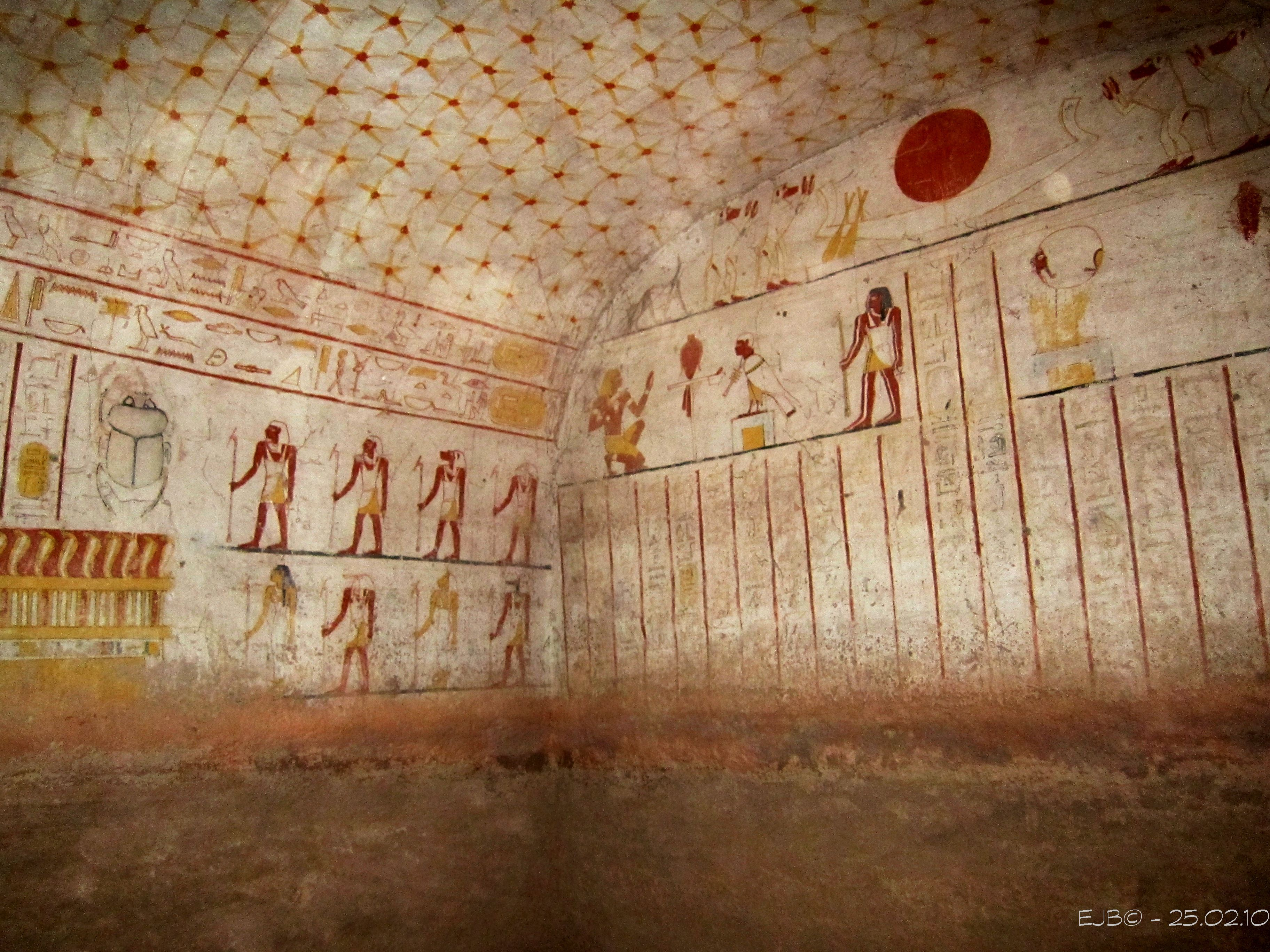
Grabkammer des Tanotamun in el-Kurru

Verstärkt knüpften die neuen Herrscher an ältere Traditionen an, vor allem an die des Alten Reiches. Das galt besonders für Memphis, aber auch für die Grablege in Nubien, wo Pyramiden entstanden, und wo sich die Maler an den Werken des Alten Reiches orientierten, vor allem an Sakkara und Abusir. Zudem benannten sie sich nach früheren Pharaonen und die Inschriftensprache ähnelte man an das Ägyptisch des Alten Reichs an. Auch wurde unter allen wechselnden Herrschern der Apis-Kult in Memphis fortgesetzt.
In Theben wurde das Amt der Gottesgemahlin des Amun von den Prinzessinnen der Dynastie besetzt, die praktisch zu Herrscherinnen Oberägyptens wurden. Die Nachfolgerin wurde jeweils aus der Dynastie ausgewählt, so dass es nicht wieder zu einer lokalen Erblichkeit kommen konnte. Zwar wurde das Amt des Tjati beibehalten, doch verlor es erhebliche Teile seiner Machtausstattung. Hohepriester des Amun wurde wieder einer der Söhne des Herrschers. Doch die meisten dieser Amtsträger wurden nach wenigen Jahren durch andere Familienangehörige ersetzt.
Auf Schabaka folgten die Söhne Pijes Schebitko und Taharqa (690–664 v. Chr.). In seiner Regierungszeit kam es immer wieder zu Konflikten mit Assur, das seine Vormacht im Nahen Osten ausbaute und Babylon unterwarf. Anscheinend eroberte er Memphis und das Delta zurück, wobei der dem Assyrischen Reich loyale Necho I. getötet wurde. Die übrigen Fürsten unterwarfen sich 674 v. Chr.
Nun fiel der Assyrerkönig Asarhaddon in Ägypten ein, eroberte Memphis und nahm fast die gesamte Königsfamilie gefangen. Taharqa selbst konnte allerdings nach Süden entkommen, wenn auch seine Frau und sein Sohn in assyrische Gefangenschaft gerieten. Die Assyrer eroberten Theben. Bis zur Rückeroberung durch Psammetich I. 655 v. Chr. blieb das Delta unter ihrer Herrschaft, die dortigen Fürsten mussten schwören, die Eroberung des Nordens zu verhindern. Der Sohn Nechos, eben jener Psammetich, wurde in die Assyrerhauptstadt Ninive verbracht. Dort sollte er assyrische Sitten lernen, bevor er als Herr von Athribis zurückkehrte. Inzwischen kam es zu neuen kuschitischen Eroberungsplänen, so dass Asarhaddons Sohn Assurbanipal 667 v. Chr. abermals einmarschierte. Nekau von Sais, der spätere Necho I., der dem Aufstand ferngeblieben war, profitierte nun davon und wurde Gouverneur von Memphis. Taharqa starb 664 v. Chr. in Nubien.
Oberägypten wurde faktisch von dem immer noch amtierenden Bürgermeister von Theben Montuemhat und der Gottesgemahlin Schepenupet II. regiert, während Taharqas Nachfolger Tanotamun noch bis 656 v. Chr. formell anerkannt war. Ihm gelang zwar die Rückeroberung Ägyptens bis nach Memphis, doch kurz darauf schlugen die Assyrer unter Assurbanipal zurück. Sie drangen bis zur nubischen Grenze vor und verwüsteten bei diesem Feldzug 652 v. Chr. Theben schwer.

## Spätzeit
Als Beginn der Spätzeit wird im Allgemeinen der Übergang von der nubischen zur saïtischen Herrschaft angesehen. Die Spätzeit schließt auch die Perioden der achämenidischen Fremdherrschaft ein und endet mit der makedonischen Besetzung des Landes unter Alexander dem Großen.

### Assyrer und Saiten

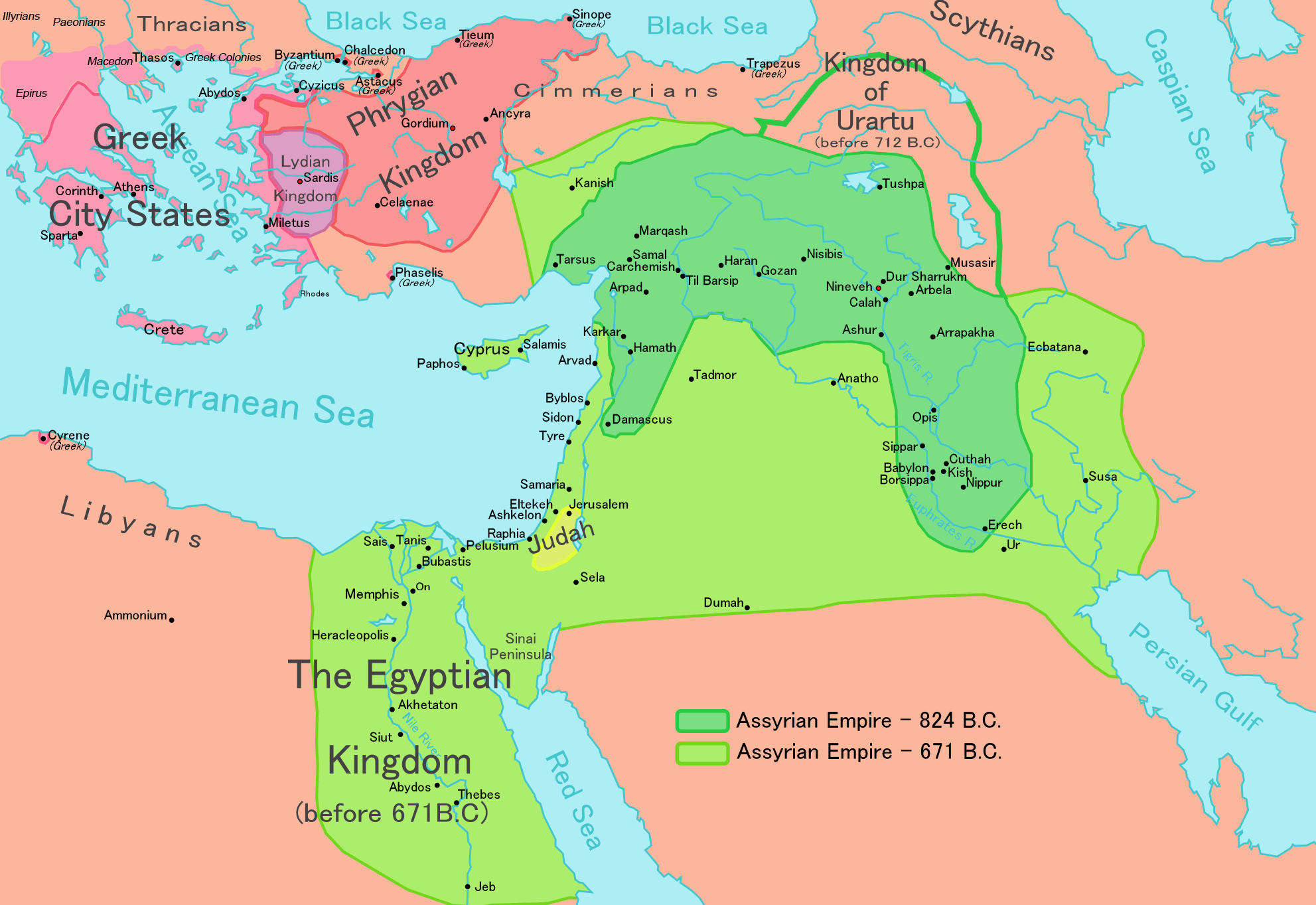
Ausdehnung des Assyrerreichs im 9. und im 7. Jahrhundert v. Chr.

Die 26. Dynastie wird gelegentlich als Zeit der „ägyptischen Restauration“ bezeichnet. Die neue Dynastie wird nach dem Namen ihrer Hauptstadt Sais auch als Saïtendynastie bezeichnet. Ihr Gründer Psammetich I., der von 664 bis 610 v. Chr. regierte, wurde von den Assyrern als König eingesetzt. Dieser hob für die Erfüllung seiner Aufgabe, Frieden zu wahren, ein Heer aus, das sich nicht nur aus Ägyptern, sondern auch aus Söldnern aus dem östlichen Mittelmeerraum zusammensetzte. Darunter waren hauptsächlich Griechen und Karier aus Kleinasien.
Als das assyrische Reich durch Rebellionen in Babylon geschwächt wurde, nutzte Psammetich 653 v. Chr. die Gelegenheit zur Wiederherstellung der Unabhängigkeit. Einen Versuch des erstarkenden neubabylonischen Reiches, Ägypten unter seine Kontrolle zu bringen, konnte er 627 abwehren.
Während seiner langen Regierungszeit konnte Ägypten von einer wirtschaftlichen Öffnung nach außen profitieren. Kultur und Kunst erlebten einen erneuten Aufschwung. Psammetich erhielt Unterstützung von Gyges von Lydien, karische und ionische Söldner unterstützten ihn. Um 660 beherrschte er bereits das Delta, um 656 v. Chr. endete die assyrische Herrschaft. In Theben gelang es ihm, seine Tochter Nebetneferumut zur Gottesgemahlin des Amun zu erheben, womit er auch Mittelägypten der Herrschaft seiner Dynastie unterstellte. Er verfügte über griechische, karische aber auch jüdische, phönizische und vielleicht Schasu-Truppen. Die Griechen wurden dabei so zahlreich, dass es sogar zu Animositäten kam, die Psammetichs Sohn und Nachfolger Necho II. zwangen, sie zeitweise abzuziehen. Unter dessen Nachfolger Apries (589–570 v. Chr.) kam es auf Elephantine sogar zu einem Aufstand der griechischen Söldner.
Assur, das ab 626 gegen Babylon in die Defensive geriet, verbündete sich nun mit Ägypten, dessen Truppen 616 v. Chr. infolgedessen in Regionen kämpften, in denen nie zuvor Soldaten dieses Landes gestanden hatten. Als Assur und Ninive zerstört wurden, stand Ägypten ab 605 allein gegen einen expansiven Gegner, das Neubabylonische Reich.

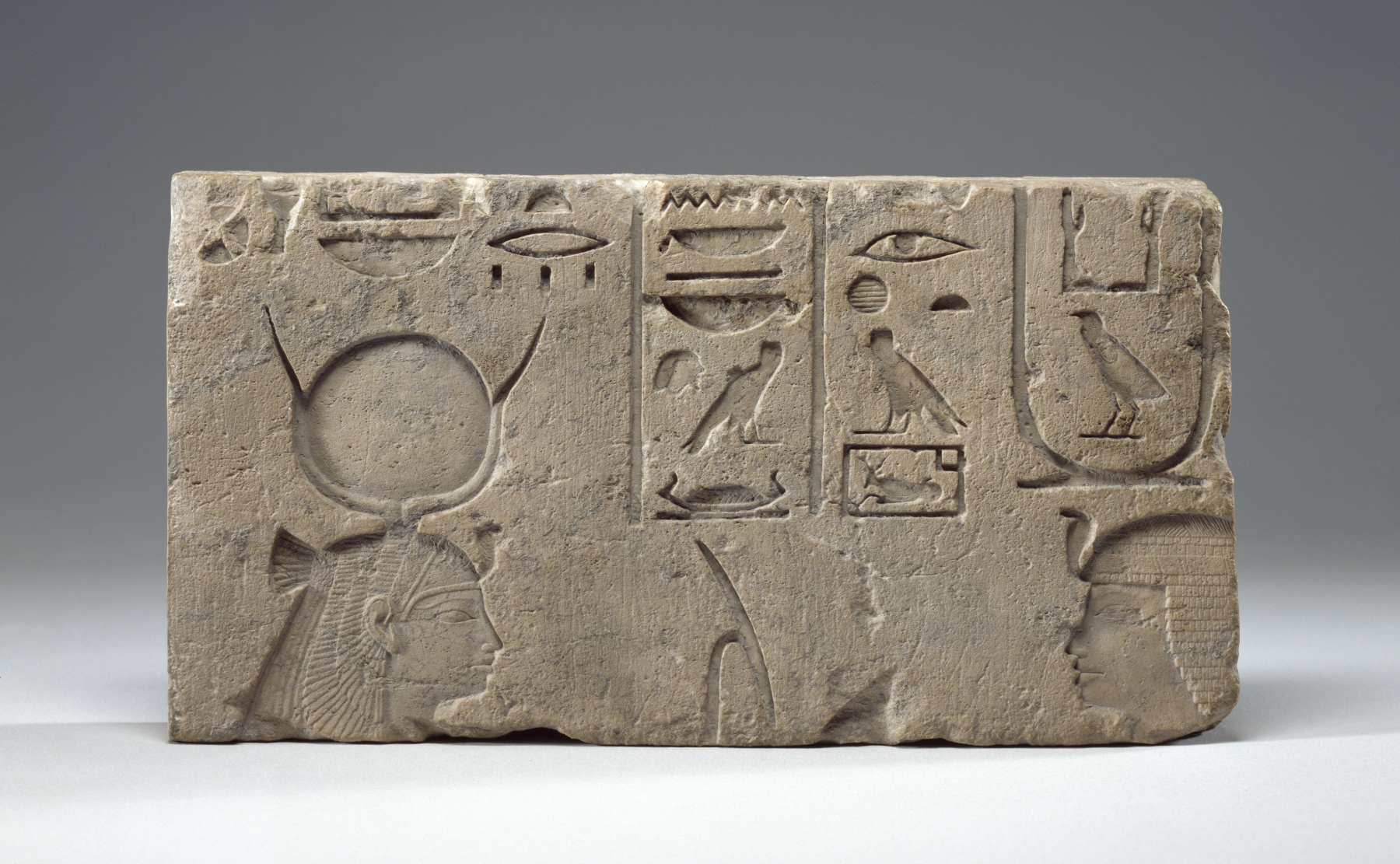
Relief mit Necho II. (rechts) und der Kuhgöttin Hathor, die als Kopfschmuck Hörner und die Sonnenscheibe trägt, 14,5 × 27,2 × 3,5 cm, Walters Art Museum, Baltimore

Necho II. (610–595 v. Chr.) war der erste Pharao, der eine Seestreitmacht aufbaute. Da die Ägypter über vergleichsweise wenig nautische Erfahrung verfügten, rekrutierte er die Besatzungen im Wesentlichen aus Griechen und Karern. Er begann auch das Projekt eines Kanals zwischen dem Roten Meer und dem pelusischen Nilarm, was auf ein Wiederaufleben des Rotmeerhandels hinweist. Ausgrabungen am Tell Defenna zeigten am Nordostrand des Deltas, dass die Griechen, die die Hafenstadt Daphnae nannten, in einer Zitadelle wohnten und zudem eine wichtige Rolle in der Seekriegführung spielten. Insofern könnte der Kanal auch dazu gedient haben, leichte Kriegsschiffe vom Roten in das Mittelmeer zu bringen, und umgekehrt.
Versuche Nechos, sein Gebiet um die syrischen Provinzen des Neubabylonischen Reiches zu erweitern, scheiterten, obwohl er 609 v. Chr. den König von Juda unterwarf. Auch zog die Armee bis an den Euphrat. Dort erlitt sie jedoch 605 eine katastrophale Niederlage bei Karkemiš. Sie musste sich bis an die ägyptische Grenze zurückziehen.

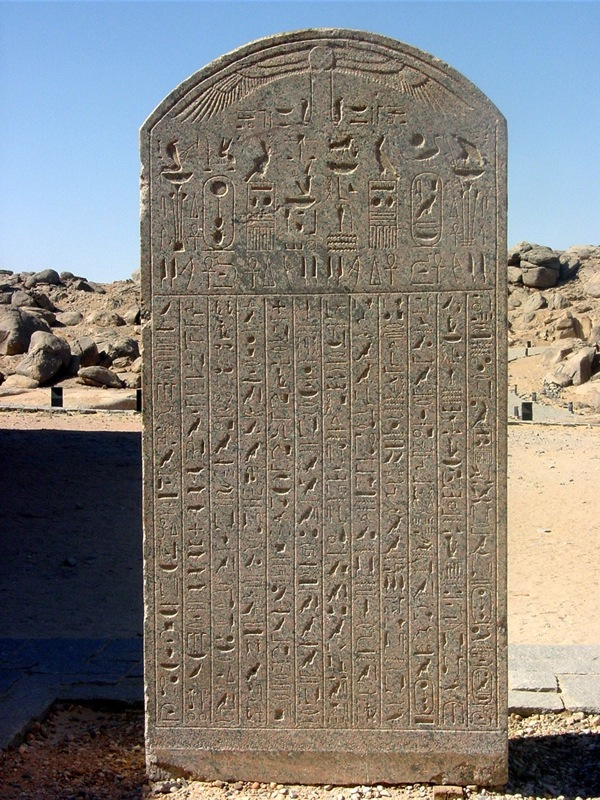
Siegesstele Psammetichs II. von etwa 592 v. Chr. in Kalabscha. Sie berichtet von der Eroberung des kuschitischen Napata und dem Sieg über König Aspelta.

Psammetich II. (594–589 v. Chr.) rüstete Heer und Flotte weiter auf. 592 v. Chr. führte er einen Feldzug gegen Nubien, wobei er mindestens bis zum 3. Katarakt vordrang. Sein Heer bestand dabei zu einem Großteil aus griechischen Söldnern, die von einem Feldherrn geführt wurden. Die einheimischen Soldaten wurden von Amasis befehligt. Dieser Feldzug hatte das Ziel, Nubien so sehr zu schwächen, dass es zu keinem Angriff auf Ägypten mehr fähig sein sollte. Dieses Ziel erreichte Psammetich II. durch die Plünderung und Zerstörung nubischer Städte. Gleichzeitig ließ er alle Namen von Pharaonen der nubischen 25. Dynastie, sowie den Namen seines Vaters Necho II. in seinem Einflussbereich tilgen. Die Südgrenze des Reiches wurde unter ihm am 1. Katarakt festgelegt. Im 4. Jahr seiner Herrschaft zog der Pharao auch nach Osten, wo er versuchte, einen Aufstand gegen den babylonischen König anzufachen.
Apries (589–570 v. Chr.), der Enkel Nechos II., führte Grenzkämpfe in Palästina gegen Babylon, die Phönizier und gegen das griechische Kyrene in Libyen. Zwar konnte er die Belagerung Jerusalems mit seinem Heer unterbrechen – die Babylonier zogen zeitweise ab – doch letztlich erstürmten die Babylonier die Stadt und nahmen König Zedekia und sein Volk in jahrzehntelange Gefangenschaft.
Nach einer schweren Niederlage gegen Kyrene rebellierten einheimische Soldaten, die durch den Feldherrn Amasis niedergeschlagen werden sollten. Nach der Rückkehr des Pharaos Apries in das Nildelta eskalierte die Revolte zu einem Aufstand gegen die griechische Vorherrschaft. Die Erhebung wurde nun von Amasis selbst geleitet und endete mit dem Sturz Apries' und seiner Flucht. Der siegreiche General bestieg den Thron. Apries kam drei Jahre später bei dem Versuch ums Leben, die Macht zurückzuerobern.
Unter Pharao Amasis (570–526 v. Chr.) oder Ahmose II. verstärkte sich der griechische Einfluss weiter. Zunächst aber konnte er einen Angriff der Babylonier abwehren, im nächsten Jahr kam Apries ums Leben. Die Stadt Naukratis, gegründet um 630 v. Chr. von griechischen Einwanderern aus Milet, erhielt einen besonderen Status als eine Art Freihandelszone, in der der gesamte Handel zwischen Griechenland und Ägypten zu erfolgen hatte. Weiterhin gestattete Amasis den Griechen die Errichtung von Heiligtümern.
Trotz des Festhaltens an ägyptischer Tradition war das Land auch großen Veränderungen unterworfen. So verlor Theben seine Bedeutung als kultureller und administrativer Mittelpunkt an Saïs. Weiterhin lässt sich bei allen Herrschern der 26. Dynastie eine starke Anlehnung an die griechischen Stadtstaaten feststellen, wenn auch unter Pharao Apries der Versuch einer Loslösung von den Griechen erkennbar ist, die das Heer dominierten. Amasis eroberte Zypern im ersten Jahrzehnt seiner Herrschaft und schloss ein Bündnis mit Kyrene, das sein Vorgänger noch bekämpft hatte. Dazu heiratete er eine kyrenische Prinzessin. Dieses Bündnis war noch intakt, als 525 v. Chr. die Perser Ägypten attackierten.
Darüber hinaus blieb seine Herrschaft als eine Zeit wachsender Prosperität in Erinnerung. Herodot meinte, es sei überliefert, dass niemals zuvor solcher Reichtum in Ägypten herrschte, und dass 20.000 Städte im Reich bestanden hätten. Vielfach waren die Händler wiederum Griechen. Der bestdokumentierte Fall ist Naukratis nicht weit von der Hauptstadt Sais entfernt. Gegründet von Miletern Mitte oder Ende des 7. Jahrhunderts, kamen bald auch Siedler aus anderen griechischen Städten dorthin. Ab 570 v. Chr. wurde der gesamte griechische Handel hier konzentriert.

### Erste persische Herrschaft, Aufstände

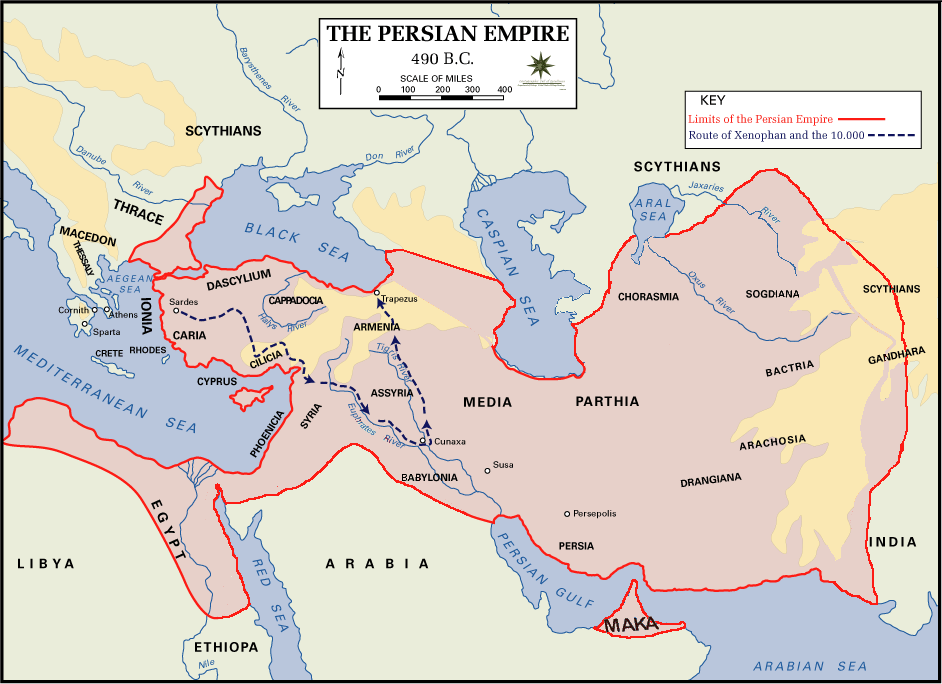
Ausdehnung des Perserreichs vor 490 v. Chr.

Zum ersten Mal fanden sich die Großmächte des östlichen Mittelmeeres, Ägypten, Babylon und Lydien, dazu Sparta, zu einer Koalition gegen einen gemeinsamen Gegner zusammen. Dieser Gegner, die Perser, war 550/549 in den Besitz der Hauptstadt der Meder gekommen. 547 eroberte ihr König Kūruš (Kyros II.) Ostkleinasien, dann besiegte er den mit Ägypten verbündeten Lyderkönig Kroisos in Westkleinasien und annektierte wohl 541 dessen Hauptstadt Sardes und sein Reich, das bis zu den Griechenstädten an der ägäischen Küste reichte. 539 fiel schließlich Babylon mitsamt Palästina und Syrien.
Ein halbes Jahr nach der Thronbesteigung Psammetichs III. kam es 525 v. Chr. gegen die persischen Angreifer zur Schlacht bei Pelusium. Psammetichs Armee unterlag. Der Pharao wurde vom persischen König Kambyses II. zunächst ehrenvoll behandelt, jedoch nach einem Aufstandsversuch hingerichtet. Mit ihm endete die 26. Dynastie.
Herodot zufolge eroberte Kambyses, der Sohn und Nachfolger des Kyros, Ägypten und, nach dem Zusammenhang zu deuten, auch Zypern. Zumindest ein Teil der Zyprer hatte Kyros bereits beim Kampf gegen Lydien, dann gegen Babylon und schließlich gegen Ägypten unterstützt. Nach der Eroberung Unterägyptens zog Kambyses mit seinem Heer weiter nach Westen. Er blieb bis 522 v. Chr. in Ägypten.

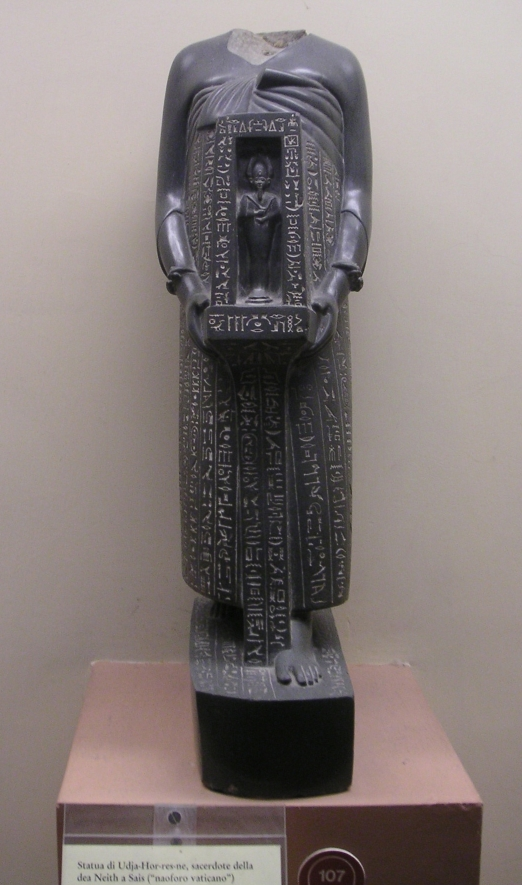
Statue des Udjahorresnet im Museo Gregoriano Egizio, Rom

Das Bild des Herrschers ist in den griechischen Quellen ausgesprochen negativ, während die einzige ägyptische Quelle zeigt, dass er sich wie ein Pharao zu verhalten versuchte. Diese Quelle ist die Statue des Udjahorresnet, der in Abusir begraben wurde, wo sich sein riesiges Schachtgrab fand. Udjahorresnets Statue trägt seinen Lebenslauf. Er gibt sich als treuer Untergebener der Perserkönige Kambyses II. und Dareios I. zu erkennen. Kambyses hat demnach die Rolle des Pharao eingenommen, dann arbeitete er mit einheimischen Verwaltern zusammen und förderte sie, und schließlich erwies er der ägyptischen Religion seinen tiefen Respekt.

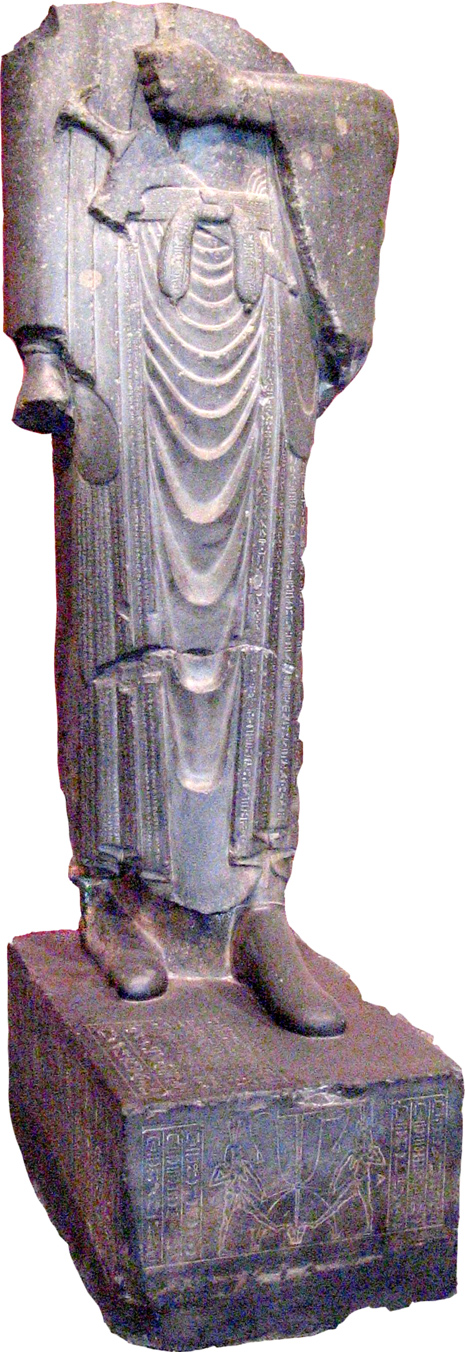
In Ägypten hergestellte Statue des Dareios I., die zunächst in Pithom aufgestellt war und zu einem unbekannten Zeitpunkt nach Susa kam, wo sie 1972 entdeckt wurde

Unter Dareios I. kam es zu Unruhen in Ägypten, die von einem Mann namens Petubastis entfacht wurden. Der Satrap Aryandes schlug den Aufstand bis 519/18 nieder. Auch er behielt die Gesetze der Pharaonenzeit und die kulturellen und religiösen Traditionen bei. Herodot zufolge veranlasste Aryandes einen Feldzug gegen Kyrene. Ob es sich um die Niederschlagung eines Aufstands oder um eine Eroberung handelte, ist unklar. Herodot zufolge soll Aryandes beim Großkönig in Ungnade gefallen sein, als er nach dessen Vorbild eigene Silbermünzen prägen ließ.
Dareios ließ sich offenbar Listen der Priester zur Genehmigung vorlegen, wie aus Briefen hervorgeht, die der Satrap Pherendates I. († 465 v. Chr.) auf Elephantine hinterließ. Unter ihm wurden der unter Necho II. begonnene Kanal zwischen etwa 510 und 497 v. Chr. fertiggestellt, Tempel restauriert und neue gebaut, wie etwa der Tempel des Amun von Hibis in der Oase Kharga. Insgesamt beließen die Perser das Land so weit wie möglich in dem Zustand, den sie vorgefunden hatten, und änderten nur das, was zur Integration in ihr Riesenreich, das bis nach Indien reichte, nötig war. Dazu gehörte die Einsetzung eines Satrapen, der ein Angehöriger des höchsten Adels war und Inspektoren und Spitzel mitbrachte. Die Administration erfolgte durch eine Kanzlei. Da deren Verwaltungssprache Aramäisch war, bedurfte es einer Schar von Übersetzern. Unterhalb dieser Spitzenpositionen wurden kaum Änderungen vorgenommen, so dass sich die ägyptischen Verwalter leicht in das nur an der Spitze persische System einfügten. Zudem blieb das Rechtssystem ägyptisch. Andererseits standen persische Truppen im Land, falls es der Verwaltungsspitze nötig erschien, wurden Beamte ausgetauscht, und Ägypten musste die gleiche Rolle übernehmen wie die anderen Satrapien des Reiches. So halfen Ägypter beim Angriff auf das griechische Milet, mit dem 494 v. Chr. der griechische Aufstand in Westkleinasien zusammenbrach.
Als die Perser in der Schlacht bei Marathon 490 eine schwere Niederlage gegen die Athener erlitten, erhoben sich die Ägypter. Xerxes I., der nach dem Tod des Dareios 486 v. Chr. neuer persischer König geworden war, ernannte seinen Bruder Achaimenes zum Satrapen von Ägypten. Dieser unterdrückte den Aufstand und herrschte mit großer Härte über das Land.
Als während der persischen Thronwirren 465 v. Chr. Xerxes I. ermordet wurde, kam es unter dem libyschen Fürsten Inaros II. von Heliopolis, einem Sohn Psammetichs IV., und Amyrtaios von Sais erneut zu einem Aufstand. Achaimenes, Satrap und Prinz des persischen Achämenidenhauses, kam mit seinem gesamten Heer in Papremis in der Nähe des heutigen Port Said bei einer Schlacht im Jahre 463 v. Chr. ums Leben. Inaros wurde 454 v. Chr. nach der Niederschlagung des Aufstands hingerichtet.

### Erneute Unabhängigkeit
Unter Artaxerxes I. herrschte in Ägypten relative Ruhe. Doch während der Herrschaft des nachfolgenden Königs Dareios II. flammten die Kämpfe, unterstützt durch griechische Söldnerheere, erneut auf. Ausgangsort war wieder die Stadt Sais. Ägypten sagte sich nach Dareios’ Tod 404 v. Chr. vom persischen Großreich los. Artaxerxes II. wurde dennoch in Oberägypten noch zwei Jahre lang als ägyptischer Herrscher anerkannt.
Der einzige König der 28. Dynastie war wohl der Enkel des Aufständischen Amyrtaios von Sais mit dem gleichen Namen. Amyrtaios sagte sich 404 v. Chr. vom persischen Großreich los und regierte zunächst nur in Unterägypten. In Oberägypten wurde er erst vier Jahre später anerkannt. Möglicherweise starb er 399 v. Chr. eines gewaltsamen Todes. Tamos, ein aufständischer persischer Admiral ägyptischer Herkunft, setzte sich 400 v. Chr. mit seiner Flotte nach Ägypten ab, doch wurde er von einem ägyptischen Herrscher, wohl Amyrtaios, ermordet.
Nepherites I. kam durch die Entmachtung und Hinrichtung des Amyrtaios an die Macht (29. Dynastie). Unter ihm wurde die Hauptstadt von Sais nach Mendes verlegt. König Hakor (393–380 v. Chr.) gelang der Abschluss eines Bündnisvertrags mit den Griechen gegen die Perser, die erneut versuchten, nach Ägypten vorzudringen. Er konnte mit seinen See- und Landstreitkräften die Grenzen sichern. Als er starb, folgte für vier Monate Nepherites II. als letzter Pharao der 29. Dynastie.
Nektanebos I. (380–362 v. Chr.) aus Sebennytos entstammte einer Militärfamilie. Er löste Nepherites II. ab und riss die Macht an sich (30. Dynastie). Während seiner Regierungszeit erfolgte eine Aufrüstung des Heeres, um die Perser von Ägypten fernzuhalten. Sein zum Mitregenten erhobener Sohn Tachos (Teos) zog nach dem Tod seines Vaters 359 v. Chr. nach Phönizien, um in einem Bündnis mit den Griechen den persischen König Artaxerxes II. anzugreifen. Agesilaos führte die griechischen Söldner, der Athener Chabrias die Flotte. Das Oberkommando übernahm Teos.
Sein Bruder, den er als Statthalter in Ägypten eingesetzt hatte, nutzte die Zeit von Tachos Abwesenheit und usurpierte für seinen Sohn Nektanebos II. mit Unterstützung der Priesterschaft den Thron. Der Spartaner entschied sich nach einem Schreiben aus seiner Heimat, mit den Söldnern die Fronten zu wechseln, obwohl der Athener noch versucht hatte, ihn auf der Seite des bisherigen Pharaos zu halten, wie Plutarch (Leben des Agesilaos, 36–39) berichtet.

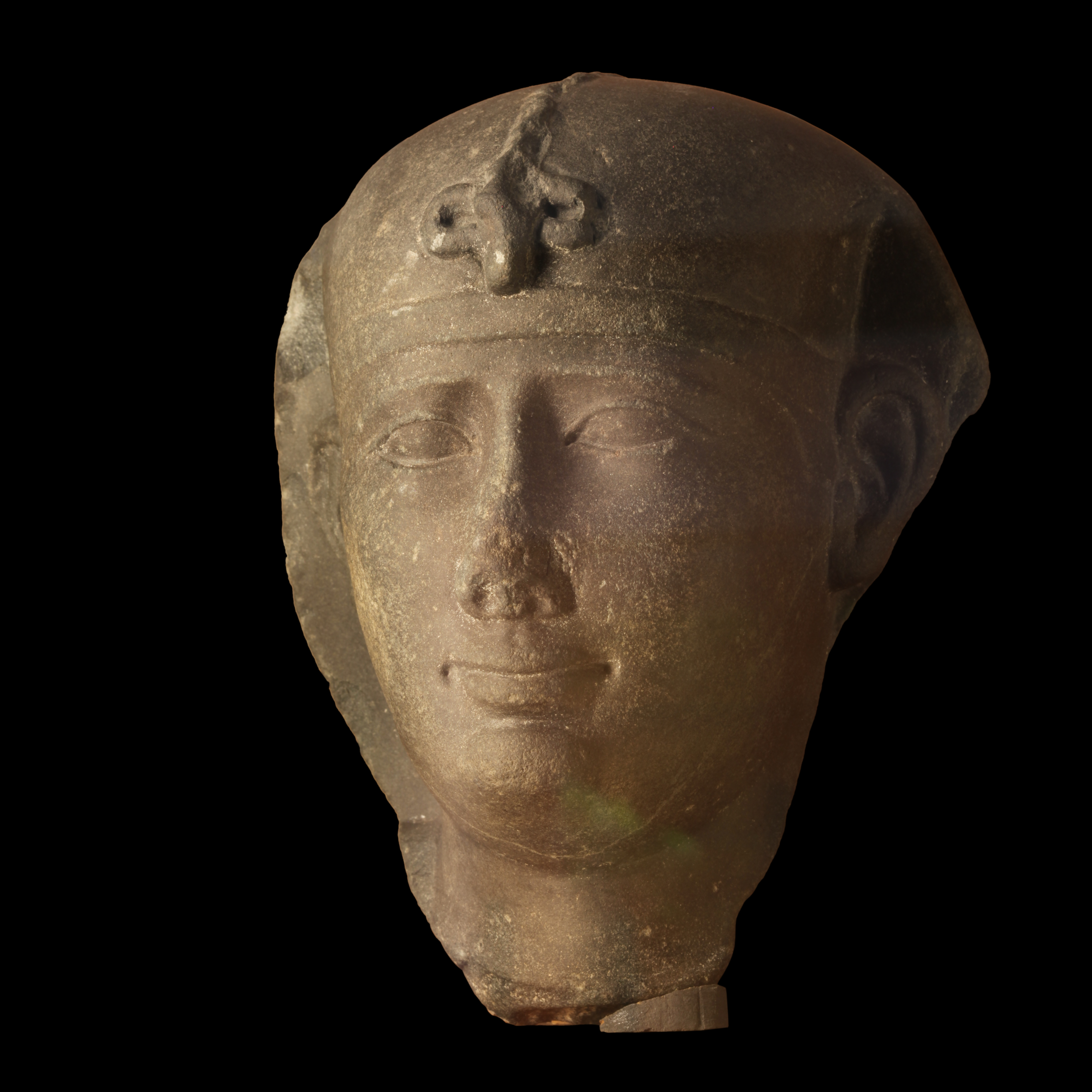
Kopf des Nektqanebos II., Grauwacke, Musée des Beaux-Arts, Lyon

Die letzten Pharaonen lehnten sich ideologisch an das letzte Goldene Zeitalter, an das der 26. Dynastie an, wie an den Horus- und Nebtinamen zu erkennen ist. Auch setzten sie die Arbeiten an den Tempeln fort, wie in Mendes, Karnak oder Sakkara. Vor allem Nektanebos II. spielte eine Rolle im Apiskult, baute aber auch in Sais, Philae, Karnak und Hermopolis. Er schrieb seine Erfolge der Neith, Göttin von Sais, zu. Demnach war Reichtum eine Gabe der Göttin, und er habe die Aufgabe, das von den Vorgängern Geschaffene zu bewahren.
Erst 374/373 v. Chr. unternahmen die Perser einen ersten Versuch, Ägypten zu erobern. Artaxerxes III. unternahm nicht weniger als drei Versuche, das Land zu erobern, denn es spielte eine für Persien gefährliche Rolle in den Aufständen im Reich und im Kampf mit den Griechen. In diesen Kämpfen spielten wiederum griechische Söldner, die Ägypten für sich einsetzte, eine immer wichtigere Rolle. 361/360 standen 10.000 Söldner auf ägyptischer Seite, als Artaxerxes III. das Land 343/342 angriff, standen Nektanebos 20.000 Mann zur Verfügung, während die Milizen immer wieder schwere Kämpfe ausstanden, wie gegen Artaxerxes 374/373 und im Bürgerkrieg 360 v. Chr., auch wenn sie hier gegen die Griechen unterlagen. Beide Gruppen neigten dazu, die Rolle des Königsmachers einzunehmen. Auch Spartaner und Phönizier spielten eine wichtige Rolle, ebenso wie Libyer, von denen Nektanebos 20.000 aufbieten konnte. Hinzu kam, dass jede der sieben Nilmündungen von einer massiv befestigten Stadt gesichert wurde. Schwachpunkt der Verteidigung war demnach nicht die Armee oder die Flotte, nicht die Festungsbesatzungen, sondern die Spitze der Armee, der Pharao und seine Generäle.

### Zweite Perserherrschaft
Die zweite persische Ära (31. Dynastie) dauerte nur von 341 bis 332 v. Chr. Artaxerxes III. soll mit harter Hand geherrscht haben. Die große Zerstörungswelle, die ihm zugeschrieben wird, mit der Zerstörung ganzer Städte und Tempelanlagen sowie den Plünderungen vieler Heiligtümer, hat aber so wohl nie stattgefunden. Auch die Tötung des Apis-Stiers ist nicht nachweisbar. Artaxerxes wurde 338 v. Chr. vergiftet. Auch sein Nachfolger Arses erlag 336 v. Chr. einem Giftanschlag.
Gegen die Perser kam es unter Chabbasch zu einem Aufstand. Er herrschte wohl 338 bis 336 v. Chr. als Pharao und dominierte zeitweise erhebliche Teile des Landes.
Nur für wenige Jahre konnten die Perser ihre Herrschaft wiederherstellen. Dareios III. musste sich 333 v. Chr. in der Schlacht bei Issos dem anrückenden makedonischen Heer unter Alexander dem Großen geschlagen geben. Da der Satrap Ägyptens, Sabakes, in der Schlacht ums Leben gekommen war und fast die gesamten persischen Besatzungstruppen aus Ägypten mit sich geführt hatte, konnte Alexander im Jahr 332 v. Chr. das Land kampflos einnehmen. Doch zuvor traf der makedonische Söldner Amyntas in Ägypten ein und beanspruchte die Statthalterschaft im Namen des persischen Großkönigs. Seine Armee zog plündernd von Pelusium den Nil hinauf. Bei Memphis stellte ihn der Satrap Mazakes zum Kampf und tötete ihn und die meisten seiner Söldner. Mazakes übergab Alexander kampflos das Land und den Staatsschatz. Er selbst wechselte in die Gefolgschaft des Makedonen, der Kleomenes von Naukratis zu seinem Verwalter in Ägypten ernannte.

## Alexanderreich, Herrschaft der Ptolemäer (332–30 v. Chr.)

### Alexander der Große (332/331 v. Chr.), Nachfolgeregelung
Nachdem Alexander der Große bei Issos (333 v. Chr.) den persischen König Dareios III. besiegt hatte, wandte er sich nach Süden. Er eroberte nach zweimonatiger Belagerung Gaza und zog dann nach Ägypten weiter, um Pelusium kampflos einzunehmen. Von dort zog er Richtung Heliopolis und Memphis weiter. Die Bevölkerung empfing die Makedonen freundlich, da sie vermutlich glaubte, dass die Perser vertrieben werden, aber nicht, dass die Makedonen an deren Stelle treten würden. Der persische Satrap Mazakes übergab vor Memphis, mit 8000 Talenten und dem Inventar der königlichen Residenz, die Herrschaft über Ägypten. Kurze Zeit später ließ sich Alexander wohl von den Hohepriestern des Ptah in Memphis nach ägyptischem Ritus zum Pharao krönen und nahm den Namen „der Geliebte des Re, der Erwählte des Amun“ an. Seine ägypterfreundliche Gesinnung brachte er durch ein „prächtiges Opfer“ für Apis, den heiligen Stier von Memphis, zum Ausdruck, um sich von Kambyses, der gegen Apis gefrevelt haben soll, und von den Persern insgesamt abzuheben.
Die Gründung der Hafenstadt Alexandria im westlichen Nildelta „zu Beginn des Jahres 331 v. Chr.“ erfolgte partiell nach Plänen des Königs und Pharaos. Er hatte Alexandria als griechische Stadt mit demokratischem Zuschnitt konzipiert. Auf seine Veranlassung erfolgte der Wiederaufbau und die Restaurierung der von den Persern zerstörten Tempel. Die Einwohner Alexandrias richteten wahrscheinlich noch zu Lebzeiten des Königs einen Kult des Gründer-Heros (héros ktístes), ja des Gründer-Gottes (théos ktístes) ein. Da Alexander mit seinem Heer relativ schnell abzog, setzte er wie die Perser einen Satrapen ein. Der Bankier Kleomenes von Naukratis war der erste in diesem Amt, ihm oblag die Einziehung der Abgaben, wobei er sich vor allem selbst bereicherte. Alexander machte Peukestas, seinen Leibwächter, zusammen mit Balakros zum Befehlshaber (strategos) der in Ägypten zurückgelassenen Truppen. Ihm sollen 4.000 Mann unterstanden haben.

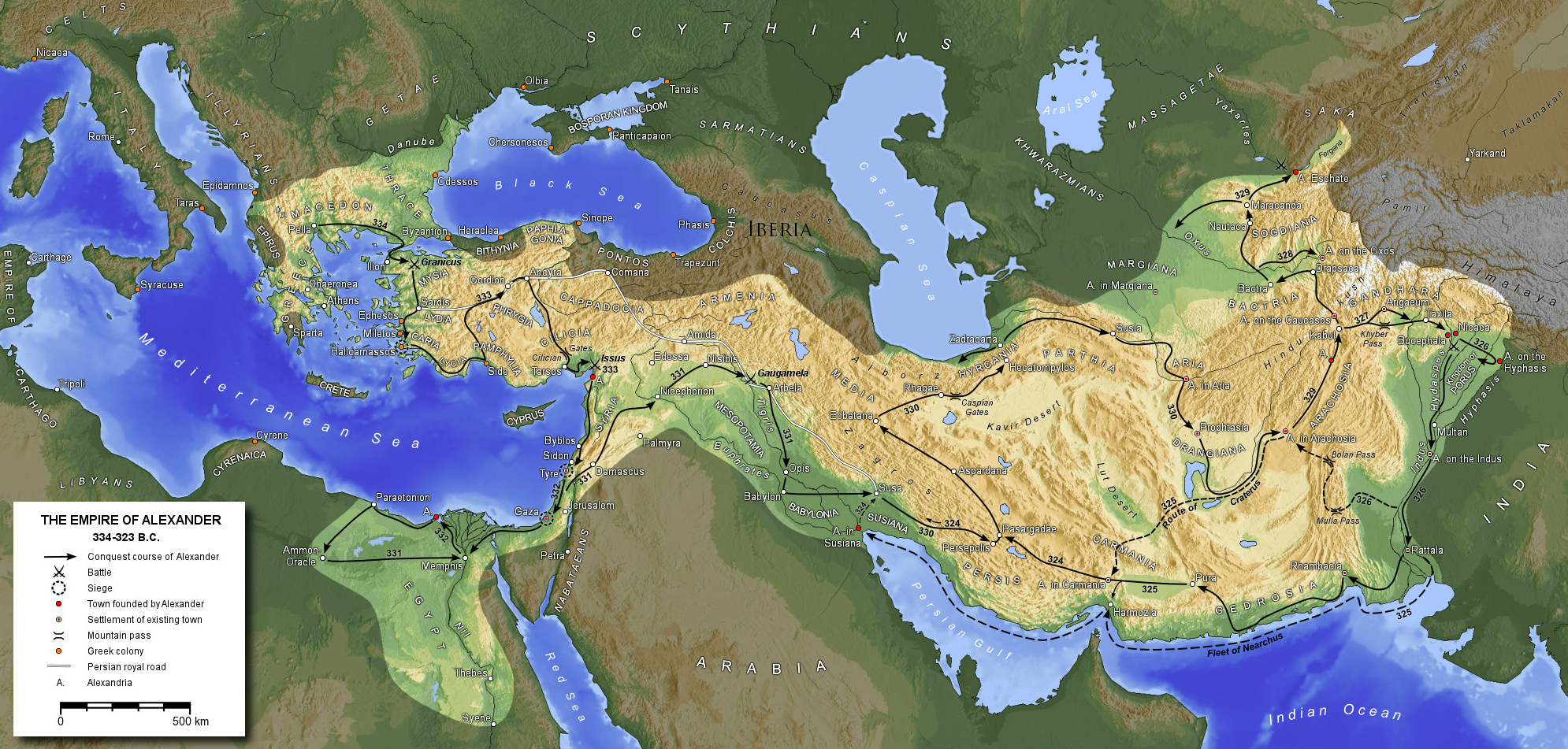
Reich Alexanders des Großen bei seinem Tod im Jahr 323 v. Chr.

Alexander, der am 10. Juni 323 v. Chr. in Babylon starb, hatte vor seinem Tod seinen Siegelring an Perdikkas übergeben und ihm damit „gewisse ordnende Funktionen“ „in der Zeit unmittelbar nach dem Tod des Königs“ übertragen. Einige, wie Perdikkas, sprachen sich für ein Gesamtreich unter einem Statthalter als Vormund für die Erben aus, andere, wie Ptolemaios, dafür, die führenden Mitstreiter des Verstorbenen in ein Gremium zu berufen, in dem alle wichtigen Entscheidungen getroffen werden sollten.
Die Entscheidung, welcher General die Kontrolle über welche Satrapie erhielt, konnte Perdikkas nicht treffen. Er musste sich mit den makedonischen Vornehmen beraten. In der „Reichsordnung von Babylon“ wurden 323 die Satrapien den einzelnen Generälen übertragen, wobei Ptolemaios Ägypten erhielt. Philippos Arrhidaios, der spätere König Philipp III. von Makedonien und Halbbruder Alexanders, und der erwartete Sohn der schwangeren baktrischen Frau Alexanders, Roxane, wurden zu Königen gewählt. Perdikkas erhielt für sie das Sorgerecht. Doch alle drei wurden ermordet.
Der Satrap Ptolemaios bemächtigte sich des Leichnams Alexanders und verschleppte ihn zum Heiligtum nach Siwa, um ihn dort beisetzen zu lassen. Doch die Fertigstellung des Grabmals dauerte zu lange, daher fand die Beisetzung in Alexandria statt.

### Aufteilung des Reiches Alexanders

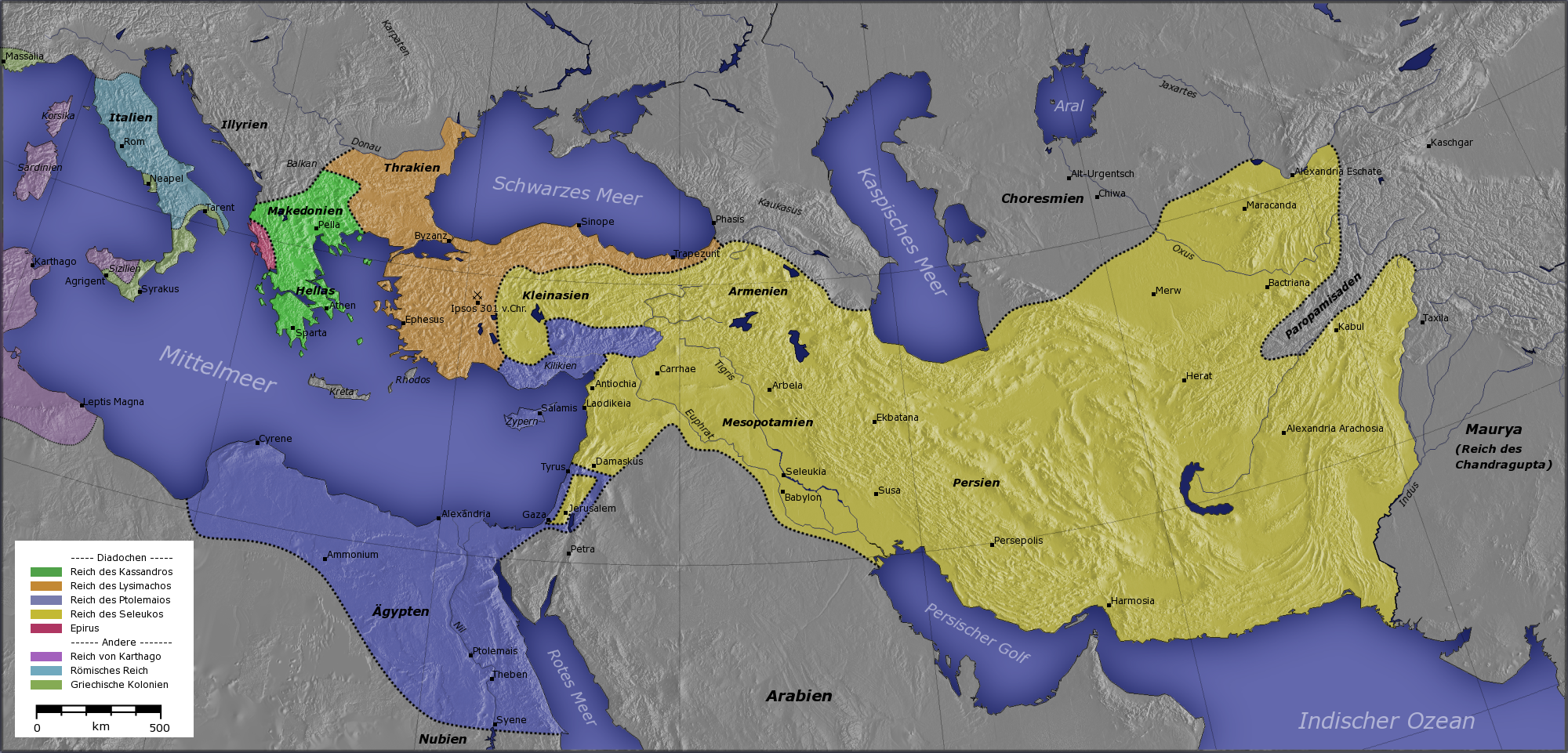
Die Diadochenreiche um 300 v. Chr.

Perdikkas rückte mit einer großen Streitmacht 321 v. Chr. nach Ägypten vor. Ptolemaios konnte ihn jedoch bei Memphis zurückschlagen. Mit seinen beiden Verbündeten Lysimachos und Kassander zog er kurz darauf gegen Antigonos I. Monophthalmos, den Nachfolger des ermordeten Perdikkas, in den Krieg. Er konnte bei Gaza 312 v. Chr. das Heer des Sohnes des Antigonos besiegen und wurde in einem Friedensvertrag als ägyptischer Satrap bestätigt. Nach dem Sieg von 306 über den zweiten, der versuchte Ägypten zu erobern, über Antigonos I. Monophthalmos selbst, der noch immer die Sache des Einheitsreiches verfocht, und der 301 in der Schlacht von Ipsos ums Leben kam, etablierten sich die Reiche der Diadochen. Ein letzter Versuch der Reichseinigung scheiterte 281 v. Chr., es blieben als mächtigste Reiche Makedonien und die Reiche der Seleukiden und der Ptolemäer.
Ptolemaios I. regierte ab 305 v. Chr. mit dem Beinamen Soter („der Retter“) als unabhängiger Monarch, nicht mehr als Satrap. Als er von den Machenschaften seines Vorgängers Kleomenes erfuhr, der Tempel hatte ausplündern lassen und den Armeesold nicht ausgezahlt hatte, ließ er ihn verhaften und zum Tode verurteilen. In Kleinasien erkämpften sich die kleineren hellenistischen Königreiche Pergamon, Bithynien, Pontos und Kappadokien ihre Autonomie, während sich die Ptolemäer in den meisten Küstengebieten festsetzen konnten, zunächst in Phaselis und Xanthos. Die griechischen Staaten erhofften dabei ägyptische Hilfe gegen die makedonische Übermacht, die sich ihrerseits mit den Seleukiden verbündete.
Bis zum Ende des 3. Jahrhunderts verlor jedoch Ägypten die meisten seiner Stützpunkte in Griechenland, und nur auf Thera verblieb bis 145 v. Chr. eine Garnison. Im Fünften Syrischen Krieg verlor Ägypten nach der Niederlage bei Panion (200 v. Chr.) im Jahr 195 v. Chr. auch seinen Einfluss in Syrien an die Seleukiden.
Bald nahm der Anteil der Ägypter und Libyer an der Reiterei stark zu, doch auch im Fußvolk stellten sie bald jeden zweiten Mann, die übrigen stellten zunehmend Söldner. Der Anteil der Makedonen ging stark zurück. Die Veteranen wurden an zahlreichen Orten angesiedelt, wo sie Landzuweisungen erhielten. Diese Militärbauern oder Kleruchen wurden gelegentlich in Kriegen eingesetzt, ab der Schlacht bei Raphia (217 v. Chr.) auch die ägyptischen Milizen. Weniger erfolgreich waren die Ptolemäer mit Blick auf die Flotte, die mit etwa 140 Schiffen 306 v. Chr. vor dem zyprischen Salamis eine katastrophale Niederlage erlitt. Die Kampftechnik verlagerte sich auf eine Art Landkrieg zur See, so dass die Schiffe immer größer wurden. So behauptete Ptolemaios IV., sein größtes Schiff habe nicht weniger als 2850 Seeleute getragen. Um das Deck zu vergrößern, baute man eine Art Katamaran. Signalsysteme wurden entwickelt, man übertrug die makedonische Taktik auf die See, führte Katapulte mit. Doch drei schwere Niederlagen beendeten die ptolemäische Seeherrschaft. 258 v. Chr. unterlag sie gegen die Flotte eines rhodischen Admirals, eine zweite Niederlage erfolgte vor Kos durch den makedonischen König, und 245 v. Chr. unterlagen die Ägypter vor Andros.
Dennoch blieb die Insel Zypern mehr als ein Vierteljahrtausend ptolemäisch. Während unter dem ersten Ptolemäer auf Zypern noch Widerstand anzutreffen war, kam es unter seinen Nachfolgern zu keinen größeren Aufständen mehr. 321 v. Chr. verbündeten sich vier Könige von Zypern mit Ptolemaios I. und hielten die Insel gegen Antigonos. Ptolemaios verlor die Insel jedoch 306 und 294 an Demetrios Poliorketes, danach verblieb sie bis 58 v. Chr. im Ptolemäerreich. Mit Athen und Zypern bestanden zunächst enge Handelsbeziehungen, die die Ptolemaier jedoch zunehmend auf Ägypten konzentrierten. Das geschlossene Währungssystem galt nicht nur für Ägypten, sondern auch für Kyrene und Zypern. Ohne eine schlagkräftige Flotte war ein solches System jedoch kaum aufrechtzuerhalten.

### Innere Konflikte, wirtschaftlicher Niedergang
Doch nicht nur die griechischen Gegner machten den Ptolemäern zu schaffen. Als es 246 v. Chr. zu einem ersten Aufstand in Ägypten kam, lieferte Zypern Getreide, das zur Beilegung genutzt wurde. 217 bis 197 kam es zu einem Aufstand der Soldaten in Unterägypten.
Im Kampf der hellenistischen Herrscher, in dem Prestige und Ruhm an oberster Stelle standen, spielte der Glanz der Hauptstadt eine enorme Rolle. Daher bauten die Herrscher Alexandria zu einer beeindruckenden Metropole aus. Der unter Ptolemaios begonnene Bau der Bibliothek von Alexandria sowie der Bau des Leuchtturms, der eines der sieben Weltwunder war, wurden unter Ptolemaios II. vollendet. Mindestens ein Viertel der Stadt wurde von Palästen eingenommen, der Sema, die Grablege, wo Alexander in einem goldenen, später gläsernen Sarg lag, war eines der Prunkstücke. Allein dieser Leichnam war von größtem propagandistischem Wert. Auch das vom ersten König der Dynastie gegründete Mouseion, zu dem die berühmte Bibliothek mit ihren über 700.000 Bänden gehörte, sollte Alexandria zum Zentrum der griechischen Kultur machen. Ptolemaios’ Sohn stiftete ihm zu Ehren wohl 279/278 v. Chr. die penteterischen Festspiele (Ptolemaieia) und erhob ihn zum „rettenden Gott“ (Theos Soter). Man verband die Dynastie zunehmend mit Zeus, Dionysos und Apollon. Alle Ptolemäer gehörten einer Familie von Göttern an, denen ein eigener Kult mit umfangreichen Opferritualen galt. Dies passte sowohl in die hellenistische als auch in die ägyptische Vorstellungswelt, ebenso wie die häufigen Geschwisterehen. Diese setzten mit Ptolemaios II. ein, der seine Schwester Arsinoë II. ehelichte. Hier boten Isis und Osiris, aber auch Zeus und Hera mögliche Vorbilder. Zwar wurde erst Ptolemaios V. sicher in den rituellen Formen eines Pharao gekrönt, doch vermutlich setzte diese Tradition bereits mit Alexander ein. Feierlichkeiten boten Gelegenheit, Reichtum, Raffinesse, aber auch militärische Überlegenheit zu demonstrieren. So marschierten bei einer Gelegenheit nicht weniger als 57.600 Infanteristen und 23.200 Kavalleristen auf. Zugleich zog man altägyptische Bauwerke nach Alexandria und die Ptolemäer stellten Statuen auf, die sie in ägyptischem Stil darstellten.

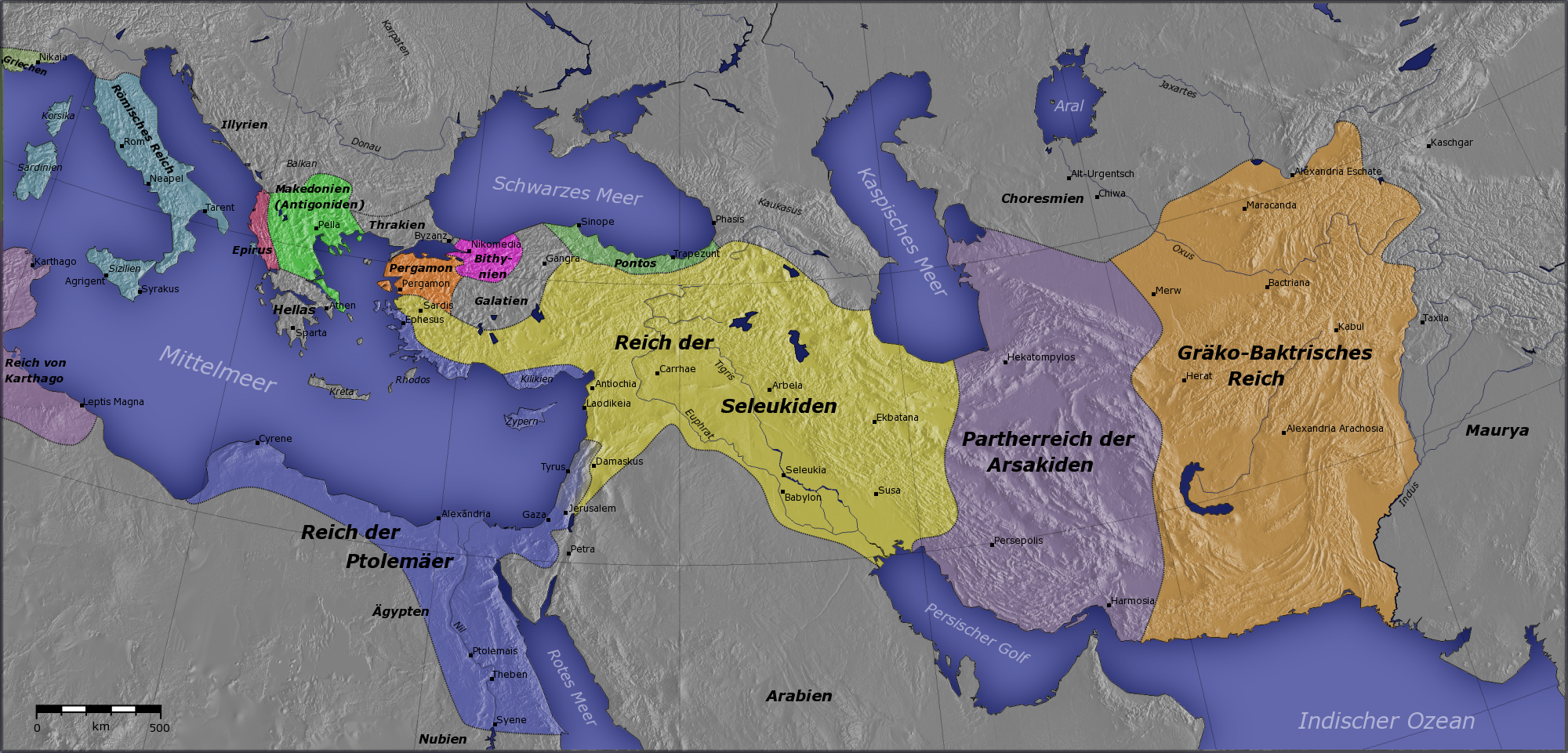
Die hellenistischen Reiche um 200 v. Chr.

Die größte Ausdehnung unter den Ptolemäern hatte Ägypten unter Ptolemaios III., der von 246 bis 221 v. Chr. regierte. Nach dem gewaltsamen Tod von Ptolemaios IV. wurde sein minderjähriger Sohn Ptolemaios V. sein Nachfolger. Die daraus resultierende innere Schwäche bezahlte Ägypten mit dem Verlust von Syrien und Stützpunkten in Kleinasien. Dennoch überspannte die Herrschaft der Dynastie drei Jahrhunderte vergleichsweise intensiver Herrschaft. Sie erreichte eine bisher nicht mögliche Integration mit Blick auf die Verwaltung und die Wirtschaft in das Reich. Auch die Tempel spielten dabei weiterhin eine Rolle, wie der Tempel von Edfu zeigt. Diese enorme Wirtschaftskraft wiederum floss zu erheblichen Teilen in die Ausstattung Alexandrias und die Finanzierung der Kriege.

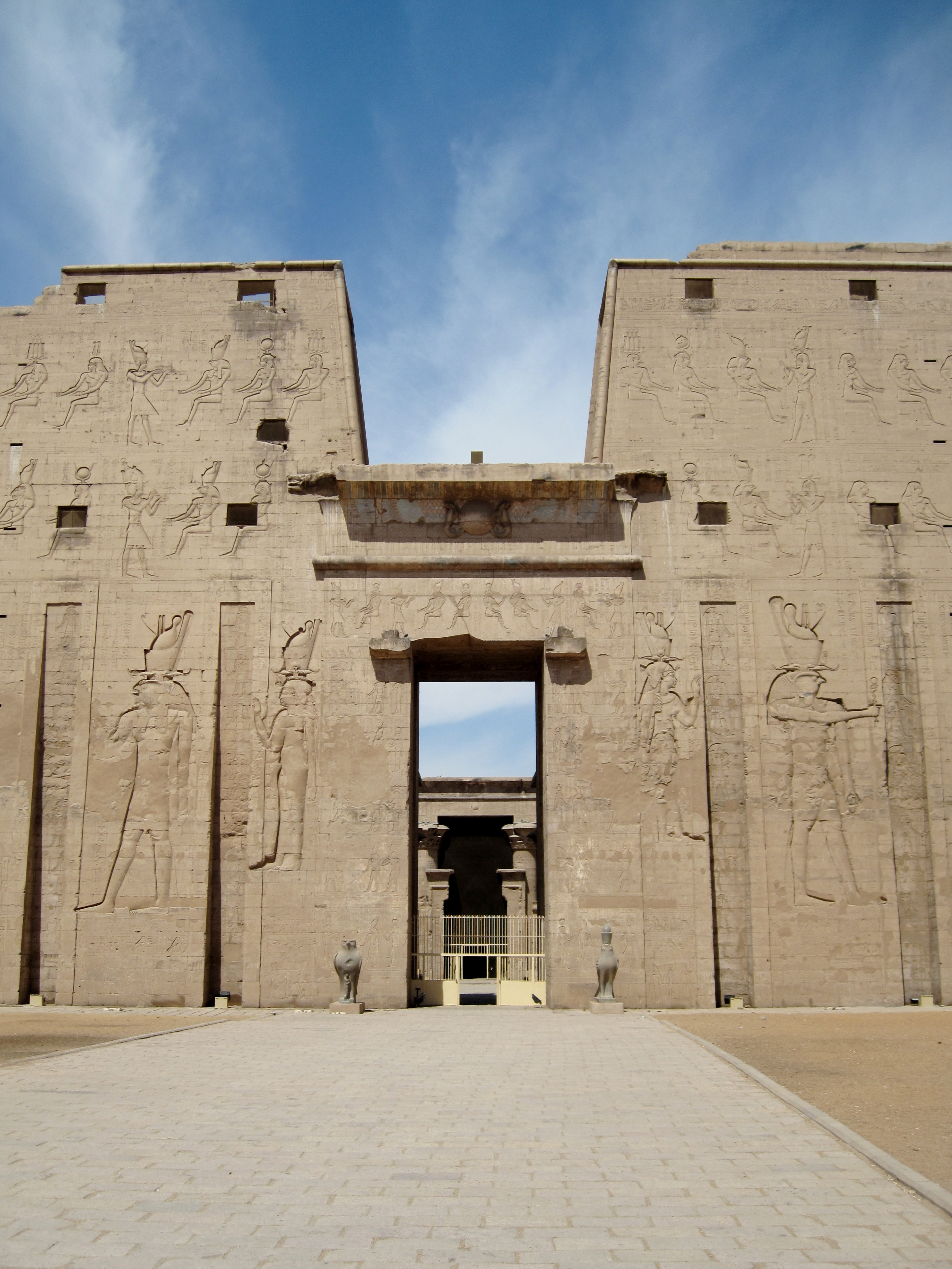
Der ptolemäische Tempel von Edfu, an dem zwischen 237 und 57 v. Chr. immer wieder gebaut wurde. Dort betonte man die Verbindung zur letzten Pharaonendynastie, besonders zu Nektanebos II. Die bedeutendsten Priester waren jedoch inzwischen die Hohepriester von Memphis

Doch neben den äußeren zogen sich inneren Kämpfe unter der Verwandtschaft der Ptolemäer durch alle folgenden Generationen, in die sich auch die Bevölkerung einmischte. So wurden 203 v. Chr. der Geliebte Ptolemaios IV., Agathokles und seine Anhänger und Verwandten von einer wütenden Menschenmenge gelyncht (Polybios, 15,33). Auch im Streit zwischen Ptolemaios VI. und Ptolemaios VIII. mischte sich die Menge in Alexandria ein, 80 v. Chr. ermordete sie Ptolemaios X. Kleopatra VII. war die letzte Ptolemäerin auf dem Pharaonenthron. Auch sie blieb von den inneren Kämpfen nicht verschont. Als sie die Regierungsgeschäfte als Siebzehnjährige 51 v. Chr. von ihrem Vater Ptolemaios XII. übernahm, tat sie dies unter der Bedingung, ihren jüngeren Bruder Ptolemaios XIII. zum Mann nehmen zu müssen. Die Macht der Alexandriner brachen erst die Legionen Caesars 48/47 v. Chr.
Vor allem außerhalb Alexandrias gelang vielen Ägyptern ein gesellschaftlicher Aufstieg, sie erscheinen sogar als Provinzgouverneure (strategos). Vielfach wurden die Konflikte als „nationalistisch“ motiviert gedeutet, doch trugen die Schwäche der Regierung, kulturelle Gegensätze (Kleopatra VII. war anscheinend der einzige Ptolemäerkönig, der Ägyptisch sprach), aber auch Regionalismen zu den Auseinandersetzungen bei, die sich in Rivalitäten zwischen den Städten niederschlugen. So bestand in der Thebais sogar zwischen 205 und 186 ein unabhängiger Staat unter König Haronophris, dem 197 v. Chr. Chaonnophris folgte. Vielleicht zeigte sich hierin auch der politische Ehrgeiz der Amunpriesterschaft in Verbindung mit religiös begründeter Fremdenfeindlichkeit. Hinzu kamen Brigantismus und Banden, Tempelraub und die Suche nach Asyl in den Tempeln, die die Härte der Konflikte nur andeutungsweise fassbar machen. Auf der anderen Seite stand eine unverständliche, oftmals korrupte, repressive Gewalt, die zu wenig gegen den Hunger oder die unsicheren Verhältnisse unternahm. Gerade letztere schadeten wiederum der Wirtschaft und verstärkten den Kampf der Marginalisierten gegen die Inhaber der Macht, die sie nicht mehr schützten.

### Einmischung Roms
Rom mischte sich immer stärker in die Verhältnisse im östlichen Mittelmeer ein. Bereits mit dem Sieg über Pyrrhus, den hellenistischen König von Epirus, im Jahr 275 v. Chr. begann Rom den rein italischen Rahmen zu sprengen und seine Macht auszudehnen. Es besiegte Karthago und führte Kriege gegen die hellenistischen Reiche (200 bis 146 v. Chr.), 167 v. Chr. verschwand das Königreich Makedonien, schließlich folgte die Expansion nach Kleinasien (ab 133 v. Chr.) und am Ende stand die Annexion des Restreiches der Seleukiden (64 v. Chr.).
Dieser lange Prozess begann zwischen Rom und Alexandria mit einer Gesandtschaft im Jahr 273 v. Chr., die Geschenke und Höflichkeiten unter Gleichen austauschte. Dies führte zu einer informellen Erklärung der Freundschaft (amicitia), was einer Erklärung guten Willens gleichkam. Doch bald wurde Rom zur Garantiemacht für den Fortbestand des Ptolemäerreichs. Nach dem römischen Sieg über Makedonien begab sich Gaius Popillius Laenas nach Alexandria, um dem Seleukiden Antiochos IV. ein Ultimatum zu überbringen, das den sofortigen Abzug aus dem besetzten Ägypten verlangte. Als dieser zögerte, zeichnete Laenas in den Sand mit seinem Stock einen Kreis um beide mit der Aufforderung, sich vor dem Verlassen des Kreises zu entscheiden. Durch seine schroffe Art veranlasste er den Seleukidenkönig zur Annahme der römischen Forderung (Polybios 29,27; Tag von Eleusis). 96 v. Chr. erwarb Rom die Kyrenaika, 58 v. Chr. Zypern. Von dort war es nur ein kurzer Weg, sich auch in die innerdynastischen Auseinandersetzungen einzumischen, Ptolemaios XI. verdankte 80 v. Chr. Rom seinen Thron, wenn er auch wenig später gelyncht wurde.
Während der römischen Bürgerkriege spielte Ägypten noch einmal eine wichtige Rolle, als zunächst der unterlegene Feldherr Gnaeus Pompeius auf der Flucht bei der Landung in Alexandria ermordet wurde und dann sein siegreicher Konkurrent Gaius Iulius Caesar in den ägyptischen Zwist eingriff, um ihn zugunsten von Kleopatra gegen ihre Brüder Ptolemaios XIII. und XIV. zu entscheiden. Um 50 v. Chr. kam es zu schweren Unruhen. Viele Dörfer waren entvölkert, da man die Steuern nicht mehr zahlen konnte. So verließen 51/50 v. Chr. alle Einwohner den mittelägyptischen Ort Hiera Nesos – bis auf die Priester des zugehörigen Tempels. Auch verließen alle nicht Einheimischen den Ort Tinteris im Jahr 50/49 v. Chr. Im selben Jahr gab es eine nur schwache Nilflut, im herakleopolitschen Gau kam es zu Unruhen, die jedoch niedergeschlagen wurden. Schließlich wurde am 27. Oktober 50 v. Chr. ein königlicher Befehl erlassen, in dem alle Getreidekäufer in Mittelägypten bei Todesstrafe verpflichtet wurden, ihre Waren nur in die Hauptstadt zu bringen, offenbar, um einer Hungersnot in Alexandria vorzubeugen. Kleopatra dominierte anfangs die Regierung und gebärdete sich für etwa 18 Monate als Alleinherrscherin. Ungefähr im Herbst 49 v. Chr. wurde Kleopatra aus Alexandria vertrieben. Sie warb in Palästina Söldner und marschierte mit ihrer Privatarmee gegen die Grenzfestung Pelusium. Mit seinen Ratgebern und der Armee zog Ptolemaios XIII. seiner Schwester entgegen, doch bevor es zum Kampf kam, erschien Pompeius an der Küste, wohin er nach seiner Niederlage bei Pharsalos geflohen war. Der römische Feldherr, der wegen seines Freundschaftsverhältnisses mit Ptolemaios XII. als Vormund von dessen Sohn Ptolemaios XIII. auftreten konnte, bat die ptolemäische Regierung um Unterstützung und Aufnahme. Der Römer wurde jedoch ermordet, zwei Tage später landete Caesar in Ägypten.
48/47 v. Chr. übertrug Marcus Antonius Kleopatra und ihrer jüngeren Schwester Arsinoë IV. die Herrschaft über Zypern, was nach seinem Tod jedoch rückgängig gemacht wurde. Als Kleopatra, nunmehr die Geliebte Caesars, im Sommer 46 v. Chr. nach Rom eingeladen wurde, nahm sie Ptolemaios XIV. und ein großes Gefolge mit. Nach dem Tod Caesars floh Kleopatra nach Ägypten und ließ bald ihren Bruder beseitigen. Dort gewann die Königin auch das Herz des Marcus Antonius, der ihr 36 v. Chr. die früheren ptolemäischen Gebiete in Syrien und Kleinasien zuerkannte. Nachdem die Flotten des Antonius und der Kleopatra 31 v. Chr. in der Schlacht bei Actium von Octavian, dem späteren Kaiser Augustus, besiegt worden waren, fiel Ägypten im folgenden Jahr an das Römische Reich.